# フジテレビジョン
株式会社フジテレビジョン（英: Fuji Television Network, Inc.、通称：フジテレビ）は、フジ・メディア・ホールディングスの連結子会社で関東広域圏を放送対象地域としたテレビジョン放送事業を行う特定地上基幹放送事業者。東京都港区台場（通称：お台場）のFCGビルに本社を置いている。略称はCX。
フジネットワーク（FNS）、フジニュースネットワーク（FNN）のキー局であり、リモコンキーIDは「8」。

## 概要
1959年に在京キー局としては4番目に開局したテレビ局で、産経新聞社、ニッポン放送などにより構成されるフジサンケイグループの一員である。旧法人（現・フジ・メディア・ホールディングス）はフジサンケイグループの中核企業であり、グループ再編後は事業持株会社となっていたが、現行会社はフジテレビグループの中核企業という位置づけである。
各地域の系列局28社で、番組の供給・ネットを目的とするフジネットワーク（FNS：Fuji Network System） と、ニュース素材の供給・ネットを目的とするフジニュースネットワーク（FNN：Fuji News Network）を組織している。FNN（ニュース）の取材対象地域には、青森県・山梨県が含まれる。
地上波放送の他にスカパー!プレミアムサービス（東経124・128度CS放送）、および衛星基幹放送事業者であるサテライト・サービスを通じてスカパー!（旧・スカパー!e2）（東経110度CS放送）で、フジテレビONE・フジテレビTWO・フジテレビNEXTの3つのチャンネル（フジテレビワンツーネクスト）を放送していて、一部のケーブルテレビ事業者へもこれらのチャンネルの供給を行っている。
2008年10月1日に株式会社フジテレビジョン（旧会社）は、商号を「株式会社フジ・メディア・ホールディングス」変更し認定放送持株会社に移行した。同日、新設分割により設立した「株式会社フジテレビジョン」に免許人の地位を含む事業の一切を継承した。
当局をはじめとするクロスネット2局含めたFNN / FNS系列28社はACジャパン（AC、旧・公共広告機構）の正会員企業の一つであり、不祥事が発生した場合などに同団体のCMが放映される。このACのCM差し替えの事例としては中居正広・フジテレビ問題#フジテレビでのCM放送を取りやめた企業・団体並びにACジャパン#緊急時に伴う特別措置を参照のこと。

### 社名の由来
ニッポン放送と文化放送の2社による「中央テレビジョン」（仮称）の免許申請に、新たに映画3社（東宝、松竹、大映）が加わることとなり、社名を一新することとなった。その際開かれた五社会議にて、ニッポン放送代表取締役専務（当時）の鹿内信隆が「テレビというものはとにかく（略）庶民の人々に愛されるものでなくてはならぬから、最もポピュラーな名前を選ぶべきではないか。そこで日本でポピュラーといえばサクラとか富士だから、仮に『富士テレビ』と言うのはどうか」と提案。同席した文化放送社長の水野成夫が真っ先に賛成し、他の代表も同意したことで決定された。こうして1957年11月1日「株式会社富士テレビジョン（現：株式会社フジ・メディア・ホールディングス）」が設立された。フジサンケイグループの放送系企業及び株式会社TOKYO TOWERなどが加盟する「中央ラジオテレビ健康保険組合」の名称は、仮称の中央テレビジョンに由来する。

## 沿革
- 1957年
  - 7月8日 - 予備免許を受ける。
  - 11月18日 - 文化放送とニッポン放送を主体とし、東宝、松竹、大映の映画会社各社が参加して、株式会社富士テレビジョン設立（「富士テレビ」に決定される前は「中央テレビジョン[注釈 7]」で仮決定されていた）。
- 1958年12月 - 商号を株式会社フジテレビジョンに変更。
- 1959年
  - 1月9日 - 本免許を受ける。
  - 2月8日 - 試験放送を始める。
  - 3月1日 - 午前9時20分から、地上アナログテレビジョン放送の本放送を開始、東京都で4番目のテレビ局として開局（JOCX-TV/東京8ch）。最初の番組は『開局に際して』(水野成夫社長の挨拶)。開局は大阪・毎日放送テレビ（MBS・JOOR-TV/大阪4ch）と福岡・九州朝日放送テレビ（KBC・JOIF-TV/福岡1ch）と同日。関西地区においては、関西テレビ（KTV）と毎日放送とのネットワーク関係を結ぶが、翌年関西テレビに1本化する。
  - 6月1日 - 東名阪福の基幹4局（フジテレビ・東海テレビ（THK）・関西テレビ・九州朝日放送）でネットワーク協力体制に調印する。これが後のフジネットワーク（FNS）の基礎となる。
- 1960年1月17日 - 本局の送信出力を映像50kW、音声12.5kWに増力する。
- 1964年
  - 9月3日（2日深夜） - 東京オリンピックの開催を控え、カラー試験放送を開始（東京地区では3番目）[注釈 8]。
  - 9月7日 - カラー本放送を開始（系列局の関西テレビ放送と東海テレビ放送も同日開始）。3局共にカラー本放送番組第1弾は、この日から始まった19時からの30分の新番組、イギリスの特撮人形劇『海底大戦争 スティングレイ』[11][12][13][14][15][16]。
  - 10月1日 - 福岡地区のネット局が九州朝日放送からテレビ西日本（TNC）に変更され、フジテレビ・東海テレビ・関西テレビ・テレビ西日本の4社によるネットワーク協力体制が確立する。
- 1966年10月3日 - フジニュースネットワーク（FNN）発足。
- 1967年
  - 2月11日 - 自社制作に於いて初のスタジオカラーカメラ実写・カラーVTR使用による番組が放送される。第1弾は、クイズ番組『ズバリ!当てましょう』で、同番組カラー放送第1回にちなんで、『カラーで当てましょう』という題が付けられた[注釈 9]。
  - 12月24日 - この日の「競馬中継」（中山競馬場からの「第12回有馬記念」の中継）にて、フジテレビ自社の競馬中継に於いて、初のカラー放送を行う[17][18][注釈 10]。
- 1969年
  - フジテレビの開局10周年の機に住吉町商店会による商店街「フジテレビ下通り」（現：あけぼのばし通り）のアーケード看板が設置された（1998年9月に撤去）。
  - 10月1日
    - フジネットワーク（FNS）発足。
    - この日の午後0時45分からのニュースから、カラーによるニュース番組が開始。これに伴い、報道に於いてのカラーフィルムでの取材を本格的に開始する[19]。

  - タワースタジオ完成[20]。
- 1971年 - 制作局を廃止させ、フジプロダクション、新制作（のちにフジプロダクションに統合）、フジポニー・ワイドプロモーション（のちのフジ制作）に分割して系列子会社化、報道・スポーツ・生番組以外の番組の制作を委託する（1980年まで系列子会社の再編をしながらこの体制が続く）。
- 1972年2月28日 - 長野県軽井沢町で発生した連合赤軍あさま山荘事件の人質救出の模様を、フルネットの系列局である長野放送と協力して現地から生中継。夜6時過ぎ、犯人逮捕・連行の瞬間をスクープ撮影[注釈 11]。FNNを通じて、全国に生放送した。これが契機で、後にニュース報道に力を入れる様になる（「長野放送#『あさま山荘事件』犯人逮捕のスクープ裏話」の項も参照）。
- 1973年10月14日 - この日のローカル番組『おはよう!フジテレビです』を最後に、自主制作番組がすべてカラー放送になる[21]。
- 1978年10月2日 - 音声多重放送開始(当時は実用化試験放送)。東京では日本テレビ、NHK（日本放送協会）に次いで3局目。第1弾は、同日午後5時からのアメリカテレビ映画『コンバット!』の2か国語放送。ステレオ放送第1弾は、同日午後7時から放送された神宮球場からのヤクルト対巨人戦であった[注釈 12]。
- 1980年 - この年の機構改革で「制作局」を再発足、報道・スポーツ・生番組以外の自社制作を復活させる。
- 1984年
  - フジサンケイグループ議長・鹿内春雄が将来の衛星放送事業（現在のBSフジやフジテレビワンツーネクストなど）参画による業務拡大に伴い、局舎面積拡大の必要性を訴え、新宿区河田町から当時はまだ更地であった台場への社屋移転構想を発表する（#お台場移転の経緯を参照）。
- 1985年
  - 4月 - フジサンケイグループのシンボルマーク及び社章・『目ん玉マーク』を制定。（民間放送のシンボルマークの制定は日本テレビに次いで2番目、統一CI導入当日の翌1986年4月1日から正式に使用を開始。）
  - 12月8日 - 文字多重放送本放送開始。
- 1987年
  - 7月10日 - 任天堂と共同で、後の『スーパーマリオUSA』の元となるファミコンディスクシステムのソフト『夢工場ドキドキパニック』を発売。
  - 10月 - 日本の地上波テレビ放送局で初めてとなる24時間放送（終夜放送。日曜深夜から月曜早朝及び保守点検時を除く）を開始[注釈 13]。
- 1988年 - 開局30周年を記念してオリエント急行を日本で走らせる（日立製作所・東日本旅客鉄道（JR東日本）との共同企画。オリエント・エクスプレス '88）。
- 1989年8月24日 - 第1世代クリアビジョン放送開始。そして、民放では初めて、ソニー製の1インチ非圧縮デジタルハイビジョンVTR DVH-1000が導入される。
- 1990年11月 - ハイビジョン試験放送開始。
- 1993年
  - 3月31日 - 山形テレビがフジネットワークを離脱（翌日4月1日からテレビ朝日系にネットチェンジ[注釈 14]）。
  - 5月 - 新本社・演奏所となるFCGビルが着工。
- 1994年
  - 4月23日 - セガ・エンタープライゼスと共同で、メガCDのソフト『ヘブンリーシンフォニー』を発売。
  - 9月12日 - 番組テロップをJTCウインフォントに統一
  - 11月 - ハイビジョン実用化試験局免許取得。
- 1995年
  - 4月 - 株式会社フジサンケイグループ本社を合併。
  - 9月 - ワイドクリアビジョン（EDTV-II）本放送開始。
- 1996年8月 - 東京都港区台場のFCGビルが完成。河田町からの移転作業が部署別に順次開始される。
- 1997年
  - 3月10日 - 午前2時05分をもって河田町からの放送を終了。台場のFCGビルへの本社・演奏所機能の移転が完了し、午前5時55分からのめざましテレビから放送開始。本社事業所所在地変更（東京都港区台場2丁目4番8号）。
  - 3月15日 - 旧河田町本社ビルの解体作業開始（翌年3月31日に完了、跡地は河田町ガーデンとなった）[22]。
  - 8月8日 - 東京証券取引所市場第1部に株式を上場。
- 1998年
  - 4月 - CSデジタル放送2チャンネルの委託放送事業者の認定を受ける。
  - 4月1日 - 沖縄県大東諸島テレビ中継局開局。本来沖縄県の系列は沖縄テレビ放送であるが、沖縄本島から距離が離れており、中継電波が受信できないため、小笠原諸島の中継局から通信衛星による分波によりテレビ中継所を設置したものである。
  - 4月25日 - CSチャンネル「フジテレビ721」（現・フジテレビTWO）放送を開始。
- 1999年4月1日 - CSチャンネル「フジテレビ739」（現・フジテレビONE）放送を開始。
- 2000年12月1日 - 午前11時、系列のBSデジタル放送「BSフジ」（デジタルBS8Ch）開始。
- 2003年12月1日 - 午前11時、地上デジタルテレビジョン放送の本放送を開始（JOCX-DTV/東京21ch/リモコン番号:8）。
- 2005年
  - 1月17日 - 系列ラジオ局のニッポン放送の株式公開買付け（TOB）を発表した。その結果、ニッポン放送発行済み株式の36.47%を取得した。
  - 3月24日 - ソフトバンクグループの金融持株会社SBIホールディングスの子会社であるソフトバンク・インベストメントがフジテレビジョンの筆頭株主となる[23]。
  - 5月23日 - ライブドア・パートナーズを買収し同社の商号を「LFホールディングス」に変更（7月12日に合併）。
  - 6月13日 - 産業再生法に基づく事業再構築計画の認定を受ける。2008年5月まで。
  - 7月15日 - 地上波キー局として初めてのブロードバンド動画配信サービス、「フジテレビ On Demand」のサービスを開始。
  - 9月1日 - ニッポン放送と株式交換し、同社を完全子会社化。
- 2006年
  - 1月22日 - ライブドアが証券取引法違反で1月18日に家宅捜索される。
  - 3月15日 - ポッドキャスティング「フジポッド」の配信開始。
  - 3月16日 - 日枝会長が記者会見を行いUSENの宇野康秀社長にフジテレビが所有するライブドア持株を95億円で全株譲渡しUSENとの業務提携を発表。同時にライブドアとの提携解消とライブドア・ショックにより受けたフジテレビの損害総額345億円の賠償請求を行うことを決定した。
  - 4月1日
    - 地上デジタルテレビジョンワンセグの本放送を開始。
    - 株式会社ニッポン放送ホールディングス（旧・株式会社ニッポン放送）を吸収合併し、旧ニッポン放送の全資産（中波ラジオ事業に係る資産・負債及び契約を除く）とアナウンサーを含む余剰人員を継承する。フジテレビが名実ともにフジサンケイグループの事業持株会社となる。
- 2007年
  - 3月26日 - ライブドアに対する345億円の損害賠償請求訴訟を東京地裁に提起したと発表した。
  - 3月29日 - ポニーキャニオンと扶桑社の発行済み全株式を取得し、完全子会社化。同時にBSフジへの出資比率が上昇。
  - 9月1日 - ハイビジョンでの報道取材を開始する（スポーツ報道の一部は以前からハイビジョン化されている）。
  - 9月14日 - 東京都江東区青海の臨海副都心に建設した「フジテレビ湾岸スタジオ」の運用を開始。
- 2008年
  - 4月1日 - CSチャンネル「フジテレビCSHD」（現・フジテレビNEXT）放送を開始。在京民放キー局主体で初のCS放送によるハイビジョン放送である。
  - 9月4日 - 総務大臣から、放送法に基づく放送持株会社の認定を取得し、また新設会社（2008年10月1日設立）へのテレビジョン放送免許の承継が許可された。
  - 10月1日 - 株式会社フジテレビジョンが商号を「株式会社フジ・メディア・ホールディングス」に変更し認定放送持株会社に移行。同日新設分割により設立した「株式会社フジテレビジョン」（2代目法人）に免許人の地位を含む事業部門を継承した。
  - 12月1日 - ファイル配信に対応した地上波（アナログ・デジタル）・BS波（BSフジ）・CS波（フジテレビワンツーネクスト）の統合型デジタルマスター設備（東芝製）が稼動[24]。同時に地上デジタルテレビジョン放送のサブチャンネル番号「083」の運用開始。3分割放送が物理上可能となる。マスター切換は3段階に分けて行われ、第1段階は地上波、第2段階は2009年4月にCS放送（フジテレビワンツーネクスト）、第3段階は2009年10月にBS放送（BSフジ）の順で切換を行った。
- 2010年
  - 3月11日 - BSセーフティーネットに基づく地上デジタル放送難視聴地域向け補完放送を期間限定で開局。チャンネルはBS298
  - 4月23日 - CS放送のフジテレビNEXTにて、同局初の3Dハイビジョンによる番組『アリス3D』を放送(同局の音組による制作)。この際、この番組の冠スポンサーであるパナソニックによる日本初の3DハイビジョンCM（プロゴルファーの石川遼選手が出演）も放送された[注釈 15]。
  - 7月5日 - NHKと民放連の申し合わせにより、地上アナログ放送における全番組が、地上デジタル放送への完全移行を前提にレターボックス放送（画角サイズ16:9）に移行[注釈 16]。
- 2011年
  - 6月30日 - 沖縄県大東諸島のデジタル放送中継局開局（同7月1日試験放送・7月23日正式開局）に伴い大東諸島の中継局からの放送も同時に終了し、デジタル放送用に本来の沖縄県の系列局である沖縄テレビ放送の中継局が開局する。
  - 7月24日 - 7月24日は笑っていいともの特別バージョンが放送され、午後0時00分にブルーバックのアナログ放送終了のお知らせが表示され、午後11時58分に現在でも使われるクロージングが表示され、終わり頃には「これでフジテレビのアナログ放送は終了します。今後はデジタル放送でお楽しみ下さい。」と表示され、開局以来52年にわたる地上アナログ放送が午後11時59分に終了。
  - 10月31日 - 生放送の報道・情報番組がすべてステレオ放送化された。
- 2012年
  - 12月11日 - 地上一般放送局の免許取得[25]
  - 12月15日 - 「お台場エリア放送」の愛称で地上一般放送開始[26]
- 2013年5月31日 - 午前9時 東京スカイツリーからの送信開始
- 2015年
  - 3月31日 - 正午にてBSセーフティーネットによる地デジ補完放送終了
  - 4月1日 - 移動受信用地上基幹放送としてモバキャスによるフジテレビONE・フジテレビTWO放送開始
- 2016年6月30日 - モバキャス終了に伴いモバキャスによるフジテレビONE・フジテレビTWO放送終了
- 2017年3月17日 - 「お台場エリア放送」廃止
- 2019年6月10日 - 地上波（デジタル）・BS波（BSフジ）・CS波（フジテレビワンツーネクスト）の3波統合型マスター設備（東芝製）が稼働・更新。同時に、番組素材のデータを、これまでのVTR納入から「総合コンテンツ管理システム」に基づくクラウド上のネットワーク送信に対応。マスター設備は、6月10日朝の地上波を皮切りに、10月にBS波、2020年2月にはCS波にて稼働開始[27][28]。
- 2022年10月1日 - ONE PIECE等の一部の番組を除く、全番組の提供クレジットから黒縁+白テロップ表記を撤廃（但し、期間限定[29]・一部企業等を除く。）し、カラー表記に統一[注釈 17]。
- 2023年4月1日 - 制作著作クレジットの表記を、開局65周年仕様（｢（目玉マーク）フジテレビ｣のロゴの左側に｢65th｣[注釈 18]）に変更。
  - 開局周年使用ロゴを表記するのは開局以来初めてである。

### 社史・記念誌
フジテレビジョンでは以下9冊の社史・記念誌を刊行している（2020年10月時点）。但し、何れの社史・記念誌とも所蔵している図書館は極めて少ない。
- 『フジテレビジョン十年史稿』（フジテレビジョン・編）1970年発行、314ページ。
- 『フジテレビジョン15年の歩み』（フジテレビ広報部・編）1974年発行、88ページ。
- 『開局からの歩み フジテレビ社史年表 昭和34年〜昭和60年』（フジテレビ総務部・編）1986年3月発行、204ページ。
- 『開局からの歩み フジテレビ社史年表 昭和34年〜平成2年』（フジテレビ総務部・編）1991年2月発行、253ページ。
- 『タイムテーブルからみたフジテレビ35年史』（フジテレビジョン編成局調査部・編）1994年5月発行、150ページ[30]。
- 『タイムテーブルからみたフジテレビ40年史』（フジテレビジョン編成局調査部・編）1999年7月発行、174ページ。
- 『タイムテーブルからみたフジテレビ50年史』（フジテレビジョン編成制作局知財情報センター調査部・編）2009年4月発行、218ページ。
- 『フジテレビジョン開局50年史 1959 - 2009（昭和34年～平成21年）』（フジ・メディアホールディングス・編）2009年8月発行、2冊・data bookとも。
- 『タイムテーブルからみたフジテレビ60年史』（フジテレビ編成局編成センター編成メディア推進室マーケティングリサーチ部・編）2019年3月発行、262ページ。

## 歴史

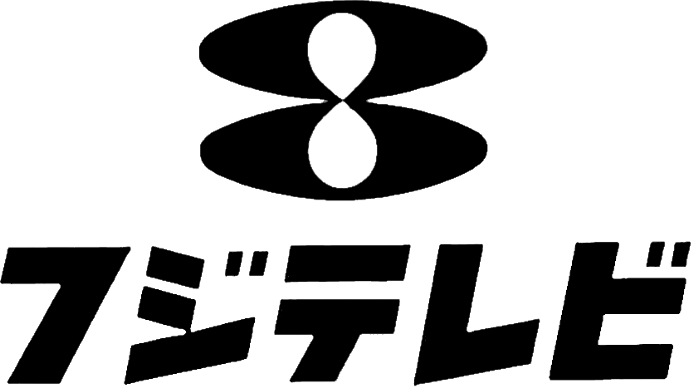
フジテレビの旧ロゴ
（1959年 - 1986年）

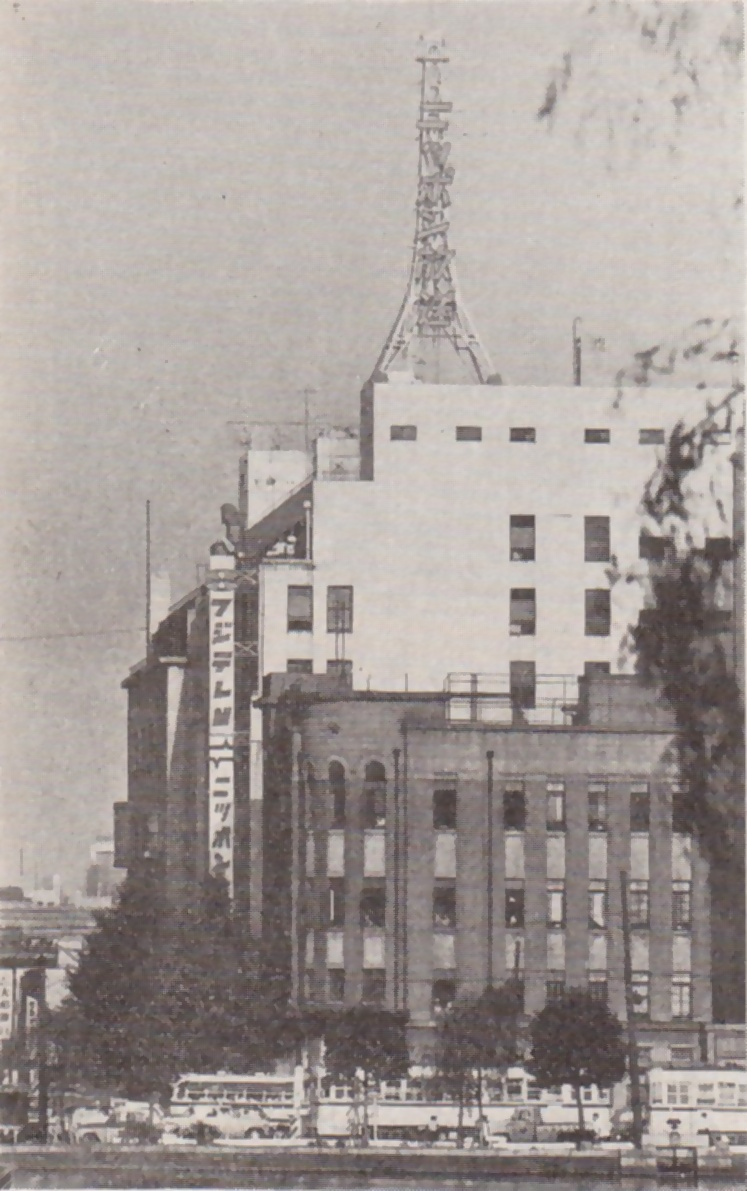
旧有楽町本社（1961年頃）。ニッポン放送の本社に間借りしていた。

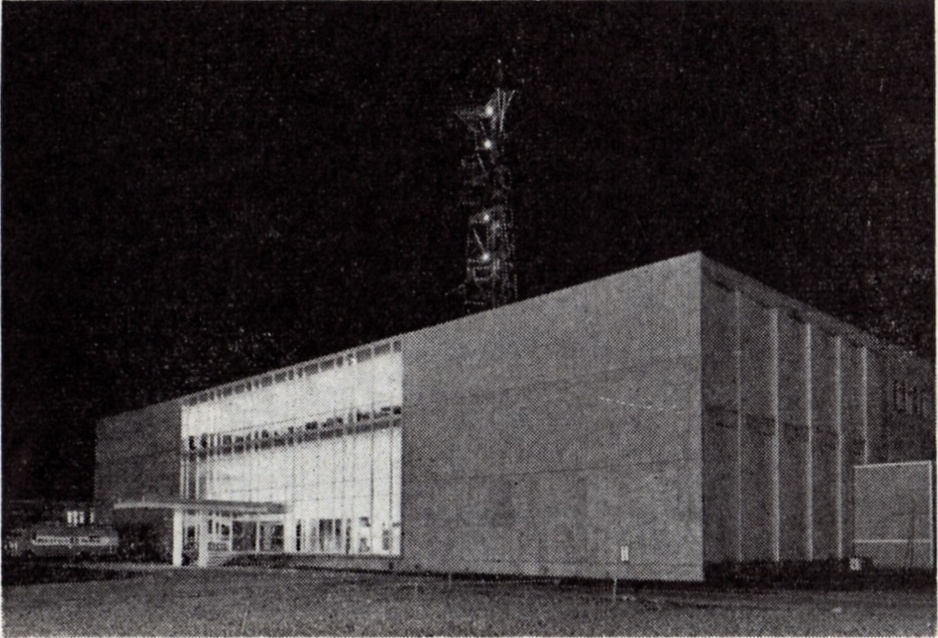
旧河田町本社（1961年頃）

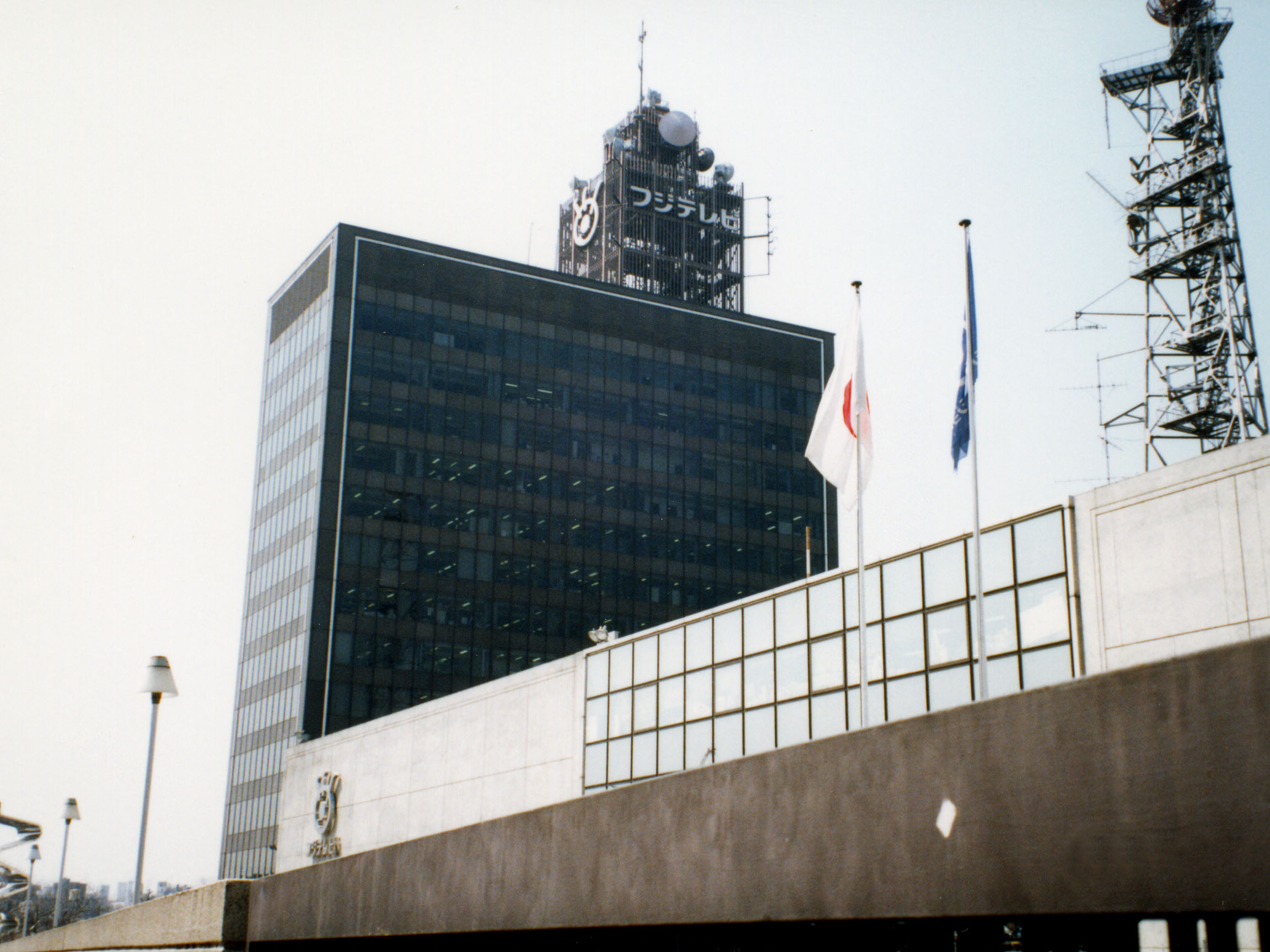
旧河田町本社（1991年4月撮影）

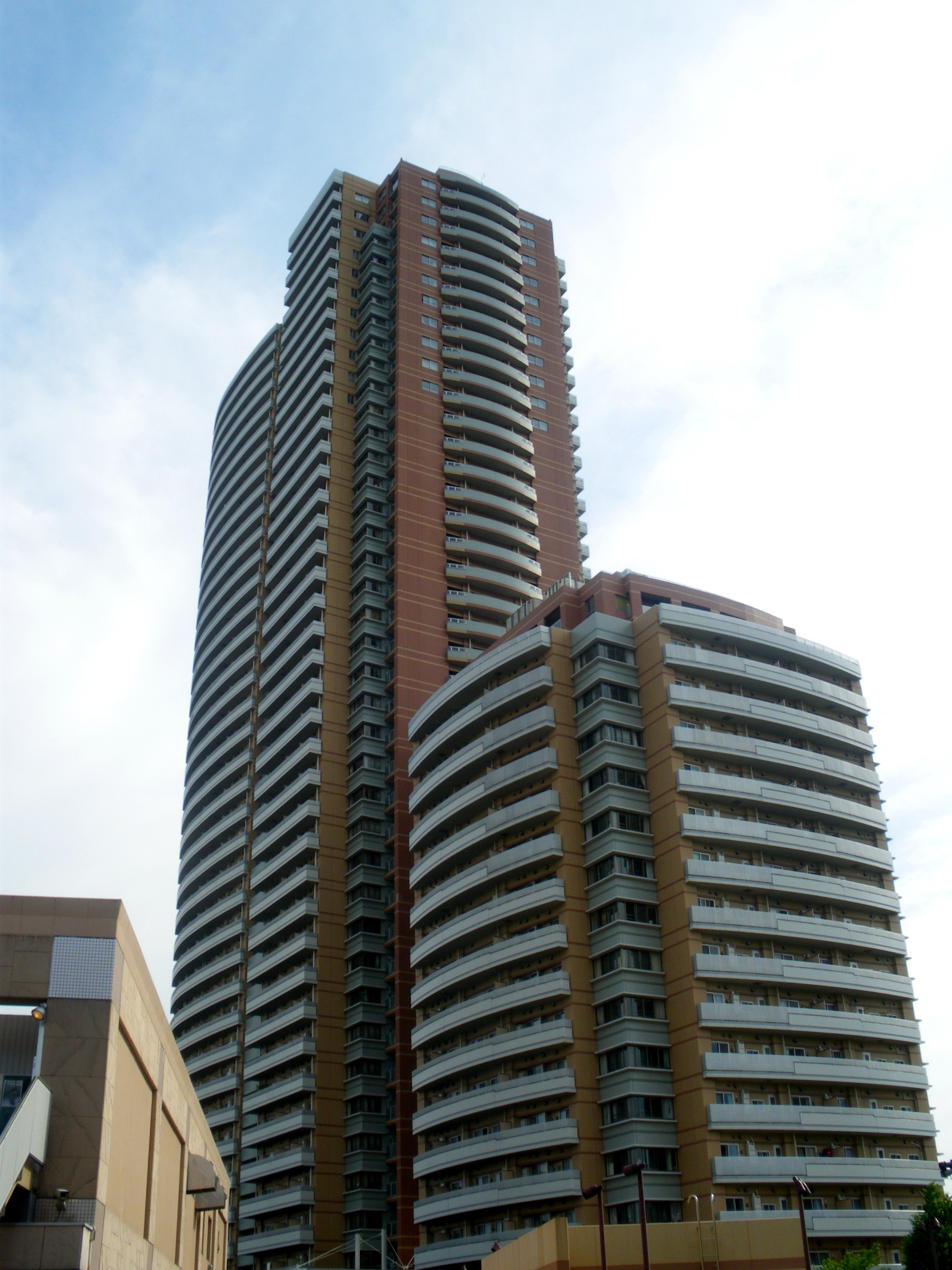
河田町時代の本社跡地は、URに土地を売却の上で高級タワーマンションになっている（河田町コンフォガーデン）。第一別館は2009年までフジテレビが新宿支局として使っていた。

### 1950年代
- 1952年3月に文化放送、1954年7月にニッポン放送が開局したが、当初から両社はテレビへの進出を目指していた。1953年7月に開局直後の文化放送が、1954年8月に開局直後のニッポン放送が、1956年7月に株式会社に改組された新生・文化放送がテレビジョン放送の免許申請を行ったが、郵政省はいずれも却下。以降も両社はテレビ免許獲得を模索していた[31]。
- 1957年6月、郵政省が「テレビジョン放送用周波数割当計画表」を発表、京浜地区に新たに3波が割り当てられた。この3波のうち、1波はNHK教育テレビに決定し、残り2波は民放総合局と民放教育専門局に分けたが、特に総合局の免許獲得競争は激化していた。財界と関係の深いニッポン放送、文化放送の2社は「中央テレビジョン」の名で免許申請を一本化した。他に大映系の「アジアテレビジョン」、松竹系の「芸術テレビジョン」、東宝系の「東洋テレビジョン」など申請者は15社に上っていた[32][33]。平井太郎郵政大臣の差配の下、中央テレビジョンに映画3社（東宝・松竹・大映）が一本化[34]、翌7月に予備免許が交付された[35]。同年11月、東京都千代田区有楽町1丁目7番地（現在の有楽町1丁目9番3号）の糖業会館（ニッポン放送本社内）に資本金6億円で「株式会社富士テレビジョン（英文社名：Fuji Television Co., Ltd.）」が設立された（翌年12月に商号を「株式会社フジテレビジョン（英文社名：Fuji Television Network, Inc.）」に変更、現在の「株式会社フジ・メディア・ホールディングス」）。
- 1959年1月に東京都新宿区市谷河田町7番地（現在の新宿区河田町3番1号）に本社ビルを完成させ（本社所在地の変更は1962年）、同年3月1日に東京で3番目（総合局と教育局の区分による都合上で3番目とされているが、総合局と教育局の区分を問わなければ4番目となっている[注釈 19]）のテレビ局として放送を開始した（放送開始当時は映像出力10kW、音声出力2.5kW。1960年1月17日に空中線電力を50kWに増力した）。
- チャンネル・リモコンキーIDは当初「1」を希望していたが、NHK教育テレビ→NHK総合テレビが獲得[注釈 20]。日本テレビが「4」、ラジオ東京テレビ（現：TBSテレビ）が「6」を取得していたため、第8チャンネルとなった。開局から1986年3月31日までのシンボルマークはチャンネルナンバー「8」を図案化したもの（関西テレビや沖縄テレビとは多少異なる）。ロゴタイプ（ロゴ）は産経新聞（当時はサンケイ）やニッポン放送の旧書体に似た旧フジサンケイグループ標準書体（亀倉雄策の作）だった。
- 8チャンネルを取得したものの日本の黎明期のテレビ受像機は1956年頃までは6チャンネル・チューナーが一般的であったため、新たに開局した8チャンネルのフジテレビを視聴するためには12チャンネル・チューナのテレビ受像機に買い替えるかチューナの増設が必要であった。
- 1959年3月1日の開局では、9時20分に最初の番組『開局に際して』（初代社長水野成夫による挨拶）が放映。続いて、開局までの模様を映した記録映画『フジテレビの誕生』が放映された。この日の夜には『スター千一夜』が放映開始。当時の映画会社が締結した五社協定により、映画スターのテレビ出演が難しい時代であったが、「ドラマで役を演じる」という形でなく、時事に絡めた社会の話題を語るということで俳優業とは一線を画す体で出演を取り付けた。
- 1959年6月17日、渡辺プロダクションの制作指揮による音楽番組『ザ・ヒットパレード』が放映開始。

### 1960年代
- 1961年8月5日、視聴者参加型クイズ番組『ズバリ!当てましょう』を放送開始（1982年3月27日終了）
- 1963年1月1日には、日本初の国産テレビアニメ『鉄腕アトム』が放映開始。さらに1965年10月6日には、日本初のカラーテレビアニメ『ジャングル大帝』の放映を開始。
- 1964年1月2日、正月恒例の『新春かくし芸大会』が放映開始。翌1965年からは司会者に高橋圭三を迎えて規模も年々拡大、年末年始の風物詩的番組として2010年まで続いた。
- 1964年8月31日、音楽番組『シオノギMUSIC FAIR』が放映開始。2024年現在、放映期間は日本でレギュラー放送されている週間番組の中で、最長である。
- 1967年2月11日、『ズバリ!当てましょう』で自社制作の実写番組では初のカラー放送を実施[20]。
- 1967年10月31日、元内閣総理大臣・吉田茂の死去に伴う国葬が日本武道館にて営まれるにあたり、当日は華美な歌舞音曲関係の番組を慎み、終日を通して吉田の追悼特番、またはそれに準じる教養色の強い映画・音楽番組に差し替え、CM放送についても終日行わなかった[36]。理由として、「吉田の功績を考えると、特番編成に差し替えるのは当然である」とした。
- 1969年、フジテレビ労組で女子社員の25歳定年制の撤廃が議論される。同制度に抗議して、全女子社員が赤いバラを胸に付けて抗議活動をした。同年、東京都地労委にあっせん申請。
- 1969年10月5日には、テレビアニメ『サザエさん』が放送開始。世界で最も長く放送されているテレビアニメ番組として、ギネス世界記録にも認定され、フジテレビひいては日本を代表する看板アニメ番組となった。

### 1970年代
- 1970年2月10日、沈没した貨物船かりふぉるにあ丸を取材するためにチャーターした小型飛行機が墜落。カメラマン1人を含む3人が犠牲となった[37]。
- 1974年、大型音楽番組『FNS歌謡祭』が放送開始。当初は、コンテスト形式で年2回放送されていたが、1991年からコンサート形式へリニューアルして以後、毎年冬（年末）に放送されている。
- 1976年、『プロ野球ニュース』がキャスターに佐々木信也を迎えて放送再開される[注釈 21]。
- 1977年、ザ・ドリフターズがメイン出演のバラエティ番組『ドリフ大爆笑』が月1レギュラー番組として放送開始。軒並み高視聴率を連発して、1980年12月23日の放送では同番組の最高視聴率である40.4%を記録した。

### 1980年代
- 1981年にそれまでの「母と子のフジテレビ」を改め、「楽しくなければテレビじゃない」[注釈 22]というキャッチフレーズを打ち出した[38]。もともとは対外的なものではなく、社内を明るくしよう、楽しくしようという狙いの下、社内に向けて打ち出した意識改革のスローガンであった。以降、横澤彪がプロデュースした『THE MANZAI』『オレたちひょうきん族』『笑っていいとも!』『オールナイトフジ』をはじめ、数々の人気番組が誕生した。このような状況は当時のキャッチコピーから「軽チャー路線」（かるちゃーろせん）とも評された。バラエティ番組中心の編成は結果として視聴者の支持を集め、1982年に「年間視聴率3冠王」（ゴールデン・プライム・全日でトップ）を獲得。その後「3冠王」は1993年まで12年連続で達成した。
- 1984年には年間売上高でもキー局トップとなり、名実ともに日本最大の民放テレビ局へと成長していった。また、後に日本テレビが使用する「4冠王」（ゴールデン・プライム・全日・ノンプライムでトップ）も同時に獲得していた。この年から経営合理化の名の下に（実際には労組潰しの側面もあったとされる）報道、スポーツ番組を除き1970年に系列の外部制作会社に委託していた番組制作を再び局の編成局の下で行われるようになった。この際に系列の制作会社からフジテレビに移籍した社員はポツダム上等兵にかけて「ポツダム社員」と呼ばれたが、後のフジテレビ躍進に大きく貢献した。上記の一連の動きは80年改革と呼ばれた（その他詳細は鹿内春雄、横澤彪も参照）。
- 1987年4月からそれまで『欽ドン!』シリーズを編成していた月曜21時にテレビドラマ枠を新設。この枠は『月9』と呼ばれ、折からのバブル景気時と相まってトレンディドラマブームを巻き起こし、ゴールデン・プライム帯の視聴率を押し上げた。
- 1987年7月18日、同局開局以来の24時間編成の大型番組として『FNSの日・FNSスーパースペシャル1億人のテレビ夢列島』を放送。当初は1回限りの予定であったが平均視聴率が19.9%、瞬間最高視聴率は38.1%という高視聴率であったことから翌年以降も継続され、『FNS27時間テレビ』として現在も継続されている。

同年10月、日本の地上波テレビ局で初の完全24時間放送を開始。当時お色気番組がある程度だった深夜枠のソフト充実を目的に『JOCX-TV2』と銘打って実験的な内容の番組を多数開始した。以降、『やっぱり猫が好き』や『夢で逢えたら』など新感覚の番組が高い評価を受ける。以降他局でも深夜に同様の編成が行われるようになった。
- 1988年10月13日、とんねるずのバラエティ番組『とんねるずのみなさんのおかげです』がレギュラー放送開始。以後、『とんねるずのみなさんのおかげでした』としてリニューアルして、番組名が変わりながら2018年まで通算30年放送され、同局のゴールデン・プライム帯におけるレギュラー放送のバラエティ番組として最長期間の放送となった。
- この結果、1987年の全日視聴率1位を達成。関東地区における全日視聴率（ビデオリサーチの調査）は、1963年から1986年までの24年間、NHK総合テレビが各民放キー局を押しのけて、連続して1位を獲得しており[39][注釈 24]、民放史上初の単独での全日視聴率制覇を果たした。これは、2022年現在でも唯一の記録となる。

### 1990年代

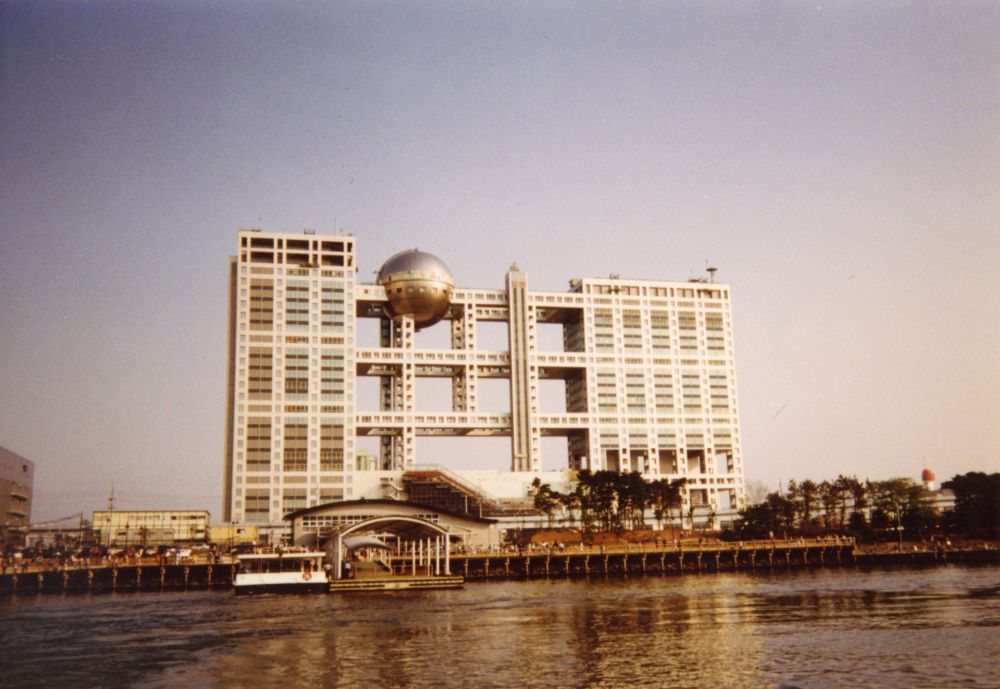
フジテレビ本社があるFCGビル（1996年、アクアシティ建設前）

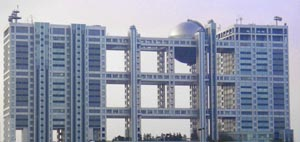
フジテレビ本社があるFCGビル（東京テレポート駅側より）

- 1990年代前半には、『カノッサの屈辱』など、深夜放送を中心とした人気番組が続々生まれた。しかし、1993年夏頃から視聴率3冠のうちのいくつかを巨人戦中継などのコンテンツを持ち、バラエティ番組も好調だった日本テレビに明け渡し、その勢いも次第に衰えていった。1994年には1982年から12年続いた3冠王を奪われ、その後2003年まで10年連続で「年間視聴率4冠王」（ゴールデン・プライム・全日にさらにノンプライムを加えての表現）を日本テレビが達成した。
- また、この時期は『ライオンのいただきます』（1990年12月終了）を皮切りに、1980年代以前より長年放送されていた番組をレギュラー・特別番組問わずお台場移転（後述）のイメージチェンジや視聴率の問題から相次いで終了させる大改革を行う。主な終了番組は平日朝の子供番組枠（終了時点の番組は『ウゴウゴルーガ』、『ポンキッキーズ』は夕方に移動）、クイズ番組『なるほど!ザ・ワールド』（1996年3月）、アニメ『世界名作劇場』（1997年3月）、ニュース番組『FNNスーパータイム』（1997年3月）、正月特番『タモリ・たけし・さんまBIG3 世紀のゴルフマッチ』（1999年1月）等があげられる。
- 1996年にSMAPの冠番組、『SMAP×SMAP』と、ナインティナインの番組『めちゃ×2イケてるッ!』が放送開始。いずれも、放送当時から人気番組であり、以後高視聴率を連発し、フジテレビを代表するバラエティ番組となった。
- 1997年3月10日に、東京都新宿区河田町から港区台場のFCGビル（通称:フジテレビ本社ビル）に移転。移行の前日のクロージングでは「さようなら河田町」などと表示した。新社屋の設計は『丹下健三都市・建築設計研究所』、施工は鹿島建設。敷地面積21102.220m2、延べ床面積141825.438m2、地下2階 地上25階 塔屋1階。直径32mの球体展望室が印象的。収録に使用した道具や収録スタジオ（V4スタジオ）などが見られる見学者コースがあり、東京臨海副都心を代表する観光スポットの1つになっている。ビル全体の“見た目サイズ”はワイドクリアビジョンテレビの16：9をイメージしているとされる。
- 1999年にはイメージキャラクターの「ラフくん」が登場、2002年からは「きっかけは、フジテレビ。」のキャッチコピーで様々なキャンペーンを展開、毎年本社ビルで行われているイベントも名物となっている。不定期で社内を歩き回り、愛嬌を振りまいている。
- 1999年10月20日、テレビアニメ『ONE PIECE』が放送開始。ストーリーや設定ごとのタイトル変更が行われず、単体のアニメとして現在も放送時間帯を変えつつも放送され続けている[40][41]。

### 2000年代

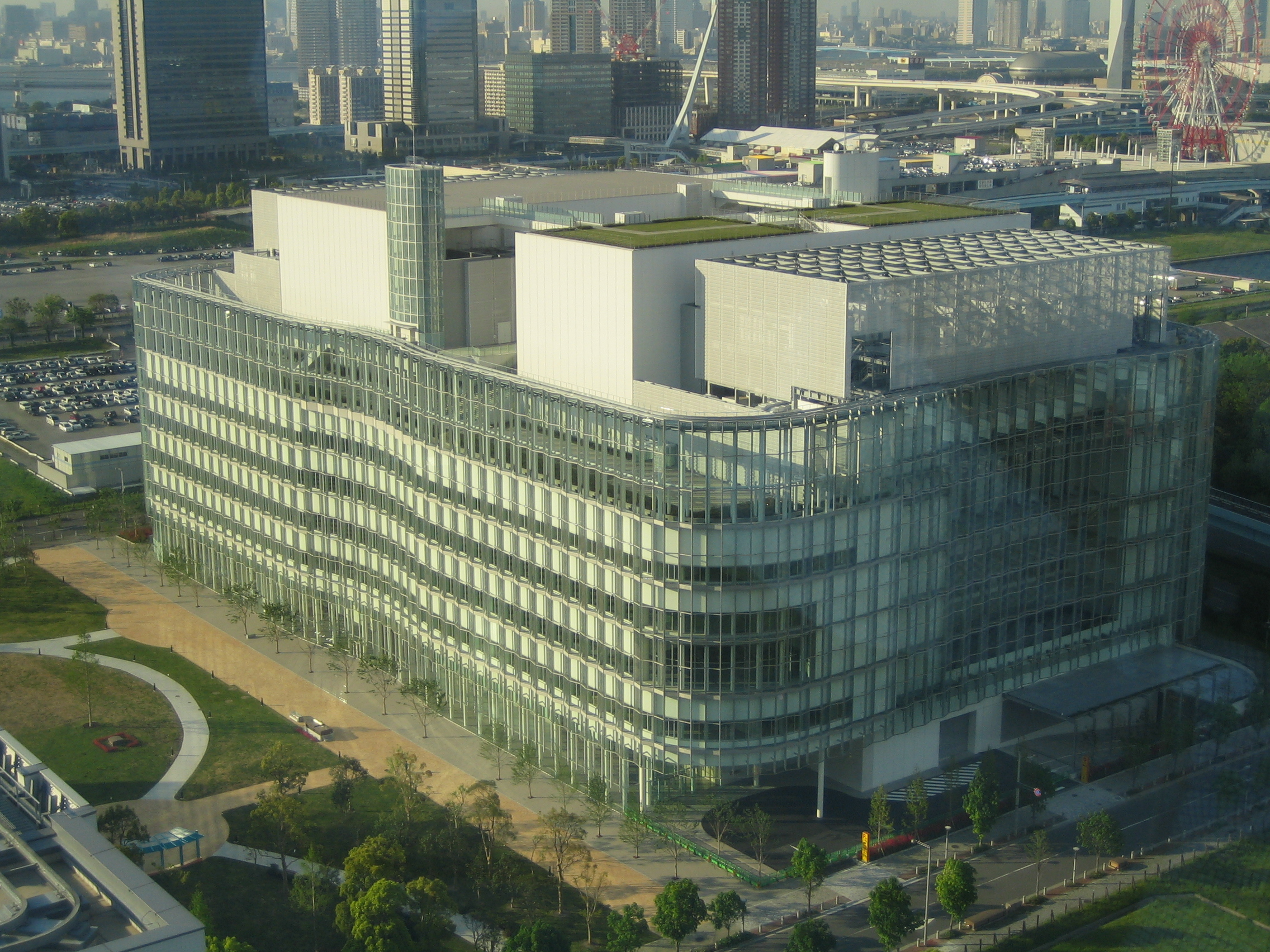
フジテレビ湾岸スタジオ

- 2002年6月9日放送の『2002 FIFAワールドカップ 日本-ロシア』（実況:長坂哲夫）が66.1%を記録した。これにより、民放として初めて年間視聴率1位を獲得した[注釈 25]。
- 2002年10月8日、雑学バラエティ番組『トリビアの泉 〜素晴らしきムダ知識〜』が放送開始。以後、ゴールデンへ昇格して25%前後の高視聴率を連発した。「へぇ」も流行語になるなど社会現象を起こした。
- 2003年度（2003年4月 - 2004年3月）の調査ではプライムタイムの視聴率が日本テレビを上回り、この結果、2004年には1993年以来11年ぶりに「3冠」を日本テレビから奪還し民放トップの座に返り咲いた。その後2010年まで7年連続で3冠を達成した。
- 2003年11月4日、CS放送のフジテレビワンツーネクストにてゲームバラエティ番組『ゲームセンターCX』が放送開始。現在でも放送が続く、CS放送では異例となる人気番組となっている。
- 2003年12月1日には、地上デジタル放送を開始した。
- 2005年1月、お台場社屋からの主要生番組（『めざましテレビ』『とくダネ!』『ニュース関係全般』など）が全てハイビジョン放送となる。
- 2005年前半、フジサンケイグループの資本構成に目をつけたライブドアにより、ニッポン放送の敵対的買収が試みられるが失敗する。
- 2007年、系列局関西テレビによるデータ捏造問題発生。
- 2008年5月15日、フジテレビは2008年4月に施行の改正放送法に基づく「認定放送持株会社」制への移行を取締役会で決定した[42]。その概要は、現在の株式会社フジテレビジョンを純粋持株会社「株式会社フジ・メディア・ホールディングス（英文社名：FUJI MEDIA HOLDINGS, INC.）」に商号変更、地上波テレビ放送事業は放送免許も含め、分社型新設分割方式によって新設する「株式会社フジテレビジョン（新設会社）」への移管・免許承継する。
- 2008年6月27日、定時株主総会にて放送持株会社制への移行が承認された。その後総務大臣の認可・法的な処理を実施の上、2008年10月1日から新体制に移行した。

### 2010年代
- 2010年にはデジタルコンテンツ事業の強化に乗り出し、「キミフジ」や「イマつぶ」などのオンラインサービスを開始する。
- 2010年9月27日、フジテレビが報道及び関連番組で使用していたテロップ・CGシステム（同局では「ワープロシステム」と呼称）を1994年7月の機材更新以来およそ16年ぶりに更新した[注釈 26]。これにより同局のニューステロップは全てHD対応仕様となった。基本書体はJTCウインSから平成角ゴシックW7に変更されたが、3週間後にJTCウインSに戻った[注釈 27]。なお、2011年度上期には非報道系（制作・情報系）のワープロシステムも、報道系と同様のシステムへ更新されている（ただし、報道系と非報道系は基本的に全く別のシステムとして構築されている）。
- 2011年7月1日から7月23日まで『産経テレニュースFNN』や『サザエさん』など一部番組において、地上アナログ放送で放送終了のカウントダウンを画面左下に表示したため、スポンサークレジット上部の「提供」の文字を削除、企業名のみの表示となった。なお、この表示方法は同系会社のBSフジがすでに行っているものである。
- 2011年10月31日、モノラル放送（モノステレオ放送）で放送されている全ての報道・情報番組がステレオ放送に切り替えられた[注釈 28]。なお、各局の全国ニュース枠における全日・全時間帯のステレオ音源化は初となる。また、ニュース映像に付けられるBGMもステレオ音源で送出される（他局ではモノラル音源で送出されることが多く、全国ニュースでは数少ない）。
- 2011年8月、フジテレビの「偏向報道」、「韓流偏重」を理由として、これに抗議するデモ活動が東京お台場のフジテレビ本社周辺で行われる。このデモ活動は翌年まで断続的に行われた。
- 2012年、大型音楽番組『FNS歌謡祭』の派生番組として『FNSうたの夏まつり』が放送開始。以後、毎年夏に放送されている。
- 2013年9月6日・7日、両日ともに東京湾で首都直下型地震が発生したことを想定した大規模な災害放送訓練を関西テレビと合同で実施。災害時の当局のブラックアウトを想定し、関西テレビから全国ネットおよび関東ローカルの代替送出を行う訓練が行われた[43][44][45]。
- 2013年10月22日、31年半と長年続いたバラエティ番組『笑っていいとも!』の終了が発表された[46]。
- 2013年10月24日、『ほこ×たて』におけるやらせが発覚した[47][48]。同時にフジテレビは『ほこ×たて』の放送を当面自粛すると発表したが、2013年11月1日に番組は正式に打ち切りとなった。
- 2014年3月31日、『笑っていいとも!』が放送終了。放送期間31年半・放送回数8054回という記録を残し、ギネス世界記録に『生放送バラエティー番組単独司会最多記録』、『生放送バラエティー番組放送回数最多記録』として認定された（前者は番組司会のタモリ、後者が番組としての記録）[49]。
- 2014年5月15日の決算報告で、フジ・メディア・ホールディングスの連結最終利益が前年度比44.8パーセント減の172億8200万円、フジテレビ単体でも同34.7パーセント減とする大幅減益が発表される。2013年度の在京民放5社の減益はフジテレビのみ[50]。
- 2014年7月11日、フジテレビ代表取締役社長の亀山千広は、フジテレビ所属の全社員約1,500人のうち、約1,000人を「社内活性化と視聴率奪還のため」6月27日付で異動させたことを明らかにした[51]。
- 2014年7月14日からスタートした月9ドラマ『HERO』第2シリーズが、文部科学省とのタイアップで道徳教育番組として位置づけられた[52]。
- 2014年8月1日付でデイヴィッドプロダクションを子会社化。
- 2015年7月6日、民放では初となる4K番組のネット配信をフジテレビオンデマンドで開始[53]。
- 2016年3月15日、インターネットチャンネル「フジテレビONEsmart / フジテレビTWOsmart」を開局[54]。
- 2016年12月26日、SMAPの解散に伴い『SMAP×SMAP』が放送終了。放送期間20年9か月の歴史に幕を下ろす[55]。
- 2017年3月10日、フジテレビの社屋が現在の所在地である港区台場に移転してから丸20年目を迎える。
- 2018年3月、フジテレビのゴールデンタイム・プライムタイム帯で長年レギュラー放送されていた長寿バラエティ番組『とんねるずのみなさんのおかげでした』と『めちゃ2イケてるッ!』が揃って放送終了。それぞれの放送期間は『とんねるずのみなさんのおかげでした』（前身番組も含める）は29年半、『めちゃ2イケてるッ!』は21年半の歴史に幕を下ろす[56]。
- 2018年10月の改編で、木曜・金曜を除き20時台のフライングスタートが廃止された。
- 2019年4月改編で、金曜20時台のフライングスタートも廃止。
- 2019年6月10日、クラウド管理に対応した送出マスターに更新[57]。

### 2020年代
- 2021年4月改編で、木曜20時台のフライングスタートも廃止。
- 2022年3月31日 - 従業員の年齢構成の適正化を目的とする「ネクストキャリア支援希望退職制度」を実施、アナウンサーや元プロデューサーなどを含む数十人が同日付で退社した[58]。
- 2022年4月11日、動画配信アプリ「TVer」にて、地上波プライムタイムに放送されているフジテレビ系列番組[注釈 29]のインターネット同時配信サービス「フジテレビ系リアルタイム配信」を開始[59]。

### 大規模改編・経営改革について
この節ではフジテレビの歴史でも重要なものとなった大規模な変革、経営改革、大規模移転などについて説明する。

#### 70年改革（制作分離）
1968年から翌年にかけて、日本におけるカラーテレビ台数は、150万台から350万台という驚異的な伸びを見せた。このような急速なカラー化の動きに対応して、フジテレビでは1968年1月にマンモススタジオ（のちの第6スタジオ）の起工式を行うなど積極的な対策に乗り出し、他局も同じように、カラー対策に設備投資など膨大な費用を計上をせざるを得ない状況であった。しかもこの1968年には、各系列ともUHF局の開局が相次いだため、東京のキー局の懐具合は、いずれも厳しいものだった。そこで各局はそれぞれの現況に合った経営の合理化を推進することになった。
1970年1月、TBSでは従来から番組面で交流の深かった木下恵介監督を中心にして「木下恵介プロダクション」を設立してドラマを外注することになり、2月にはスタジオドラマの草分け的存在の石川甫プロデューサーを社長にドラマ制作集団「テレパック」が結成された。また同月には、局内制作に限界を感じた現場スタッフが機を同じくしてTBSを退社し、その退職金を資本にして「テレビマンユニオン」も誕生した。この折に、それら動きをじっと見ていたのが、フジの鹿内信隆社長だった。TBS同様にカラー問題などで経営合理化を考えていた鹿内は、この制作プロダクション問題にすぐに飛びついて早速総務に原案の作成を命じた。鹿内の狙いは、報道部門と『小川宏ショー』などスタジオ生放送を除いて、すべてのドラマ・芸能番組を制作プロダクションに移行するという破天荒なものだった。これについて編成出身の福田英雄副社長や常務の村上七郎などは、「フジの制作部門の社員は、老練なTBSのスタッフと異なり、いずれも若く、しかも独立など毛頭考えてもいない。考え方としてはともかく、時期尚早である」と反対意見を申し立てた。だが、鹿内は「早いからこそ今できるのだよ」とのことで、この流れは変わらなかった。
1970年2月、「フジポニー」（石田達郎社長・坊城俊周専務）が、7月には音楽番組を中心として「ワイドプロモーション」（伊藤昭社長）がそれぞれ設立され、この両社に対してフジから約40名が第一陣として出向した。12月になるとドラマその他一般芸能番組を制作する「フジプロダクション」（河野義徳社長、岡田太郎専務）の大部隊が、年を明けてドラマの「新制作」（嶋田親一社長）が相次いで設立され、この4社に約150人の社員が出向、退社、転属などの形で移動することになり、河田町制作局はついに廃止となった。
一連の経営合理化の目的は、4つの制作プロダクションに競争原理を導入し、番組の活性化を図るものであるが、結果として失敗に終わった。ことに昨日までの仲間であった編成と制作プロの間には、受注、発注という厳しい関係が突如生じて、人間関係にギクシャクしたものが現れ、何とも気まずい事態が度々起こるようになった。この結果、1970年代のフジテレビは低迷に苦しみ、視聴率の面で悪戦苦闘を続けた。1960年代はフジでも、レギュラー番組では『スター千一夜』『鉄腕アトム』『三匹の侍』などが気をはいていたが、1970年代に到ると、『サザエさん』くらいしかなる。これによって、かつては三強一弱（弱は日本教育テレビ。現在のテレビ朝日）といわれていた勢力図が二強二弱（弱はフジと日本教育テレビ）といわれるようになった。

#### 80年改革
視聴率ばかりでなく、営業成績もキー局中最低となったことを受け、1980年5月1日の取締役会で鹿内は、「フジサンケイグループの今年のスローガンは＜80年を飛躍の年に 失敗を恐れずに挑戦しよう＞に決定した。これを実践遂行するために、3つの目標を立て、思い切って社内改革を行う。私は会長のまま社長代行を兼務し第一線の指揮をとる。浅野（浅野賢澄）社長は、民放連会長、電波企画室、ネット各社の電波行政上必要な業務を統括する。会長不在の場合を考え、鹿内春雄を代表取締役副社長に任命し、社長代行の権限を代理統括させる」と発言して、全員の了承を得た。翌日開催の大改革についての全体会議では、鹿内の演説後、役員担務や局長人事の発表があり、専務（編成・制作担当）には村上七郎が系列局のテレビ新広島から復帰し、常務（営業・事業担当）には吉川英司、さらに編成局長には日枝久が就任した。この改革計画は、4月の初めから、鹿内春雄副社長の下、片岡政則フジ制作社長と坂本哲郎スポーツ局長がブレーンがとなり、策定したものである。4月の半ば過ぎ、制作プロダクションの問題に直面した片岡、坂本の両氏は、ダメ元で制作部門の一元化を春雄副社長に提案し、副社長の決断で実現に至った。社内大改革によって、制作局が復活し、5月27日にはプロダクションプロパーの人たち百数十名の社員化の内示が下る。出向していた150名の社員と合わせて、河田町のフジテレビ本体は一気に300人を超える増員（制作のほか総務、技術、営業に分散）となった。
この大改革に伴う編成改編の目標は、当時絶好調の視聴率を誇るTBSを、どうやって攻め上げるかであった。その頃のTBSは『8時だョ!全員集合』、『クイズダービー』、『まんが日本昔ばなし』（毎日テレビ制作）など30%を超す番組5本をはじめ、20%台のものが11本というすさまじさであった。そこで村上専務は日枝編成局長と協議し、ゴールデンタイムに20%を超える番組を3、4本制作することを当面の目標とした。そして40歳前後の若いスタッフによる編成局によって、1981年4月の『Dr.スランプ』、『欽ドン!』、『時代劇スペシャル』などを皮切りに、同年10月改編では、『なるほど!ザ・ワールド』、『いじわるばあさん』、『オレたちひょうきん族』、『北の国から』、『うる星やつら』など軒並み20～30%のヒット作が繰り出された。これによって、同年11月の月間視聴率でフジテレビは14年ぶりに月間三冠王を達成。また翌年には年間三冠王になり、この勢いは止まることなく、遂に12年間にわたり三冠王を続けることになった。

### お台場移転の経緯
従前の「母と子のフジテレビ」に替わり1980年に掲げた「軽チャー」路線がようやく波に乗り出し、1984年には年間売上高も開局以来初めて在京キー局でトップに躍り出た。局舎の台場移転構想が持ち上がったのはこの頃である。
当時のフジサンケイグループ議長であった鹿内春雄が、所用で当時はまだ更地だったお台場を訪れ「テレビ局を運営するならビルの林立した都心よりも、その都心を広々と見渡すことのできるお台場のような場所がいい」と考え、後のフジテレビ役員会議で提唱した。当時の東京都知事・鈴木俊一も「情報の集まる所に人は集まる」と考えており、「臨海副都心計画を成功させるためにはお台場エリアに一大エンターテインメントも必要」という方針を打ち出していた。そのようなこともあり、かねてから親交が深かった鹿内春雄にフジテレビの誘致を積極的に行っていたことが、この移転構想へつながったと見られている。FCGビルの設計には鈴木や鹿内と繋がりが深かった丹下健三が選ばれた。台場は当時未開発の地であり、都心と比較しても地価が安く、用地も都から安価で貸与してもらえたことも大きく影響した（後の2018年4月に東京都から約140億円で買収した）。
当時はゆりかもめやりんかい線はおろか、レインボーブリッジ（首都高速道路11号台場線）さえ開通していなかったことや、都心からも遠いこともありほとんどの役員は台場移転案に消極的であったが、前述のように将来における民放の衛星放送への参画や、それに伴うスタジオの増設、局内のデジタル回線への変更などで当時の河田町の局舎では限界があったため、新局舎の建設が必要であることは役員の誰もが理解していた。このため、再三にわたる議論の末、
1. 河田町の局舎解体後、跡地に新局舎を建て直す案（移転不要案）
2. 都心に近くて広大な土地のある品川区大崎（現在の大崎ニューシティやゲートシティ大崎があるJR大崎駅東口地区）への移転案
3. お台場移転案

の3つに絞られた。フジテレビの現場サイドも局舎そのものを観光名所にして、そこから新たな収益構造を作りたいという目的があったため、住宅地に囲まれた河田町では地理的に集客力に限界があり、この目的は達成できないとして1.の移転不要案は却下された。また、2.と3.を比べても、お台場は海沿いで眺めも良く、開発されつくした大崎エリアと比べても未開発で集客面でも将来性が大きかったことと、前述の地価の面でも大きく有利に動いた。これに加えて鈴木都知事の協力が得られたことにより、3.のお台場移転案が決定的になった。
これを受け、局内に当時取締役編成局長だった日枝久を初代室長とする総合開発室が設置された。将来の台場新局舎の建設計画や用地取得、および衛星放送開始に備え、10年越しでの大プロジェクトを敢行し、「お台場のフジテレビ」を築き上げた。また、これらのプロジェクトで費やした費用は10年間で数千億円に上ったという。
2022年2月現在、河田町時代からレギュラー放送されている番組は『MUSIC FAIR』、『サザエさん』、『ちびまる子ちゃん』、『めざましテレビ』、『くいしん坊!万才』、『皇室ご一家』などがある。2018年3月に『とんねるずのみなさんのおかげでした（前身はとんねるずのみなさんのおかげです）』と『めちゃ2イケてるッ!』が放送終了した事により、これで河田町時代から放送を開始したレギュラー放送のバラエティ番組は全て終了した。
なお、局舎跡地は都市基盤整備公団（現在の都市再生機構）により、超高層住宅「河田町ガーデン」が整備されている。

### 2010年代以降の深刻な視聴率低迷と業績不振
2010年代に入るとフジテレビは長期低迷に陥り、親会社のフジ・メディア・ホールディングスの業績や株価にも悪影響を及ぼしている。ただし、これはフジテレビだけに限らずテレビメディア市場全体が「テレビ離れ」の影響で厳しい状況に置かれていることを考慮する必要がある。
- 2007年、系列局関西テレビによるデータ捏造問題発生。
- 2011年8月、系列局東海テレビによるセシウムさん騒動発生。
- 同年、インターネット発のフジテレビ韓流偏向騒動が発生。
- 同年、年間視聴率3冠を2003年以来8年ぶりに日本テレビに奪われる（ビデオリサーチ調べ、関東地区・世帯・リアルタイム。以下略）。この年のフジテレビは全日視聴率が日本テレビと同率1位の1冠のみに終わった。2011年の年度視聴率においても、3冠を日本テレビに奪われている[74]。
- 2012年、年間視聴率ではゴールデン、プライム、全日の全ての時間帯で3位に後退[75]。2013年1月第4週（同月28日 - 2月3日）における全日帯の平均視聴率と2013年8月の平均視聴率では4位に後退した[76][77]。
- かつては企業価値評価の指標である株式時価総額で日本テレビ（現在の上場会社は日本テレビホールディングス、以下「日テレHD」）と互角かそれを上回る状態であったが、2014年春頃から民放トップの日テレHDに大きく溝を開けられてしまい、2015年11月現在のフジの株式時価総額は日テレHDの6割程度に留まっている。また、2015年夏頃からは長年業績低迷が続いているTBS（現在の上場会社はTBSホールディングス、以下「TBSHD」）の株式時価総額をも下回ってしまい、株式市場でも僅か数年で民放トップから3位にまで転落した。フジが株式時価総額でTBSHD（前身の東京放送時代も含む）を下回ったのは、1997年8月8日の東証1部上場以来初の出来事である。フジが民放トップに戻ったのは2025年7月となった[78]。
- 2014年度を以て放送収入（地上波放送におけるタイムCMとスポットCMの年度売上高の合計）でもついに日本テレビに追い抜かれてしまい、30年に渡り守ってきた放送収入民放トップの座から陥落した[注釈 31]。
- 2015年1月第1週（2014年12月29日から2015年1月4日まで）の週間平均視聴率が、ゴールデン・プライムの2部門でテレビ東京を下回り、フジテレビは1962年12月3日にビデオリサーチが視聴率の計測を開始してから初めて週間平均視聴率でNHK総合・在京キー局中[注釈 32]単独最下位となった。フジテレビがテレビ東京に週間平均視聴率で負けたのは、テレビ東京の前身・東京12チャンネル時代も含めて初[注釈 33]の出来事である。なお、2015年1月4日の1日平均視聴率では前述の2部門に加え全日でもテレビ東京に敗北した[79]。その後も業績と裏番組の影響からの視聴率の悪化に歯止めがかからない状態が続き、2015年10月30日に発表された2015年度第2四半期決算発表では利益の全てが赤字に転落し[80]、1959年の開局以来初の赤字決算となった。更に正月に続いて11月第4週（11月23日から11月29日まで）の週間平均視聴率でもゴールデンでテレビ東京に敗北した[81]。
- 2015年の年間平均視聴率では全日が3位に留まったものの、ゴールデン・プライム2部門が昨年4位だったTBSテレビに抜かれ4位に後退した。フジテレビが年間平均視聴率でTBSテレビを下回ったのは、1981年以来34年ぶりの出来事である[82]。更に2016年上期以降のゴールデン帯の平均視聴率においては前年上期以上にTBSテレビに大きく水をあけられる結果となり[83]、2016年の年間・年度平均視聴率はついに全日でもTBSテレビに抜かれてしまい、全ての部門（全日・ゴールデン・プライム・ノンプライム）がNHK総合・在京キー局6局中5位に転落した。
- 上述の各利益に加えて年間売上高の減少も深刻であり、最大で3829億円（2009年3月期）あった年間売上高も2016年3月期の決算では20年ぶり[注釈 34]に3000億円の大台を割ってしまった。その裏で視聴率が好調な日本テレビが3000億円の大台を超えたため、1984年から31年間維持してきた年間売上高民放トップの座からも陥落し[84]、純利益でもテレビ東京の純利益を大きく下回る状況となってしまった[85]。更に2017年3月期の決算では営業利益・経常利益・純利益の全てがテレビ東京を下回り、在京キー局中最下位となった。2025年3月期の決算に至っては、営業利益・経常利益・純利益の全てが赤字に転落している[86]。
- しかしながら、平日朝の情報番組は軒並み好調で、2014年[87]と2015年[88]には『めざましテレビ・第2部』『とくダネ!』『ノンストップ!』の3番組が年間平均視聴率で民放横並び1位を同時に獲得している。また、平日6時から正午までの午前帯でみればフジテレビは2010年から2015年まで6年連続で民放横並び1位を記録している[88]。
- 一方、2015年から民放公式動画配信サービスである「TVer」の開始、2016年10月3日からはビデオリサーチの関東地区における視聴率調査で、従前のリアルタイム視聴率に加え、新たにタイムシフト視聴率および個人視聴率の調査が開始された（2020年からは対象を全国に拡張）。これ以降広告の取引指標を世帯視聴率から個人視聴率に変更し、13～49歳を“キー特性”とした番組改編を行うようになった。この改編が功を奏し、2020年度には個人視聴率で日本テレビに次ぐ2位につけている[89]。

### フジテレビ ルネサンスとAVODの成功
- 2022年3月期のフジ・メディア・ホールディングス連結業績において、フジテレビを除いたメディア・コンテンツ事業のセグメント営業利益がFMH発足後初となる100億円を突破した[90]。
- 2022年6月28日、とんねるずのみなさんのおかげです初代演出でフジテレビジョン常務取締役、共同テレビジョン代表取締役社長を歴任した港浩一が代表取締役社長に就任し、明るく楽しく元気なフジテレビのDNAを蘇らせる「フジテレビ ルネサンス」を宣言した[91]。
- 2022年の「TVer」「FOD」といったAVOD（広告付き動画配信、Advertising Video On Demand）においてが、再生数、視聴人数、総視聴時間のすべての指標で民放1位となる「年間AVOD三冠」を獲得した[92]。
- 2023年、前年に引き続き「年間AVOD三冠」を獲得した[93]。
- 2024年4月1日にビデオリサーチから公式発表された同年1月クール[注釈 35]平均世帯視聴率（関東地区）のゴールデンタイム帯[注釈 36]がテレビ東京に抜かれ、開局以来初の最下位となったことが判明した。過去にも1日単位や週単位での平均世帯視聴率において、民放最下位にランクインしたことはあるが、1クール[注釈 37]単位では開局以来初めてとなった[94]。なお近年は、男女13歳から49歳を対象としたコア視聴率が広告取引上の指標として利用されており、高齢者層の視聴率に大きく左右される世帯視聴率は事業上重要な指標ではないことに留意する必要がある。同クールのコア視聴率（関東地区）ではフジテレビは日本テレビに次ぐ2位。
- 2024年7月度の月間AVOD再生数（TVer・FODの合計値、FOD有料会員分を除く）が、民放史上初の月間1億再生を突破し、1億1,073万再生となった。それ以前の民放最高記録は、フジテレビの2023年12月度の9,568万再生だった[95]。
- 2024年8月、フジテレビが運営する動画配信サービス「FOD」の有料会員数[注釈 38]が150万人を突破した。2022年11月に100万人を突破してから、約1年9カ月の期間で50万人の有料会員が増加したことになる[96]。

## 視聴率と人気番組

### 1980年代
子供向け番組やアニメを中心とした一部を除いて低迷していたフジテレビは、1980年代初頭に横澤彪を中心とするスタッフらが「楽しくなければテレビじゃない」のスローガンを立て、『THE MANZAI』を筆頭に、「母と子のフジテレビ」から「軽チャー路線」へと転換し、『オレたちひょうきん族』『笑っていいとも!』『なるほど!ザ・ワールド』『オールナイトフジ』『夕やけニャンニャン』『欽ドン!良い子悪い子普通の子』『とんねるずのみなさんのおかげです』『ねるとん紅鯨団』『志村けんのだいじょうぶだぁ』など80年代を代表する人気番組を量産していった。
1982年に視聴率で「民放の雄」といわれたTBSテレビを抜き去り、1993年まで3冠王をキープした。さらにドラマでもシリーズ化され2002年まで続いた『北の国から』や、80年代後半に『抱きしめたい!』『愛しあってるかい!』『同・級・生』などのトレンディドラマが多く作られた。アニメでは『Dr.スランプ アラレちゃん』『うる星やつら』『北斗の拳』『ハイスクール!奇面組』などが人気を集めた。深夜枠では『オールナイトフジ』が人気を博したほか、『録画チャンネル4.5』『JOCX-TV2』などを皮切りに実験的バラエティの開拓にも乗り出した。
FNN・FNSフルネット局や、クロスネット局ながら高視聴率のフジ系番組に軸を置く放送局も増加し、1987年に他局のチャリティー番組をヒントに放送された『FNSスーパースペシャル 一億人のテレビ夢列島』が平均視聴率19.9%、瞬間最高視聴率38.1%を記録、以降夏の風物詩として毎年放送されるようになった。

### 1990年代
『とんねるずのみなさんのおかげです』『ねるとん紅鯨団』『なるほど!ザ・ワールド』『笑っていいとも!』といった80年代からの人気番組に加え、『夢で逢えたら』『たけし・逸見の平成教育委員会』『料理の鉄人』『ウッチャンナンチャンのやるならやらねば!』『ダウンタウンのごっつええ感じ』『HEY!HEY!HEY!』などダウンタウンを筆頭にお笑い第3世代を中心とする番組が若い世代から人気を集め、高視聴率を記録。1994年に日本テレビに視聴率を逆転され、トップの座から陥落したが、90年代後半に『SMAP×SMAP』『めちゃ2イケてるッ!』『奇跡体験!アンビリバボー』『発掘!あるある大事典』『愛する二人別れる二人』『笑う犬』シリーズがスタートし、いずれも高視聴率を記録しフジテレビの看板番組となった。ドラマは好調で、『東京ラブストーリー』を皮切りに視聴率30%を超えるドラマが1999年までの10年間で12本制作された。さらに『踊る大捜査線』シリーズは映画化されるなど人気を誇った。また、アニメでは『ちびまる子ちゃん』『幽☆遊☆白書』『こちら葛飾区亀有公園前派出所』『頭文字D』『デジモンアドベンチャー』『ONE PIECE』が人気を博す。

### 2000年代
『HERO』『人にやさしく』『空から降る一億の星』などSMAPのメンバーが出演するドラマがいずれも高視聴率を記録し、バラエティも比較的好調だった。巨人戦という強力コンテンツを持つ日テレの壁は厚く、民放2位になっていたが、2003年に日本テレビ視聴率買収事件が発生したほか、野球中継も徐々に視聴率が下落したことにより形勢逆転。2004年に日テレを抜き10年ぶりにトップに返り咲いた。これまでの人気番組に加えて、『トリビアの泉』『脳内エステ IQサプリ』『クイズ!ヘキサゴン』『クイズ!ヘキサゴンII』『はねるのトびら』『爆笑レッドカーペット』『ペケ×ポン』『熱血!平成教育学院』『ネプリーグ』『VS嵐』『ホンマでっか!?TV』などの新番組が放送され、高視聴率を獲得した。さらにドラマも、『電車男』『のだめカンタービレ』『プロポーズ大作戦』『ラスト・フレンズ』『花ざかりの君たちへ』『BOSS』といった作品が高視聴率を記録し、ドラマ部門では2012年まで民放トップをキープした。アニメは他局同様に全日帯からの撤退を強め、深夜アニメの開拓に乗り出したが、2000年代前半は放送トラブルが多発し、2000年代後半のノイタミナ枠確立まで不安定な時期が続いた。
順風満帆な業績とは裏腹に、2003年に王シュレット事件、2007年に関西テレビによる『発掘!あるある大事典II』捏造事件という重大なトラブルを起こし、これらを受けて、放送基準ガイドラインの改定や勉強会の実施により、番組制作のルールを現場に周知徹底するよう上層部から指示があった。そのため、フジテレビは"一流企業化"する中、少しずつ社内で管理主義が強まってきたという実感があり、社内の空気が以前のように自由ではなくなったことは確かでその傾向は2000年代後半あたりから顕著になったとされる。

### 2010年代
2010年度こそは民放トップの視聴率をキープしたが、その後は『はねるのトびら』『爆笑レッドカーペット』『熱血!平成教育学院』などの主力番組の視聴率が軒並み低迷。2011年度で日本テレビにゴールデン帯、プライム帯で視聴率を逆転され、全日帯で同率1位となりトップから陥落した。他局の裏番組に加え、韓流批判の騒動、セシウムさん騒動、『ほこ×たて』やらせ騒動等に起因するバッシングを受け、人気は低下の一途をたどった。
2012年以降は視聴率の低迷が続いていた『HEY!HEY!HEY!』『はねるのトびら』『笑っていいとも!』『ペケ×ポン』『とんねるずのみなさんのおかげでした』『めちゃ2イケてるッ!』などの人気長寿番組を打ち切り、深夜枠で好調だった『世界は言葉でできている』『ピカルの定理』などの番組をゴールデン帯に昇格させたり、『世界!極タウンに住んでみる』『フルタチさん』『バイキング』『水曜歌謡祭』『直撃!シンソウ坂上』などといった新番組を制作するなどテコ入れを行ったが、80年代〜00年代の勢いを取り戻すことはできなかった。
ドラマでは『リーガル・ハイ』『家族ゲーム』『鍵のかかった部屋』『昼顔』『信長協奏曲』といった作品が高視聴率を記録。2014年までは毎年10作品以上の平均視聴率2桁のドラマを輩出するなど、バラエティ番組に比べると善戦していたものの、2015年に入ると平均2桁のドラマが5作品に激減。さらに2016年になると関西テレビ制作作品含め、全作品の平均視聴率が1桁に陥るなど、低迷を極めた。その後ドラマは2017年の『コード・ブルー -ドクターヘリ緊急救命-』を契機に、バラエティ番組についても前述の視聴率調査のリニューアルを前提とした改編を次々と実施し、復調傾向がみられる。

### 2020年代
先述の通り、2016年10月3日からはビデオリサーチの関東地区における視聴率調査で、従前のリアルタイム視聴率に加え、新たにタイムシフト視聴率および個人視聴率の調査が開始された（2020年からは対象を全国に拡張）。これ以降広告の取引指標を世帯視聴率から個人視聴率に変更し、13～49歳を“コアターゲット”とした番組改編を行うようになった。この改編が功を奏し、2020年度には個人視聴率で日本テレビに次ぐ2位につけている。『千鳥の鬼レンチャン』や『新しいカギ』といった番組はコア視聴率が高い傾向にある。
かねてから低迷が続いていた『FNS27時間テレビ』は2020年の放送から新型コロナウイルスを理由に中止されていたが、2023年から放送が再開された。2023年、2024年共に世帯・個人・コアターゲットの視聴率がいずれも全時間帯横並び首位を獲得するなど、人気が復調している。

## 視聴率
1962年12月3日から2024年12月31日までの各年最高世帯視聴率（全て関東地区・ビデオリサーチ調べ）
| 年度 | 番組名                                                                             | 放送日時                   | 視聴率 |
| ---- | ---------------------------------------------------------------------------------- | -------------------------- | ------ |
| 1962 | 笑えば天国                                                                         | 12月20日（木）21:00〜21:30 | 36.3%  |
| 1963 | リングサイドアワー 海老原博幸×ポーン・キングピッチ                                 | 9月18日（水）20:00〜21:15  | 47.8%  |
| 1964 | 鉄腕アトム                                                                         | 3月14日（土）19:00〜19:30  | 40.3%  |
| 1965 | 世界バンタム級タイトルマッチ ファイティング原田×アラン・ラドキン                   | 11月30日（火）20:00〜21:26 | 60.4%  |
| 1966 | 世界バンタム級タイトルマッチ ファイティング原田×エデル・ジョフレ                   | 5月31日（火）20:00〜21:26  | 63.7%  |
| 1967 | 世界バンタム級タイトルマッチ ファイティング原田×ベルナルド・カラバロ               | 7月4日（火）20:00〜21:26   | 57.0%  |
| 1968 | 世界バンタム級タイトルマッチ ファイティング原田×ライオネル・ローズ                 | 2月27日（火）20:00〜21:26  | 53.4%  |
| 1969 | 夜のヒットスタジオ                                                                 | 3月17日（月）22:00〜23:00  | 42.2%  |
| 1970 | 世界フェザー級タイトルマッチ ジョニー・ファメション×ファイティング原田             | 1月6日（火）20:00〜21:26   | 41.2%  |
| 1971 | 新春スターかくし芸大会                                                             | 1月1日（金）19:00〜21:26   | 38.4%  |
| 1972 | '72新春スターかくし芸大会                                                          | 1月2日（日）19:00〜21:26   | 39.0%  |
| 1973 | '73新春スターかくし芸大会                                                          | 1月1日（月）19:30〜21:55   | 44.1%  |
| 1974 | 火曜ワイドスペシャル 世界J・ミドル級タイトルマッチ 輪島功一×ミゲル・デ・オリベイラ | 2月5日（火）20:00〜21:25   | 47.5%  |
| 1975 | 世界J・ミドル級タイトルマッチ ショットガン・アルバラード×輪島功一                  | 1月21日（火）20:00〜21:25  | 47.7%  |
| 1976 | 世界J・ミドル級タイトルマッチ 柳済斗×輪島功一                                      | 2月17日（火）20:00〜21:24  | 42.5%  |
| 1977 | バレーボールワールドカップ'77 女子決勝リーグ 日本×韓国                             | 11月15日（火）20:00〜21:54 | 48.6%  |
| 1978 | '78プロ野球日本シリーズ ヤクルト×阪急 第7戦                                        | 10月22日（日）13:00〜17:20 | 45.6%  |
| 1979 | ゴールデン洋画劇場 キタキツネ物語                                                  | 8月10日（金）21:00〜22:54  | 44.7%  |
| 1980 | '80新春スターかくし芸大会                                                          | 1月1日（火）19:00〜21:54   | 48.6%  |
| 1981 | '81新春スターかくし芸大会                                                          | 1月1日（木）19:00〜21:54   | 38.5%  |
| 1982 | 欽ドン!良い子悪い子普通の子                                                        | 7月26日（月）21:00〜21:54  | 38.8%  |
| 1983 | ゴールデン洋画劇場 ミラクル・ワールド ブッシュマン                                 | 4月2日（土）21:02〜22:54   | 40.4%  |
| 1984 | 欽ドン!良い子悪い子普通の子おまけの子 / プロ野球 大洋×巨人                         | 5月21日（月）21:00〜21:54  | 36.7%  |
| 1985 | 映画特別企画 追悼・夏目雅子 鬼龍院花子の生涯                                       | 9月13日（金）21:03〜23:22  | 34.8%  |
| 1986 | サザエさん                                                                         | 12月7日（日）18:30〜19:00  | 34.4%  |
| 1987 | 完全生中継 おめでとう 郷ひろみ・二谷友里恵 結婚披露宴                              | 6月12日（金）19:03〜20:54  | 47.6%  |
| 1988 | 夜のヒットスタジオDELUXE                                                           | 2月10日（水）20:03〜22:46  | 36.0%  |
| 1989 | 1000回突破記念 サザエさんスペシャル                                                | 3月5日（日）18:30〜19:30   | 34.5%  |
| 1990 | ちびまる子ちゃん                                                                   | 10月28日（日）18:00〜18:30 | 39.9%  |
| 1991 | 101回目のプロポーズ 最終回                                                         | 9月16日（月）21:00〜21:54  | 36.7%  |
| 1992 | '92プロ野球日本シリーズ ヤクルト×西武 第6戦                                        | 10月25日（日）12:25〜17:00 | 35.2%  |
| 1993 | '94ワールドカップサッカーアジア地区最終予選 日本×韓国                              | 10月25日（月）22:03〜24:10 | 38.0%  |
| 1994 | ナイター中継'94 中日×巨人                                                          | 10月8日（土）18:30〜21:39  | 48.8%  |
| 1995 | 平成教育委員会                                                                     | 3月4日（土）19:00〜19:54   | 35.6%  |
| 1996 | プロ野球'96 中日×巨人                                                              | 10月6日（土）18:00〜21:44  | 37.1%  |
| 1997 | '98ワールドカップサッカーアジア地区第3代表決定戦 日本×イラン                       | 11月16日（日）21:50〜25:05 | 47.9%  |
| 1998 | GTO（1998） 最終回                                                                 | 9月22日（火）22:15〜23:24  | 35.7%  |
| 1999 | SMAP×SMAP                                                                          | 7月12日（月）22:00〜22:54  | 33.5%  |
| 2000 | やまとなでしこ 最終回                                                              | 12月18日（月）21:00〜22:14 | 34.2%  |
| 2001 | FIFAコンフェデレーションズカップ2001 決勝 日本×フランス                            | 6月10日（日）18:45〜21:19  | 37.9%  |
| 2002 | 2002FIFAワールドカップTM グループリーグ 日本×ロシア                                | 6月9日（日）20:00〜22:54   | 66.1%  |
| 2003 | プレミアムステージ開幕記念 踊る大捜査線 THE MOVIE ハイビジョンマスター版           | 10月4日（土）21:00〜23:24  | 29.6%  |
| 2004 | めちゃ2イケてるッ! オールスター夢の激突 8周年感謝スペシャル                        | 10月9日（土）19:00〜20:54  | 33.2%  |
| 2005 | 2005全日本フィギュアスケート選手権 女子フリー                                      | 12月25日（日）19:04〜20:54 | 33.7%  |
| 2006 | HERO（特別編）                                                                     | 7月3日（月）21:00〜23:18   | 30.9%  |
| 2007 | 世界フィギュアスケート選手権2007東京 女子フリー                                    | 3月24日（土）21:00〜22:54  | 38.1%  |
| 2008 | CHANGE 最終回                                                                      | 7月14日（月）21:00〜22:24  | 27.4%  |
| 2009 | 全日本フィギュアスケート選手権2009 女子フリー                                      | 12月27日（日）19:15〜21:24 | 28.9%  |
| 2010 | 全日本フィギュアスケート選手権2010 世界選手権代表最終選考試合 女子フリー           | 12月26日（日）19:50〜21:54 | 29.0%  |
| 2011 | 世界フィギュアスケート選手権2011 女子フリー                                        | 4月30日（土）21:00〜23:10  | 29.3%  |
| 2012 | サッカー国際親善試合 日本代表×ブラジル代表                                         | 10月16日（火）20:57〜23:13 | 23.7%  |
| 2013 | ソチ五輪日本代表最終選考会 全日本フィギュアスケート選手権2013 女子フリー           | 12月23日（月）20:12〜21:45 | 30.0%  |
| 2014 | 笑っていいとも!グランドフィナーレ 感謝の超特大号                                   | 3月31日（月）20:00〜23:14  | 28.1%  |
| 2015 | 全日本フィギュアスケート選手権2015 女子フリー                                      | 12月27日（日）19:37〜21:24 | 20.6%  |
| 2016 | SMAP×SMAP                                                                          | 1月18日（月）22:15〜23:09  | 31.2%  |
| 2017 | プロボクシング WBA世界ミドル級選手権 アッサン・エンダム×村田諒太                   | 10月22日（日）20:14〜22:30 | 20.5%  |
| 2018 | 2018FIFAワールドカップ ロシア 日本×ポーランド                                      | 6月28日（木）22:40〜25:10  | 44.2%  |
| 2019 | 世界フィギュアスケート選手権2019 男子フリー                                        | 3月23日（土）20:26〜21:30  | 24.3%  |
| 2020 | 志村けんさん追悼特別番組 46年間笑いをありがとう                                    | 4月1日（水）19:00〜21:00   | 21.9%  |
| 2021 | 東京オリンピック（卓球・混合ダブルス決勝）                                         | 7月26日（月）22:20〜23:00  | 24.6%  |
| 2022 | 2022FIFAワールドカップ ベスト16 日本×クロアチア                                    | 12月5日（月）23:40〜26:50  | 34.6%  |
| 2023 | 2023プロ野球日本シリーズ オリックス×阪神 第7戦                                     | 11月5日（日）18:30〜21:58  | 18.1%  |
| 2024 | MLBワールドシリーズ第2戦 ドジャース×ヤンキース                                     | 10月27日（日）9:06〜12:30  | 14.0%  |

## 特色
ニュースや情報番組で使用されているテロップのフォントは、フォント制作会社のニィスと共同開発したもので、これが先駆となって、他局や色々な印刷物にもこのフォントが使用されるようになった。
メインバンクはみずほ銀行（旧富士銀行→旧みずほコーポレート銀行）で、FNSチャリティーキャンペーンにおけるフジテレビの振込先もみずほ銀行東京中央支店（旧富士銀行本店）であり、以前には芙蓉グループ提供の番組『感動エクスプレス』『満足!迷い旅』を放送していた。さらに、フジサンケイグループ傘下の広告会社3社と合併した広告会社クオラスがある。また、三菱グループとも関係が深く、以前には三菱電機一社提供の『メントレG』を放送していたほか、FNS系列局で毎年5月に放送している『ダイヤモンドカップゴルフ』（関西テレビ制作）は三菱自動車工業などの三菱グループ数社が協賛していた。元フジテレビ常務取締役の飯島一暢（現・サンケイビル代表取締役社長）は三菱商事の出身である。また、三和グループのメンバーの東宝との資本提携も行っているほか、営業目的にシャープ製が使われていることがある。この縁で、フジテレビ本社内にはみずほ銀行（旧富士銀行→旧みずほコーポレート銀行）と三菱UFJ銀行（旧三菱銀行→旧東京三菱銀行→旧三菱東京UFJ銀行）（旧三和銀行→旧UFJ銀行→旧三菱東京UFJ銀行）のATMが2箇所に設置されている。
1980年代に入ると、バラエティ番組を中心に同局の女性アナウンサーをタレント同然に扱う様子が見受けられるようになった。他の民放局でも同様の傾向は見られるが、フジテレビはそれが顕著で、入社以前に何らかの芸能活動を経験しているアナウンサーも多数在籍している（日本のアナウンサー#女子アナウンサーとその背景も合わせて参照）さらには、『ラヴシーン』と題した同局アナウンサーによる朗読劇を企画するなど、いち早く「タレント化」とも言える事業展開を行ってきた。なお1970年代までは女性アナウンサーは契約制であった。また1970年代まではほとんどの年でアナウンサー以外の女子社員の採用を行っていなかった。
在京キー局中、労働組合の活動状況や対経営側への影響力は最も弱いとされている（民放労連会報・会員コメントより）。これは日経連出身の鹿内信隆の影響が多分にあるとみられる。
社員にはテレビ局の中でも特に政治家、芸能人、財界人、スポーツ選手、文化人等の子弟が多い事で知られている。元社長で副会長の遠藤龍之介は遠藤周作の子弟であり、岸信夫の息子（安倍晋三元首相の甥）で衆議院議員岸信千世も元社員である。政治家だと、中曽根康弘の孫、加藤勝信の娘、中川昭一・中川郁子の娘。タレントだと、高橋英樹の娘、宇津井健の息子、生田斗真の弟、陣内孝則の息子、藤井フミヤの息子、永島昭浩の娘、田淵幸一の息子、佐々木主浩の息子、高津臣吾の息子、若田部健一の娘らも入社した。入社式には近年は芸能人が来賓で登場するのが恒例である。伝統的に新入社員の親族が出席する事でも知られていた（同書の中で横澤は鹿内信隆の挨拶に立腹し退席しようとしたが、両親が見ているのを思い出して思い留まった事を述べている）。またスポーツ業界から積極的に採用をしていた時期があり、坂井義則、上田昭夫、藤井辰哉、里谷多英らが社員として在籍していた他、東京六大学野球連盟のOB等も在籍した事があった。
芸能事務所では渡辺プロダクションとその系列のイザワオフィスとの結びつきが非常に強く、『ザ・ヒットパレード』や『新春かくし芸大会』、『ドリフ大爆笑』および志村けんレーベルの番組、日曜昼12時台の番組（『クイズ・ドレミファドン!』『ウチくる⁉︎』『なりゆき街道旅』など）を長く制作していることで知られる。これら番組エンドロールの企画・制作元は「フジテレビ」ではなく、それぞれ「渡辺プロダクション」「イザワオフィス」となっている。また、系列局のテレビ西日本も同様に渡辺プロダクションの九州支社との結びつきが強く、特に『ゴリパラ見聞録』は全国のFNS系列局やフジテレビのCSで放送され人気を博している。タレント単体では明石家さんまとの結びつきが強く、1978年以来、同局でのレギュラー番組が途絶えたことがない。
また、系列局制作のローカル番組でも在阪準キー局の関西テレビから何本か関西ローカル向けのバラエティー番組（『おかべろ』など）を番組購入し、深夜枠で放送している。

## 制作番組
制作セクションは2024年現在編成総局ドラマ・映画制作局（旧・ドラマ制作センター→編成制作局制作センター第1制作室→編成制作局ドラマ・映画制作部、第一制作部。英語ではディビジョン1）バラエティ制作局（（旧バラエティ制作センター→バラエティ制作部→制作局第二制作センター→編成局制作センター第2制作室→編成制作局制作センター第2制作室→編成制作局バラエティ制作センター、第二制作部））、アニメ制作センター、ニュース総局（報道局、情報制作局、スポーツ部）が存在する。名称は組織改編で幾度か変わっている。なお、情報番組センター（旧第3制作部→生活情報局→情報番組センター）はかつて編成制作局の部署で、ドキュメンタリー・情報番組などを作っているが、現在はニュース総局・情報制作局の部署に移管している。また、報道特番についてはFNN系報道特別番組を参照。

### 制作著作のクレジットについて
基本的に自社制作（第一制作部、第二制作部、情報番組センター）については「制作著作・フジテレビ」でクレジットされている。
フジテレビ系の制作プロダクションである共同テレビジョン、フジ・メディア・テクノロジー（旧社名：八峯テレビ）、FCC、ネクステップを含む外部のプロダクションと共同制作する場合、2010年9月までは「制作・フジテレビ、（プロダクション会社名）」でクレジットされており、プロダクションとフジテレビが著作権を共有するような書き方であったが、同10月以後、フジテレビは「制作」のクレジットのみとなり、外部プロダクションが「制作著作」として表示されるようになった。
ただし一部「制作著作：フジテレビ、制作協力：（外部プロダクション）」とする場合もあるほか、上記フジテレビ系プロダクション各社との共同制作（プロダクション側が制作協力扱いとなるもの含む）については目玉マーク1つを共有する形で2社を並列表記させる場合もある。また、フジテレビONE（CS）の「（新）みんなの鉄道」など、製作著作クレジットに目玉マークを表示しない番組もある。

### 報道・情報番組

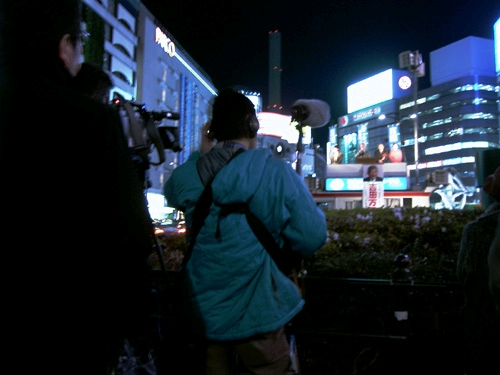
フジテレビ・ニュース番組の街頭取材・取材カメラクルー

ニュース総局が全て担当しており、『FNNニュース』、『FNN Live News days』、『Live News イット!』、『FNN Live News α』、『日曜報道 THE PRIME』といったニュース番組を同局内の報道局が制作。『めざましテレビ』、『めざまし8』、『Mr.サンデー（関西テレビと共同制作）』、『ノンストップ!』といった情報・ワイドショー番組や『ザ・ノンフィクション』などのドキュメンタリー番組、池上彰が司会を務める『池上彰緊急スペシャル!』（前身は『教えてMr.ニュース』）などのニュースバラエティ番組は、情報制作局（旧・第三制作部）が制作を担当している。
『NONFIX』や『ザ・ノンフィクション』など、良質なドキュメンタリーを数多く手掛けており、日本民間放送連盟賞など多数受賞している。
フジテレビ以外の系列局の映像には当該系列局の社名ロゴを表示していたが、2005年4月に廃止された。現在は画面左下に『FNN NEWS』と入り、その横にそのニュースの取材場所などが表示されるようになっている。これはフジテレビ、それ以外の系列局の取材に関係なく表示される。また『とくダネ!』など情報制作局が制作する番組では、系列局が取材した映像にクレジットが表示されている。
1965年5月1日、NET（現：テレビ朝日）系列の朝のワイドショー、『モーニングショー』に対抗し、NHKの看板アナウンサーだった小川宏を招聘して、『小川宏ショー』をスタート。初代司会陣は小川宏と元TBSアナウンサーの木元教子、当時同局アナウンサーだった露木茂の二人。1968年4月1日、不毛の時間帯とされた平日午後3時枠を開拓したワイドショー『3時のあなた』が放送開始。1984年10月に『FNNスーパータイム』を開始。夕方ニュース戦争の幕開けとなる。
1985年8月12日の日本航空123便墜落事故では、翌日にテレビで最も早く事故現場の地上からの映像を伝えた。2003年12月14日のイラク大統領サッダーム・フセイン拘束のニュース速報を他局に先駆けて伝え、民放で唯一報道特番を組んだ。
2008年より、毎年大晦日の朝に『大みそか列島縦断LIVE 景気満開テレビ』が放送されている。

### スポーツ
『すぽると!』（過去には『スポーツLIFE HERO'S』、『S-PARK』など）といったスポーツニュース番組や中継番組全般をニュース総局 スポーツ局が制作している。他局と比較して元アスリートがスポーツキャスターを務める場合も多く幾多のプロ野球OBや森末慎二、陣内貴美子、舞の海秀平、永島昭浩らがキャスターを務めている。

プロ野球では、親会社のフジ・メディア・ホールディングスが出資している東京ヤクルトスワローズの放映権を獲得しており、2005年からはCSチャンネルのフジテレビONEでヤクルト主催試合全試合を完全生中継で放送している。2016年以降はゴールデンタイムのレギュラー番組および後述する国際大会の中継を優先する編成方針から、地上波全国ネット中継はヤクルト対巨人戦と日本シリーズのみに限られている。
1961年4月1日、プロ野球に特化したスポーツニュースのはしりである『きょうのプロ野球から』が放映開始。翌1962年に『プロ野球ニュース』に改題（この当時はいずれもプロ野球シーズン期間中のみ放送）。その後、1976年に第2期として復活した。第2期はその日行われたプロ野球の全試合を映像と共に解説するという当時としては画期的なスタイルで、当時深夜の裏番組だった『11PM』と互角の人気を博した。
また、NHKより先にメジャーリーグベースボール（MLB）の中継を開始したことでも知られている。日本では「大リーグ」と呼ばれ、まだ日本人選手が多く在籍していなかった1970年代には既に中継を開始しており、1978年から1981年までは日本で初めてのMLBのレギュラー中継番組として『アメリカ大リーグ実況中継』と『アメリカ大リーグアワー』を放送していた。
国際大会の放映権獲得にも古くから積極的で、1987年からモータースポーツの最高峰であるF1世界選手権の放送を開始。同年から10年ぶりの復活となった「日本グランプリ」の冠スポンサー（2009年まで）と、国際映像の制作（2011年まで）を務めた。その他、『バレーボールワールドカップ』、『世界柔道選手権』（2003年・大阪大会以後）、『体操世界選手権』（2009年 - 2016年）もフジテレビ系列の地上波独占中継となった。また、2003-2004シーズンより、『全日本スピードスケート選手権』、『世界スピードスケート選手権』、『全日本フィギュアスケート選手権』、『世界フィギュアスケート選手権』がフジテレビ系列の独占放送となった（2003年まではTBSテレビ系列の独占放送だった）。1992年から2004年までは『ツール・ド・フランス』も放送していた。
『FIFAコンフェデレーションズカップ』など国際サッカー連盟（FIFA）公認のナショナルチーム同士による国際大会（『W杯』は除く）は、フジテレビ系列およびTBSテレビ系列が共同放送制作している（2004年『アテネオリンピック』以降のバレーボール最終予選もフジテレビ・TBSテレビの共同制作となった）。2007年以降の大会はフジテレビ系列独占放送となる。かつては『Jリーグ中継』は清水エスパルスや鹿島アントラーズなどのホームゲームを中継していたが、2002年以降は『YBCルヴァンカップ（旧・ヤマザキナビスコカップ）』決勝のみの中継となっている（『YBCルヴァンカップ』のグループステージから準決勝まではフジテレビONE・NEXTで生中継もしくは録画中継している）。2002年6月9日に生中継された『2002 FIFAワールドカップ 日本×ロシア』では、民放歴代最高視聴率となる66.1%を獲得している。
開局の1959年以来、日本中央競馬会（JRA）主催の『中央競馬』の日曜東京・中山および夏季ローカル開催のメインレース中継を放送している（現在は『みんなのKEIBA』）。また、「フジテレビ賞スプリングステークス」の冠スポンサーにもなっている。なお、2005年の菊花賞では初めて関西テレビとの共同制作で中継された（従来の京都・阪神の中継は関西テレビが担当している）。
格闘技は、前述の世界柔道選手権の独占中継をはじめ、『日本大相撲トーナメント』の主催・中継を行っている。ボクシング中継ではファイティング原田、輪島功一らの国民的スターを輩出し、現在では『ダイヤモンドグローブ』で月1回の放送に加え、2013年よりアマチュア7冠・井上尚弥やロンドンオリンピック金メダリスト・村田諒太の試合を『FUJI BOXING』としてゴールデンタイム中継を復活させた（窓口となるプロモーターは三迫プロモーション）。プロレスでは過去に『全日本女子プロレス中継』や、WWEの日本語版放送を実施したことがある。
総合格闘技の中継に力を入れており、かつてはPRIDEやK-1も放送し、大晦日興行は『NHK紅白歌合戦』の裏番組として高視聴率を誇ったが、前者は2006年6月に主催側に契約違反があったとして、後者も2010年に主催側のファイトマネー未払い問題があったとして、放送が打ち切られている。2014年よりPRIDEとも関わりを持っていたアントニオ猪木が主催する『IGF』の放送を実施している。また、2015年より『RIZIN FIGHTING FEDERATION』の中継も実施しており、大晦日の夜に地上波で中継される唯一の格闘技興行となっていたが、同興行が主催する『THE MATCH 2022』の放映権を巡り、主催者側との契約に至らず、以降は放送が打ち切られている。
ゴルフは、1973年に埼玉県東松山市の高坂カントリークラブで第1回「BVD杯フジサンケイトーナメント」として行われて以降、『フジサンケイクラシック』として年1回行われている。産経新聞・フジテレビなどで構成するフジサンケイグループが主催している。
なお、バレーボールでは全国高等学校バレーボール選抜優勝大会の立ち上げに関与しており、後継の全日本バレーボール高等学校選手権大会も含め大会期間中は独占放送を行っている。この他、『プロ野球珍プレー・好プレー大賞』、『ジャンクSPORTS』、『World Baseballエンタテイメント たまッチ!』、『村上信五のスポーツ奇跡の瞬間アワード』などのスポーツバラエティ番組も制作している。
また『eラボ』などのeスポーツの番組も制作している。

### バラエティ
バラエティ番組は編成総局バラエティ制作局（旧バラエティ制作センター→バラエティ制作部→制作局第二制作センター→編成局制作センター第二制作室→編成制作局制作センター第二制作部→編成制作局バラエティ制作センター）が担当している。
主に『ネプリーグ』、『今夜はナゾトレ』、『奇跡体験!アンビリバボー』、『ホンマでっか!?TV』、『酒のツマミになる話』、『芸能人が本気で考えた!ドッキリGP』、『新しいカギ』、『千鳥のクセスゴ!』、『千鳥の鬼レンチャン』などのバラエティ番組を制作をしている。情報番組の『ワイドナショー』もニュース総局ではなく第二制作部が担当している。過去には、『森田一義アワー 笑っていいとも!』、『ライオンのごきげんよう』、『バイキング』などのトーク番組もバラエティ制作センターで制作していた。
バラエティ番組最大の特徴は、地域・芸能事務所を問わず実力のある若手のお笑いタレントを5〜6組集合させて番組を製作し、関東ローカルの深夜番組からゴールデン・プライムタイムの全国ネットへと番組を育ててゆく手法を取ることである。この手法をとった番組を中心に軒並み高視聴率を獲得し、数多くの人気番組を輩出した。また売れっ子タレントを見限る異色の番組としては、若手芸人発掘のために8年周期で放送される『新しい波』シリーズがある。また、ディレクターやプロデューサーといった裏方スタッフを番組に出演させることにも積極的で、ひょうきんディレクターズや野猿のように歌手デビューした者もいるほか、スタッフをモチーフにしたキャラクターが番組内に登場することも多い。
他のテレビ局と比較して売れっ子タレントの人気が下火になり始めると見切るタイミングが早いことで知られていた。かつてはジャニーズ事務所所属のアイドルグループをレギュラー番組で起用することが最も多かったが、ジャニー喜多川性加害問題が明るみになったことで減少した。2024年現在、ゴールデンタイム・プライムタイム帯にはレギュラーがなく、深夜帯に『いたジャン!』『何するカトゥーン?』の2番組のみレギュラー番組が放送されているほか、なにわ男子は『めざましテレビ』に冠コーナーを持っている。その一方で、グループとしてではなく、タレント個人としてレギュラーを持つことが年々増えている。2024年現在『ぽかぽか』、『何か“オモシロいコト”ないの?』、『NEWS小山のおしゃキャン!どう?』、『今夜はナゾトレ』、『ノンストップ!』、『この世界は1ダフル』、『坂上どうぶつ王国』、『相葉◎×部』、『ネタパレ』、『芸能人が本気で考えた!ドッキリGP』の10番組に起用されているほか、その他バラエティ番組へのゲスト出演も多い。過去には『SMAP×SMAP』、『メントレG』、『VivaVivaV6』、『VS嵐』、『KinKi Kidsのブンブブーン』、『TOKIOカケル』、『キスマイ超BUSAIKU!?』などの番組が放送されていた。また、『夕やけニャンニャン』やおニャン子クラブから秋元康との関わりも深く、同プロデュースのAKB48の2012年の『AKB48第4回選抜総選挙』から『AKB48選抜総選挙』の地上波独占放送の放映権を持っており、『ミライ☆モンスター』など数多くの番組でAKB48グループのメンバーがフジテレビの番組に多数出演している。他に秋元プロデュースのAKB48グループや坂道シリーズが出演する番組を多数制作している。ただしライブドアの敵対買収事件の際には秋元はライブドアの社外取締役を務めていた。
スポンサー料の安い深夜・早朝枠は、逆に「視聴率を稼がなくても良い」と解釈され、実験的な番組が多数作られた。1987年10月改編で正式に「24時間放送」を開始、『プロ野球ニュース』終了後以降の深夜枠に『JOCX-TV2』という「ゾーンタイトル」を付加、社内組織的にも編成局内に「深夜の編成部」なる深夜編成担当チームが組まれた。これらの枠から人気を博した番組に『カノッサの屈辱』、『ウゴウゴルーガ』、『Flyer TV』等があった。その後、編成方針の変更により「ゾーンタイトル」や「深夜の編成部」も廃止されたが、現在も深夜に実験的な番組を制作する枠が設けられている。
レギュラー番組に留まらず、『FNS27時間テレビ』、『明石家サンタの史上最大のクリスマスプレゼントショー』、『逮捕の瞬間!密着24時』（旧：『犯罪パニック24時!!逮捕の瞬間100連発』、『踊る!大警察24時』）、『R-1グランプリ（関西テレビと共同制作）』、『さんタク』、『人志松本のすべらない話』、『IPPONグランプリ』、『芸能界特技王決定戦 TEPPEN』、『日清食品 THE MANZAI』→『Cygames THE MANZAI マスターズ』、『ENGEIグランドスラム』、『THE SECOND 〜漫才トーナメント〜』などの単発特番も多数制作している。元日には毎年、『初詣!爆笑ヒットパレード』が朝から昼まで放送されており、2010年までは毎年正月番組として『新春かくし芸大会』が放送されていた。さらに、レギュラーで放送終了した番組でも不定期放送のスペシャル番組として継続している番組もある。
1970年代以降からは、個人戦のトーナメントで優勝を競う番組構成やものまね四天王の一世風靡により、『ものまね王座決定戦』が高視聴率を連発して、ものまね番組も不動の人気を獲得し、『ものまね王座決定戦』は年4回放送された。その後、四天王の一人であるコロッケなど主力タレントが他局のものまね番組に移籍した影響から勢いは衰え、『ものまね王座決定戦』が一旦放送を終了し、2000年代からは『爆笑そっくりものまね紅白歌合戦スペシャル』が年3回放送されるようになる。そして、2012年には12年ぶりに『ものまね王座決定戦』が放送を再開し、『爆笑そっくりものまね紅白歌合戦スペシャル』と並行しながら放送を継続している。さらに『とんねるずのみなさんのおかげでした』から始まった『ザ・細かすぎて伝わらないモノマネ』が放送終了後も独立特番として夏・冬の年2回放送されている。また、兄弟番組である『お笑い芸人歌がうまい王座決定戦スペシャル』も不定期放送されている。ものまね四天王が全盛期の頃は、ものまね番組では異例となるレギュラー番組として『ものまねくらぶ』や『ものまね珍坊』が放送されていた。
『森田一義アワー 笑っていいとも!』、『ライオンのごきげんよう』（旧：『ライオンのいただきます』）、『とんねるずのみなさんのおかげでした』（旧：『とんねるずのみなさんのおかげです』）、『SMAP×SMAP』、『めちゃ2イケてるッ!』はかつてフジテレビを代表する看板の長寿番組として放送されており、いずれの番組も放送が20年以上続いた。2019年3月には『フジテレビ開局60周年記念企画 グレイティストTVショー〜ブラウン管が生んだスターたち〜』が、メディアミックスα枠で日ごとにMCを変えて生放送された。

### 音楽番組
音楽番組はバラエティ同様、編成総局バラエティ制作局（旧バラエティ制作センター→バラエティ制作部→制作局第二制作センター→編成局制作センター第二制作室→編成制作局制作センター第二制作部→編成制作局バラエティ制作センター）が担当。
『週刊ナイナイミュージック』など、音楽番組は現在、主に浜崎綾チーフプロデューサーを中心に制作されている。2014年まではきくち伸チーフプロデューサー率いる音組が音楽番組全般を担当していた。また、50年以上の歴史を誇り日本でレギュラー放送されている全ての週間番組の中で最長寿番組である『MUSIC FAIR』は、石田弘（現在はエグゼクティブプロデューサー役員待遇）が長く担当（2007年から2014年まできくちもチーフプロデューサーとして番組に関与）し、当初よりシオノギ製薬（シオノギヘルスケア）の一社提供番組で、現在も引き続き放送されている。
1968年11月4日、新感覚の歌謡番組と銘打ち『夜のヒットスタジオ』放送開始。幅広い出演者と歌手の素顔を映し出してゆくという番組構成が視聴者に浸透し、格上の音楽番組として後に評価されるようになる。1974年7月、第1回『FNS歌謡祭』を放送。初代司会は小川宏と吉永小百合。当初は賞レース番組であったが、1991年の第20回からはコンサート形式の番組に変更され、出演アーティスト同士のコラボレーション（共演）がメインとして継続している。歌謡祭は2015年より第1夜・第2夜と2回にわたり生放送が行われており、2024年時点では夏に『FNS歌謡祭 夏』、不定期で『千鳥の鬼レンチャン』とコラボした『FNS鬼レンチャン歌謡祭』を放送している。かつては春に『FNS歌謡祭 春』、秋に『FNS歌謡祭 秋』、関連番組で『FNSラフ&ミュージック〜歌と笑いの祭典〜』が放送されていた。
他のテレビ局に比べてジャニーズ事務所（当時）のアイドルを番組で取り上げる事が最も多く、かつてジャニーズ事務所に所属していた郷ひろみやSMAPを、フジテレビを象徴するタレントとして音楽番組においてメインで起用していた。1996年度より実施されているジャニーズ事務所所属（当時）アーティストが総出演する『ジャニーズカウントダウンライブ』が1998年度からフジテレビの年越し番組として毎年放送されるのが恒例となっている（2014年度・2023年度は未放送）。
1993年には、ダウンタウンが司会の『HEY!HEY!HEY! MUSIC CHAMP』が放送開始。お笑い芸人が音楽番組のMCという当時としては異例のキャスティングであったが、人気を博し民放各局で低迷気味だった音楽番組が復活するなど多大な影響を与えた。また、深夜にはKinKi Kidsが司会を務める『LOVE LOVE あいしてる』や『堂本兄弟』が放送されていた。いずれの番組も高視聴率を記録したり、多くのファンを獲得した人気番組へと成長した。
また、他局と比較して、大物アーティストを司会者として起用して音楽番組を制作することが多く、過去の例では、小室哲哉が『TK MUSIC CLAMP』、つんく♂が『つんくタウン』、DREAMS COME TRUEが『うれしたのし大好き』、桑田佳祐が『桑田佳祐の音楽寅さん 〜MUSIC TIGER〜』、浜崎あゆみが『ayu ready?』などがあり、主に深夜にレギュラー放送されていた。異色の音楽番組としては、VOCALOIDを専門として『ボーカロイド歌謡祭』やアニメソングを専門とした『オダイバ!!超次元音楽祭』がある。
さらに、『SMAP×SMAP』の音楽コーナー「S-Live」を筆頭に、『FNS歌謡祭』『夜のヒットスタジオ』『HEY!HEY!HEY!』などの音楽番組には、海外アーティストが多数出演しており、1985年には『ライヴエイド』の放映権を獲得し、当時としては珍しい長時間の衛星中継を実現している。尾崎豊やマイケル・ジャクソンなど、他局には出演せずフジテレビの番組のみ出演しているアーティストもいるのも同局の特徴の一つである。
フジテレビでは、上記のバラエティ番組や音楽番組の企画がきっかけで、さまざまな音楽ユニットや歌手が誕生している。誕生した音楽ユニット・歌手は、イモ欽トリオ、おニャン子クラブ、やまだかつてないWink、H Jungle with t、野猿、はっぱ隊、くず、浜田雅功と槇原敬之、羞恥心、矢島美容室、悲愴感、舞祭組などがあり、NHKや民放他局の音楽番組にも出演している。
フジテレビはドラマ主題歌をはじめ、エイベックスやポニーキャニオンなどとのつながりが強く、同局の番組や作品にまつわる楽曲のサウンドトラックは両社から発売されることが多い。

### ドラマ
編成総局ドラマ・映画制作局（旧ドラマ制作センター→編成制作局制作センター第一制作部→編成制作局ドラマ・映画制作部）が制作している。
テレビドラマを放送している時間帯（以下JST）は月曜午後9時、月曜午後10時、火曜午後9時、火曜午後11時、水曜午後10時、木曜午後10時、土曜午後11時40分の枠（2024年10月より）。このうち、月曜午後10時枠と火曜午後11時枠は関西テレビ、土曜午後11時40分枠は東海テレビがそれぞれ制作を担当している。
1981年10月、後に単発特別番組としてシリーズ化される『北の国から』がスタート。脚本は倉本聰、主演は田中邦衛。当初は連続ドラマで視聴率は高くなかったが、単発化以降人気を博し、20年以上にわたる長期ヒット作となった。
1987年4月、1981年4月より続いた萩本欽一による『欽ドン!』シリーズに代わって、新たにドラマ枠（通称："月9"）を新設。『アナウンサーぷっつん物語』を最初に、『ラジオびんびん物語』、『東京ラブストーリー』、『101回目のプロポーズ』、『ロングバケーション』などの大ヒット作を生み出し、業界ドラマやトレンディドラマブームの火付け役となる。それに伴い、“月9”は日本を代表するテレビドラマ枠として高い知名度を得ることとなった。2003年10月には、フジテレビ開局45周年記念番組として、1978年に田宮二郎と山本學の主演で放送された社会派ドラマ『白い巨塔』のリメイク版（唐沢寿明主演）を半年間（2クール）にわたり放送した。『HERO』『ガリレオ』『コード・ブルー -ドクターヘリ緊急救命-』『コンフィデンスマンJP』など放送後の反響に応じ、映画作品として続編が制作されたものも多い。
連続ドラマや特別番組に留まらず、『世にも奇妙な物語』や『ほんとにあった怖い話』といったオムニバス形式のテレビドラマも不定期放送されている。過去には『月曜ドラマランド』や『ボクたちのドラマシリーズ』など、ティーンズ向けの枠が存在していた。またこの流れを汲む作品として、『お台場探偵羞恥心 ヘキサゴン殺人事件』や『ふなっしー探偵』など、異色のドラマ作品も放送されている。

### アニメ
フジテレビは、日本初の本格的な連続テレビアニメでもある『鉄腕アトム』を放送したことで知られている。1970年からは、『アタックNo.1』『銀河鉄道999』『マジンガーZ』『世界名作劇場』などが人気番組となった。特に『ガッチャマンシリーズ』『タイムボカンシリーズ』等のタツノコプロ製作の作品を多数放送していたが、1980年代にタツノコプロとは関係が途切れた。
1980年代にはキティ・フィルム作品を中心にラブコメや恋愛ものを送り出し、高橋留美子原作の『うる星やつら』『めぞん一刻』、あだち充原作の『みゆき』『タッチ』がヒットした。
1981年に放送開始した『Dr.スランプ アラレちゃん』は爆発的な大人気となり、本作のフジテレビ・集英社（週刊少年ジャンプ）・東映アニメーション（東映の子会社）という組み合わせの作品は、『ドラゴンボール』・『ドラゴンボールZ』・『ドラゴンボールGT』・『ドラゴンボール改』・『ドラゴンボール超』といった『ドラゴンボール』シリーズ、『ONE PIECE』シリーズなどに続いている。親会社のフジ・メディア・ホールディングスと東映アニメーションは互いに株式を持ち合うなど資本関係もあり、ジャンプ作品以外では『デジモンアドベンチャー』シリーズや、『ゲゲゲの鬼太郎』シリーズなどがある。なお、これらのアニメ作品は年に数回劇場作品や特別版が『土曜プレミアム』などの単発番組枠でも放送されている。
1990年代には『ちびまる子ちゃん』『こちら葛飾区亀有公園前派出所』を開始し、長寿作品となる。
しかし、2000年代には他局同様全日帯でのアニメは減少に向かい、2006年10月の改編で当時日曜19時枠で放送されていた『ONE PIECE』が日曜朝に移動したことによりフジテレビのGP帯からアニメ枠が完全消滅することなった。
深夜アニメは2000年代前半は放送日程が混乱し、その後2005年4月14日から『ノイタミナ』枠を設置したことで安定化。話題作や人気作品を数多く輩出し、2020年には15周年を迎えた。この他にも2020年には『鬼滅の刃』の放映権を獲得、劇場作品は前述の単発枠で地上波放送を実施したほか、テレビシリーズをローカル枠および23時台で放送している。
なお、同局の連動データ放送は2013年6月より海外制作アニメ『チャギントン』で初めて実施（フジテレビのみ）。2014年8月より国内制作アニメ『ちびまる子ちゃん』で初めて実施。これにより関東キー局全てでテレビアニメが連動データ放送実施の実績を持つこととなった。
歴代テレビアニメ視聴率ベスト3はフジテレビのアニメがほぼ独占しており、1位は2023年現在でも放送している『ちびまる子ちゃん』の39.9%、2位は「世界で最も長く放映されているテレビアニメ番組」としてギネス世界記録になっている『サザエさん』の39.4%、3位は鳥山明の漫画が原作のアニメで、爆発的人気となった『Dr.スランプ アラレちゃん』の36.9%。東海テレビでは40%超えを記録している。
他系列とは異なり、系列局（関西テレビなど）の製作によるアニメのレギュラー放送枠は存在せず、過去に遡っても関西テレビ製作のアニメは3本放送されたのみである。ただし、一時期の『ノイタミナ』枠作品は関西テレビもフジテレビと共に製作委員会に入っていた。

### 子供向け番組
かつて「母と子のフジテレビ」をキャッチフレーズとしていた通り、子供向け番組には黎明期から力を入れていた。主に『ママとあそぼう!ピンポンパン』や『ひらけ!ポンキッキ』→『ポンキッキーズ』などを制作し、両番組とも長年に渡り高い支持を得てきた。
1966年10月3日、子供向けバラエティ番組『ママとあそぼう!ピンポンパン』放送開始。初代お姉さん役は渡辺直子アナウンサー。以来、若手の女子アナがお姉さん役を務め、アイドルアナウンサーの登竜門でもあった。1973年4月2日、子供向け幼児教育番組『ひらけ!ポンキッキ』放送開始。しかし、少子化や裏番組などの影響から視聴率が低迷するようになり、1994年春・1999年春各改編で平日朝の子供向け番組放送枠が消滅、2007年3月の『ポンキッキ』終了以降は、地上波でのレギュラー子供向け番組は消滅・復活を繰り返している。また、BSフジではポンキッキシリーズを継続制作しており、2021年現在は『ガチャムク』が放送されている。

### BS・CS・配信番組
在京キー局の中では地上波以外でのオリジナル番組の制作にも積極的で、衛星放送では異例の長寿番組になっているものも多い。『所さんの世田谷ベース』（BSフジ）や『ゲームセンターCX』（CS番組）が特に知られている。これらの番組は特別番組や関東ローカルなどの形式で地上波で放送されることもある。また、『プロ野球ニュース』のように地上波から衛星放送に移管した番組も存在する。

## 設備

### スタジオ

#### その他
- ダイバーシティ東京オフィスタワー（江東区青海）
フジテレビの一部部署、フジサンケイグループの一部企業、フジテレビ・ニッポン放送などが加盟する中央ラジオ・テレビ健康保険組合の事業所として利用している。
- 国会記者会館（千代田区永田町）
政治ニュースの取材拠点であり、会館の周辺には首相官邸などの重要施設が集中している。オフィス内に中継用の簡易スタジオがある。
- 東証アローズ（中央区日本橋兜町東京証券取引所 東証アローズ・メディアセンター内）
東証アローズの一角にあるメディアセンター内に設けられたミニスタジオで、フジテレビ専用ブースから中継ができる。市場を管理しているマーケットセンターのグラスシリンダー部全体が見渡せるようになっている。

#### かつて存在したスタジオ
- フジテレビ本社ビル（新宿区河田町）

- フジテレビ第一別館（新宿区河田町）

- 天王洲・犬塚製作所ISビル フジテレビ別館（品川区東品川）
フジサンケイグループの一部企業が事業所を置いていた。ダイバーシティ東京オフィスタワーの竣工に伴い退去した。
- 大手町取材センター（千代田区大手町）
台場本社から都心部へのアクセスが良くないため、経済系ニュース取材拠点として東京サンケイビル（産経新聞東京本社）内に設置していた。中継用の簡易スタジオがあった。
- フジテレビ砧スタジオ（世田谷区砧）

- スタジオアルタ（新宿区）
『森田一義アワー 笑っていいとも!』（『笑っていいとも!増刊号』）収録のため使用していた。フジテレビは同スタジオを運営する株式会社スタジオアルタの株式を保有していたが、同番組の終了に伴い持分を売却した。

### 送信所

#### デジタル放送概要
- コールサイン：JOCX-DTV
- コールネーム：フジデジタルテレビジョン
- チャンネル：21ch[注釈 4]
- 出力：10kW[120]
- リモコンキーID：8

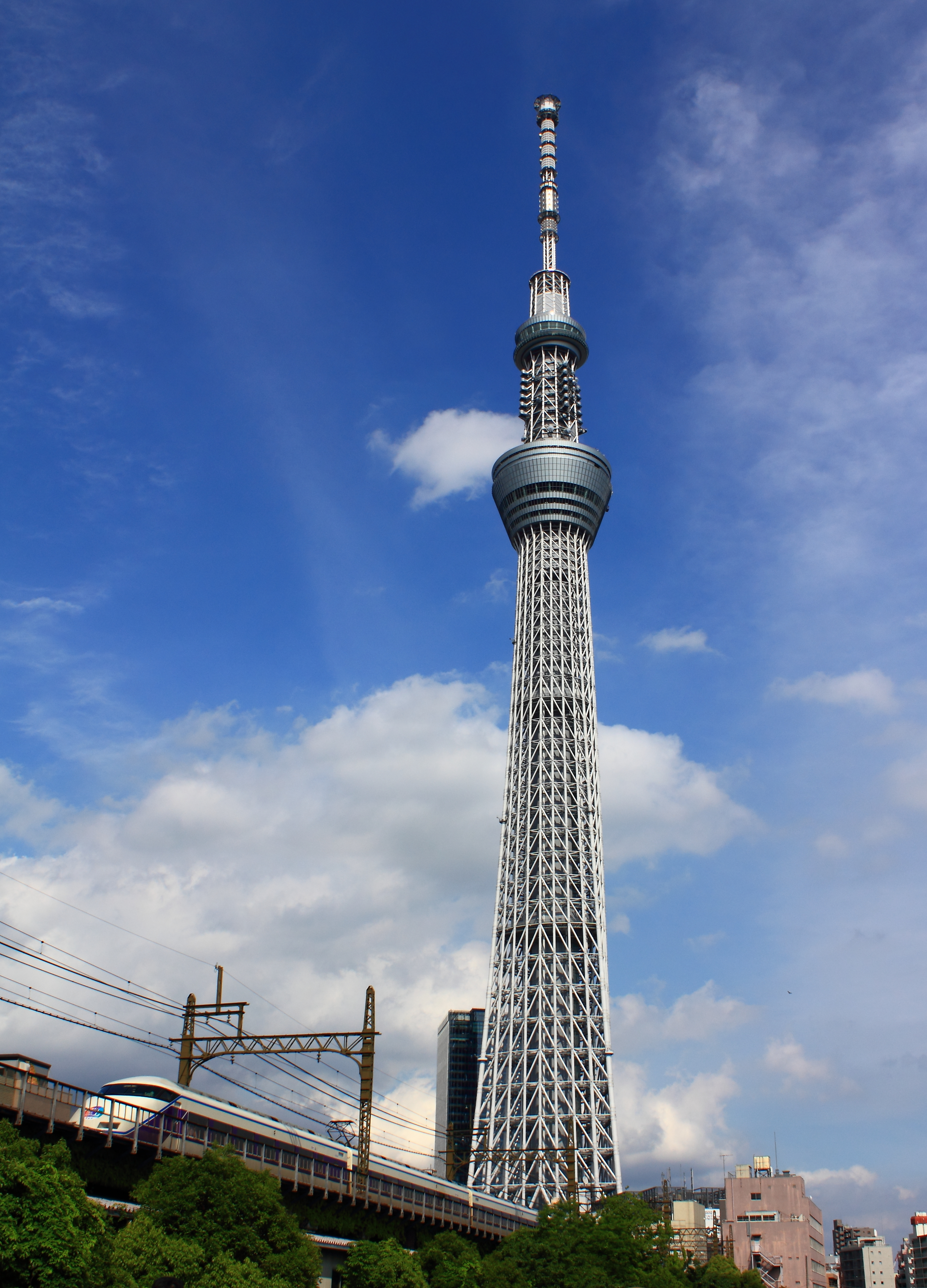
現在の送信所である東京スカイツリー

- 3桁（フルセグ）：081、082、083、085（臨時用）。
- 3桁（ワンセグ）：681、682（ワンセグ臨時）。

##### 主な中継局（デジタル）
東京都
- 新島 - 21ch
- 伊豆大島 - 37ch
- 八丈 - 34ch
- 青梅沢井 - 21ch
- 八王子 - 21ch
- 新島本村 - 21ch
- 八王子上恩方 - 37ch
- 鶴川 - 37ch
- 小仏城山 - 41ch

茨城県
- 水戸 - 19ch
- 日立 - 19ch
- 十王 - 35ch
- 山方 - 21ch
- 常陸鹿島 - 21ch
- 日立神峰 - 21ch
- 竜神平 - 21ch
- 北茨城 - 19ch
- 奥久慈男体 - 21ch
- 大子 - 19ch
- 里美 - 19ch
- 御前山 - 21ch
- 水府 - 19ch
- 笠間 - 35ch
- 岩瀬 - 21ch
- 那珂湊 - 21ch

栃木県
- 宇都宮 - 35ch
- 矢板 - 31ch
- 足利 - 21ch
- 今市 - 21ch
- 馬頭 - 21ch
- 日光清滝 - 40ch
- 鹿沼 - 19ch
- 足尾 - 41ch
- 那須伊王野 - 21ch
- 日光広久保 - 19ch
- 黒羽中野内 - 21ch
- 烏山神長 - 21ch
- 南那須志鳥 - 21ch
- 黒羽川上 - 40ch

群馬県
- 前橋 - 42ch
- 沼田 - 21ch
- 利根 - 21ch
- 吾妻 - 21ch
- 下仁田 - 21ch
- 桐生 - 21ch
- 草津 - 29ch
- 片品 - 16ch
- 川場 - 21ch
- 沼田発知 - 15ch
- 桐生梅田 - 38ch
- 嬬恋田代 - 32ch
- 沼田沼須 - 44ch
- 倉渕 - 29ch
- 妙義 - 29ch
- 横川 - 21ch
- 嬬恋干俣 - 32ch
- 片品東小川 - 21ch
- 子持小川原 - 16ch
- 利根大原 - 21ch
- 白沢 - 41ch
- 松井田上増田 - 16ch

埼玉県
- 秩父 - 21ch
- 小鹿野 - 51ch
- 児玉 - 21ch
- 鬼石 - 31ch
- 秩父定峰 - 51ch
- 秩父栃谷 - 51ch
- 風布- 21ch
- 飯能上赤工 - 42ch
- 横瀬根古谷 - 42ch
- 飯能原市場 - 42ch

千葉県
- 銚子 - 21ch
- 東金 - 21ch
- 大多喜 - 21ch
- 君津 - 21ch
- 長南 - 19ch
- 市原加茂 - 35ch
- 勝浦 - 21ch
- 館山 - 21ch
- 小見川 - 21ch
- 佐原 - 21ch
- 下総光 - 21ch
- 丸山 - 35ch
- 勝浦総野 - 35ch
- 鴨川 - 38ch

神奈川県
- 平塚 - 21ch
- 小田原 - 38ch
- 南足柄 - 38ch
- 湯河原 - 38ch
- 愛川 - 48ch
- 箱根湯本 - 38ch
- 横須賀武 - 38ch
- 相模湖 - 21ch
- 仙石原 - 37ch
- 山北 - 21ch
- 津久井 - 38ch
- 久里浜 - 38ch
- 逗子 - 38ch
- 秦野 - 38ch
- 横須賀鴨居 - 38ch
- 湯の沢 - 16ch
- 笹下 - 21ch
- 釜利谷 - 35ch
- 秦野菩提 - 37ch
- 中井 - 38ch
- 戸塚 - 21ch
- 鎌倉 - 38ch
- 衣笠 - 38ch
- 大船 - 38ch
- 箱根強羅 - 37ch
- 小田原東 - 37ch
- みなとみらい - 48ch
- 藤野 - 38ch

#### アナログ放送概要
2011年7月24日廃局。2010年6月までは放送区域は、本来は沖縄県の放送対象地域である大東諸島が含まれたが、セーフティネット導入に伴いそちらへ移行した。これは系列局の沖縄テレビが、大東諸島に中継局を設けていなかったため。沖縄県内他局も同様。
- コールサイン：JOCX-TV
- チャンネル：8ch（東京）
- フジテレビ系列では本局と関西テレビ放送・沖縄テレビ放送が親局に8チャンネルを使用していた。
  - 映像出力：50 kW
  - 音声出力：12.5 kW
  - 放送機器はマスター室が東芝製なのに対して東京タワー送信所はNEC製だった。

##### 主な中継局（アナログ）
| 東京都 - 八王子 - 31ch - 多摩 - 55ch - 新島 - 58ch - 父島 - 57ch - 母島 - 58ch - 大井町※ - 74ch 茨城県 - 水戸 - 38ch - 日立 - 58ch - 常陸鹿嶋 - 41ch 栃木県 - 宇都宮 - 57ch | 群馬県 - 前橋 - 58ch - 桐生 - 35ch - 利根 - 57ch 埼玉県 - 秩父 - 29ch - 児玉 - 57ch 千葉県 - 銚子 - 57ch - 成田 - 57ch - 館山 - 58ch | 神奈川県 - 横浜みなと - 58ch - 横須賀久里浜 - 37ch - 平塚 - 39ch - 小田原 - 58ch - 山下町※ - 75ch 沖縄県 - 北大東 - 46ch - 南大東 - 58ch 全96中継局 |

### 支局
主に報道取材を補完するための拠点として、以下の支局がある。この他名古屋、大阪には支社がある。

#### 日本国内
- フジテレビ世田谷支局[121]
- フジテレビ多摩支局 - 東京都立川市に所在。主に多摩地区及び山梨県東部（大月市付近より東）をカバーする[121]。
- フジテレビ千葉支局
- フジテレビ横浜支局[122]
- フジテレビ小田原支局[122]
- フジテレビ厚木支局 - 神奈川県厚木市に所在。2018年9月設置。普通の一軒家を支局として利用している[122]。
- フジテレビ大宮支局
- フジテレビ宇都宮支局[123]
- フジテレビ前橋支局
- フジテレビ水戸支局
- フジテレビ青森支局（青森県内の報道取材のために設置）
- フジテレビ山形支局（山形テレビのネットチェンジにより、さくらんぼテレビジョン開局までのつなぎとして開設）
- フジテレビ甲府支局（山梨県内の報道取材のために設置）
- フジテレビ高知支局（高知県内の報道取材のため設置していたが、高知さんさんテレビの開局に伴い閉鎖）

#### 日本国外
- フジサンケイ・コミュニケーションズ・インターナショナル（FCI）と共同[124]
  - ニューヨーク/ワシントン/ロサンゼルス/ロンドン/パリ
- フジテレビ単独
  - イスタンブール/モスクワ/北京/ソウル/バンコク/ローマ/ベルリン

### 区域外再放送
関東広域圏と隣接し、かつ系列局がない山梨県のCATV事業者に限り、デジタル放送移行後も期限を定めず区域外再放送を認めている。山梨県のCATV・共聴設備加入率は9割を超えているため、山梨県も事実上の視聴エリアとなっている。
- 上野原ブロードバンドコミュニケーションズ
- 河口湖有線テレビ放送（ケーブルテレビ河口湖）
- 北富士有線テレビ放送
- 峡西シーエーテーブイ
- 峡東ケーブルネット（峡東CATV）
- ケーブルネットワーク大月
- 白根ケーブルネットワーク（白根CATV）
- 日本ネットワークサービス（NNS）
- 富士川シーエーティーヴィ
- CATV富士五湖
- 北杜市有線テレビ放送施設（北杜市ケーブルテレビ）
- 山梨CATV

長野県・静岡県の各一部地域のCATV事業者は各県に系列局はあるものの激変緩和措置として、区域外再放送をアナログ放送終了後3年間（2014年7月24日まで）を限度として実施していた。
緩和措置の期間満了後は個別協議により次の通り継続実施した。
静岡県
- 2014年9月30日まで
  - 伊豆急ケーブルネットワーク（東伊豆地区）
  - 東伊豆有線テレビ放送
  - 下田有線テレビ放送
  - 小林テレビ設備
- 2015年3月31日まで
  - 伊豆急ケーブルネットワーク（熱海、伊東地区）
  - 東豆有線
  - 伊東テレビクラブ

### 情報カメラ設置ポイント

#### 現在
- 東京都
  - お台場（本社屋上）●
  - 新宿（スタジオアルタ）●
  - 丸の内（三井ビル）●
  - 東京駅（サンケイビル内大手町取材センターより）●
  - 羽田空港第1・第2ターミナル●
  - 中央自動車道八王子IC付近●
  - 墨田（東京スカイツリー地上高375m付近、天望デッキ（第1展望台）屋上）●
  - 渋谷（渋谷マークシティ、2013年5月23日 - ）●
  - 竹芝●
  - 代々木（NTTドコモ代々木ビル、2017年3月1日 - ）●
  - 世田谷●
  - 立川市●
  - 八丈島●
- 神奈川県
  - 横浜（クロスゲートビル）●
  - 江の島（江の島展望台）●
  - 小田原●
  - 箱根●
  - 東名高速道路厚木IC付近（2016年3月20日 - ）●
  - 横須賀市●
- 埼玉県
  - 大宮●
- 千葉県
  - 千葉市●
  - 銚子●
  - 成田空港●
- 群馬県
  - 草津温泉スキー場（冬季限定）●
  - 浅間山●
- 栃木県
  - 宇都宮市●
- 茨城県
  - 水戸市●
- 青森県
  - 青森空港●
  - 八戸市・八戸港（八幡漁業ビル屋上）●

#### 過去
- 河田町（タワー棟旧社屋屋上）13階
- 築地（聖路加ガーデン）
- 品川駅前
- 国立代々木競技場付近（期間限定）
- 天王洲●

### エリア放送
2012年12月15日から2017年3月17日まで地上一般放送局の免許を受け「お台場エリア放送」の愛称でホワイトスペースを利用するエリア放送を実施していた。2015年のお台場夢大陸開催時には、期間限定で「青海エリア放送」も開設された。
| 免許人                   | 局名                       | 呼出符号     | 物理ch | 周波数        | 空中線電力 | ERP  | 業務区域                     |
| ------------------------ | -------------------------- | ------------ | ------ | ------------- | ---------- | ---- | ---------------------------- |
| 株式会社フジテレビジョン | フジテレビお台場エリア放送 | JOXZ3AT-AREA | 38ch   | 623.142857MHz | 10mW       | 10mW | 台場2丁目 フジテレビ本社周辺 |
| 株式会社フジテレビジョン | フジテレビ青海エリア放送   | JOXZ3BM-AREA | 38ch   | 623.142857MHz | 10mW       | 5mW  | お台場夢大陸                 |

## 歴代のシンボルマーク・社章

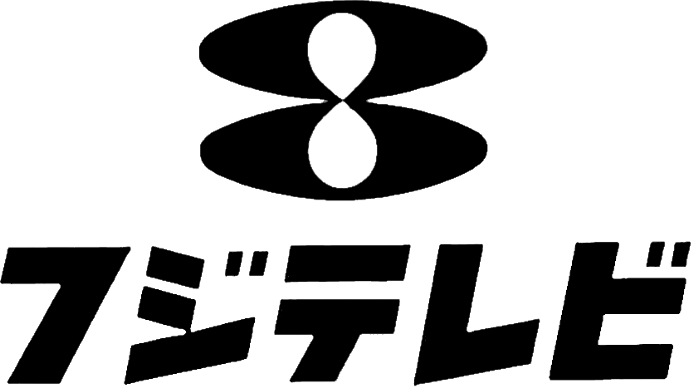
かつてのロゴマーク

- かつてはチャンネルナンバーの「8」をモチーフにしたマーク（通称・8マーク、亀倉雄策の作）が使われていた｡
- フジサンケイグループ統一CI導入当日の1986年4月1日より現在のマークの使用を開始している（上記を参照）。現在のマークはイラストレーター・吉田カツの作で、人間の眼球をモチーフとしている（通称・目玉マーク、1985年4月制定）。

## 歴代のキャッチコピー
FNS各系列局でも、「フジテレビ」「8チャンネル」の部分を自局名に差し替えて使用していた。ただし、北海道文化放送や関西テレビなど一部の局では独自のコピーを使っていたため使用していないものがある。
- 明るい家庭に楽しいテレビ（1959年開局時）
- 母と子どものフジテレビ（1960年頃）
- チャンネルエイト（1978年頃 - 1986年）[注釈 52]
- 春のチャンネルプラザ（1979年春）
- 青春は8ビート 燃える秋のフジテレビ（1979年秋）
- 80年代は8チャンネル（1980年1月）
- がんばれテレビ党（1980年夏）
- 思わず笑顔 秋のフジテレビ（1980年秋）
- 出会いさわやか（1981年1月）
- テレビカルサマー8チャンネル（1981年夏）
- ルンルン のってるおもしろさ（1982年夏）
- 国民的なおもしろさ（1982年秋）
- この春も おもしろ王国フジテレビ（1983年春）[注釈 53]
- この夏は 面白い〜ともフジテレビ（1983年夏）
- この秋おもしろロマンフジテレビ（1983年秋）
- 暮れもお正月もおもしろロマンフジテレビ（1984年年末年始）
- 軽チャーっぽい。春の8チャンネル（1984年春）[注釈 54]
- イマジニアっぽい人、好き。秋のフジテレビ（1984年秋）
- 気分は○遊（マルユー）心は○知（マルチ）春の8チャンネル（1985年春）[注釈 55]
- しなやか思想 秋のフジテレビ（1985年秋）[注釈 56]
- しなやか盛り春のフジテレビ（1986年春）[注釈 57]
- ニャンと、しなやか。夏休みもフジテレビ（1986年夏）[注釈 58]
- 8チャンネルはテレビの冒険王です（1986年秋）
- 夢咲案内人。春のフジテレビ。（1987年春）[注釈 59]
- 夢さわぎの夏 フジテレビ（1987年夏）[注釈 60]
- スーパーTV宣言フジテレビ（1987年秋 - 1988年春）
  - テレビを超えたときテレビが面白くなる（1987年秋）[注釈 61]
  - 年の瀬や テレビに飽きたらフジテレビ（1987年暮）[注釈 62]
  - 初春や テレビに飽きたらフジテレビ（1988年1月）
  - ここはヤルネ!フジテレビがやらなくて誰がやる（1988年1月）
  - フジテレビを見なくても生きては行ける。面白おこしで30年（1988年春）[注釈 63]
- フジテレビばかり見てると、ウマになるよ。（1988年夏）[注釈 64]
- 誠に勝手ながら8月8日はフジテレビの日とさせていただきます（1988年夏）
- 夢じょうず 秋のフジテレビ（1988年秋）[注釈 65]
- お世話になったあの人に、フジテレビ。（1988年末）
- 不意のお客様に、フジテレビ。（1989年1月）
- フジテレビ年とらない（1989年3月、開局30周年）
- 4月からのフジテレビに気をつけよう。（1989年春改編）
- できればフジテレビみたいにくらしたい（1989年春）
- テレビの国のおひめサマー。こっち向いて、夏のフジテレビ（1989年夏）[注釈 66]
- おしぼり一本。フジテレビ（1989年夏）[注釈 66]
- なんか、変化。（1989年後期）
- ゆく変化、くる変化。（1989年末）
- 変化新年。（1990年1月）
- それ、世の中、動かしてますか。（1990年前期）[注釈 67]
- フジテレビがLOVEと言い始めた（1990年後期）
- 新しいルールとご一緒しませんか（1991年）[注釈 68]
- みんな、そろそろ、ホントのことを。（1992年前期）
- 「哲学」（1992年後期）
- サービスとは何でしょうか?（1993年）
- フジテレビ工事中。（1993年秋）
- テレビって、[ ]。（1994年前期）[注釈 69]
- PUSH（1994年後期）
- フジテレビが、いるよ。（1995年）
- 歌えフジテレビの歌（1996年）
- お台場ちゃんねるフジテレビ（1997年）
- また、お会いしましたね（1997年）[注釈 70]
- LAUGH AT ME 私を笑え。 new entertainment co. フジテレビ（1998年）
- マジ?フジ（1999年）
- フジテレビギン（2000年）
- ガッチャ!フジテレビ!（2001年）
- きっかけは、フジテレビ（2002年 - 2005年、2008年）[注釈 71]

一部の系列局では「きっかけは、○○（局名）」として使用。
- ちょっぴりハッピー→ちょぴハピ きっかけは、フジテレビ（2006年）
- HAVE YOUR MEASURE きっかけは、フジテレビ（2007年）
- 50ッス!!!!!（2009年、開局50周年限定）
- 生みます。（2010年秋）
- ミトカナイトフジ!（2011年春）

系列局では「ミトカナイト!」として使用。
- ピカる★フジテレビ（2012年春）
- ドラマ×バラエティフェスティバル ドバドバ!フジテレビ（2012年夏）
- モテる☆フジテレビ（2012年秋）
- フジテレビの定義（2012年秋）
- フジテレビとは、____________である。（2013年）
- 5539（ゴーゴーサンキュー）55年目、目の色 変えます。フジテレビ（2013年、開局55周年）
- ヘンシン!新型フジテレビ（2014年春）
- 今日よりちょっといい明日。プラス フジテレビ（2014年秋）
- LIFE !S LIVE（2015年春）
- ふふふっ。LIVE!フジテレビ（2015年秋）
- PLAY!（2016年春）
- フジテレbe with you.（2016年秋 - 2017年春）
- reboot（2017年秋）
- 変わる、フジ　変える、テレビ（2018年春）
- 勝負の秋、進化の秋（2018年秋）
- 未来のテレビをはじめよう♪（2019年春）
- とことん挑戦!（2019年秋）
- 追求する改編。（2020年春）
- プラスの改編（2020年秋）
- 8から始まる（2021年春）
- 家族そろってフジテレビ～DEEPなテレビ体験を！（2021年秋）
- 目、新しい。（2022年春）
- 目、新しい。ぞくぞく。（2022年秋）
- 楽しいで ぬりかえろ! ～フジテレビスピリット～（2023年春）
- やっぱり、楽しくなければフジテレビじゃない（2023年秋）
- 一緒に笑えるだけで、しあわせ（2024年春 - 2024年秋）

### コーポレート・スローガン
- 明るい家庭に 楽しいテレビ（1959年）
- 母と子どものフジテレビ（1959年 - 1980年）
- 楽しくなければテレビじゃない（1981年 - ）[注釈 72]
- ・夢・を・つ・く・る・（1986年制定）

## イベント事業

### イベント
フジテレビは日本最大級のエンタテインメント企業として、臨海地区での夏期超大型イベントから音楽ライブ、スポーツ、さらには文化芸術に至るまで、多岐にわたる大小さまざまなイベントを開催している。2024年現在、主に事業局が所管している。

#### 総合イベント
- 国際スポーツフェア（1983年 - 1992年、毎年4月29日 - 5月5日、国立代々木競技場）
- コミュニケーションカーニバル 夢工場'87（1987年7月18日 - 8月30日、東京国際見本市会場、河田町フジテレビ本社駐車場、大阪国際見本市会場）
- LIVE UFO（1993年-1995年、毎年4月 - 5月、国立代々木競技場とその周辺）
- LIVE WORKS（1996年4月27日 - 5月6日、国立代々木競技場、渋谷ほか）
- お台場Do Donpa!（1997年7月19日 - 8月8日、お台場フジテレビ本社、ホテル日航東京など）
- KISS ME ODAIBA（1997年 - 2003年、12月 - 1月、お台場フジテレビ本社、ホテル日航東京など）
- フランスまつり（1998年4月29日 - 5月6日、お台場フジテレビ本社、ホテル日航東京など）
- P-kiesワンダーランド（1998年7月18日 - 8月31日、青海Q区画（現：ダイバーシティ東京所在地）、お台場フジテレビ本社）
- BANG×PARK（1999年7月20日 - 8月29日、お台場フジテレビ本社、ホテル・グランパシフィック・メリディアン）
- お台場どっと混む!〜o-daiba.com〜（2000年 - 2002年、7月中旬 - 9月初旬、お台場フジテレビ本社、ホテル日航東京など）
- お台場冒険王（2003年 - 2008年・2023年 - [128][129]、毎年7月 - 8月、青海Q区画、お台場フジテレビ本社など）
- 東京国際コメディフェスティバル（2003年4月 - 5月、2004年4月 - 5月）
- HOT☆FANTASY ODAIBA（2004年 - 2008年、毎年12月中旬 - 1月上旬、お台場フジテレビ本社）
- お台場学園〜文化祭〜（2005年 - 2008年、毎年4月末 - 5月上旬、お台場フジテレビ本社）
- お台場オトナPARK 〜素敵なオトナの3DAYS〜（2007年 - 2009年 、毎年11月連休、お台場フジテレビ本社）
- お台場合衆国 〜フジがやらねば誰がやる〜（2009年 - 2013年、7月 - 8月、青海P区画、お台場フジテレビ本社など）
- お台場ラーメンPARK（2009年12月12日 - 2010年4月18日、お台場フジテレビ本社1階広場）
- お台場新大陸（2014年7月19日 - 8月31日、お台場フジテレビ本社など）
- お台場夢大陸 〜ドリームメガナツマツリ〜（2015年7月18日 - 8月31日、お台場フジテレビ本社など）
- お台場みんなの夢大陸（2016年 - 2017年、7月 - 8月、お台場フジテレビ本社など）
- ようこそ!! ワンガン夏祭り THE ODAIBA 2018（2018年7月28日 - 9月2日、お台場フジテレビ本社など）
- オダイバ冒険アイランド2022（2022年7月23日 - 8月28日、お台場フジテレビ本社）[130]

このほか、河田町時代には毎年8月8日"フジテレビの日"に河田町本社の一部と駐車場を会場に『フジテレビまつり』が開催されていた。内容は本社内部見学ツアーや、駐車場に当時の番組のブースが設けられ物販が販売されたり、駐車場の仮設ステージ上で所属アナウンサー進行によるクイズ大会や、若手芸人・タレントが参加してのステージなど。なおこの日は、本社地下のレストランで一般の人でも食事をすることができた。

#### シルク・ドゥ・ソレイユ日本公演
1992年より、FNS系列局との共催によって行われている。東京・原宿のビッグトップをはじめ、全国の各都市で開催されている。
- ファシナシオン（1992年）
- サルティンバンコ（1994年）
  - サルティンバンコ2000（2000年 - 2001年）
- アレグリア（1996年）
  - アレグリア2（2004年 - 2005年）
- キダム（2003年）
- コルテオ（2009年 - 2010年）
- クーザ（2011年 - 2012年）
- マイケル・ジャクソン：ザ・イモータル・ワールドツアー（2013年）
- オーヴォ（2014年 - 2015年）

なお、2008年 - 2011年に東京ディズニーリゾート（千葉県浦安市）内にあった常設劇場「シルク・ドゥ・ソレイユ シアター東京」（現・舞浜アンフィシアター）および同劇場で開催されていた常設公演「ZED」は、オリエンタルランド（OLC）がシルク・ドゥ・ソレイユ社、ディズニー社との業務提携により主催するものであり、フジテレビは直接関わっていない。

## 主な人物

### 歴代社長
| 代 | 氏名       | 在任期間        | 主な経歴・役職                                                 |
| -- | ---------- | --------------- | -------------------------------------------------------------- |
| 1  | 水野成夫   | 1957年 - 1964年 | 赤旗初代編集長、サンケイ新聞社長・会長、文化放送社長           |
| 2  | 鹿内信隆   | 1964年 - 1974年 | フジサンケイグループ議長、ニッポン放送社長、サンケイ新聞社長   |
| 3  | 浅野賢澄   | 1974年 - 1982年 | 郵政省事務次官                                                 |
| 4  | 石田達郎   | 1982年 - 1985年 | ニッポン放送社長、ポニーキャニオン創業者                       |
| 5  | 羽佐間重彰 | 1985年 - 1988年 | フジサンケイグループ代表、ニッポン放送社長、産経新聞社長・会長 |
| 6  | 日枝久     | 1988年 - 2001年 | フジサンケイグループ代表、フジ・メディアHD会長兼CEO            |
| 7  | 村上光一   | 2001年 - 2007年 | 日本映画衛星放送社長、東京外国語大学理事                       |
| 8  | 豊田皓     | 2007年 -        |                                                                |
|    |            | 2008年10月1日   | 認定放送持株会社体制に移行                                     |
| 8  | 豊田皓     | - 2013年        | FMH社長兼COO・副会長                                           |
| 9  | 亀山千広   | 2013年 - 2017年 | ビーエスフジ社長                                               |
| 10 | 宮内正喜   | 2017年 - 2019年 | 岡山放送社長、BSフジ社長、FMH社長・会長                        |
| 11 | 遠藤龍之介 | 2019年 - 2021年 | FMH副会長、民放連会長                                          |
| 12 | 金光修     | 2021年 - 2022年 | FMH社長                                                        |
| 13 | 港浩一     | 2022年 - 2025年 | 共同テレビ社長、とんねるずのみなさんのおかげです初代演出       |
| 14 | 清水賢治   | 2025年 -        | FMH社長                                                        |

### 歴代会長
| 代 | 氏名       | 在任期間        | 主な経歴・役職                                               |
| -- | ---------- | --------------- | ------------------------------------------------------------ |
| 1  | 植村甲午郎 | 1957年 - 1964年 | 経団連会長、ニッポン放送社長、サンケイ新聞会長               |
| 2  | 水野成夫   | 1964年 - 1968年 | 赤旗初代編集長、サンケイ新聞社長・会長、文化放送社長         |
| 3  | 鹿内信隆   | 1974年 - 1982年 | フジサンケイグループ議長、ニッポン放送会長、サンケイ新聞会長 |
| 4  | 浅野賢澄   | 1982年 - 1985年 | 郵政省事務次官                                               |
| 5  | 鹿内春雄   | 1985年 - 1988年 | フジサンケイグループ議長、ニッポン放送会長、産経新聞会長     |
| 6  | 鹿内信隆   | 1988年 - 1989年 | フジサンケイグループ議長、ニッポン放送社長、産経新聞会長     |
| 7  | 鹿内宏明   | 1989年 - 1992年 | フジサンケイグループ議長、ニッポン放送会長、産経新聞会長     |
| 8  | 日枝久     | 2001年 -        | 最高経営責任者、フジサンケイグループ代表                     |
|    |            | 2008年10月1日   | 認定放送持株会社体制に移行                                   |
| 8  | 日枝久     | - 2017年        | フジサンケイグループ代表、FMH会長兼CEO                       |
| 9  | 嘉納修治   | 2017年 - 2019年 | FMH社長兼COO・会長、関西テレビ会長                           |
| 10 | 宮内正喜   | 2019年 - 2024年 | 岡山放送社長、BSフジ社長、FMH社長・会長                      |
| 11 | 嘉納修治   | 2024年 - 2025年 | FMH会長、関西テレビ会長                                      |

### 社員
※詳細なプロフィールはリンク先を参照。
現在
- 風間晋 - 元外務官僚。報道局解説委員室解説委員。
- 里谷多英 - 元フリースタイル・スキーモーグル選手で、長野オリンピックの金メダリスト。
- 冨田真紀子 - ラグビー女子日本代表で、リオデジャネイロオリンピック・7人制ラグビーに出場。
- 野崎舞夏星 - 女子相撲選手。スポーツ番組でディレクターを担当。
- 若田部遥 - 女性アイドルグループ・HKT48の元メンバー。報道局勤務。

過去
- 上田昭夫 - 元ラグビー選手（日本代表）及び指導者で、母校の慶應義塾體育會蹴球部監督退任後に入社。2015年逝去。
- 大島新 - ドキュメンタリー監督で、映像製作会社ネツゲン設立者。代表作は『なぜ君は総理大臣になれないのか』。
- 大築紅葉 - 2021年から立憲民主党衆議院議員（1期目）。
- キック（旧：KICK☆） - お笑い芸人、占い師。番組アシスタントディレクターとして1年半ほど勤務。
- 黒岩祐治 - 2011年から神奈川県知事（3期目）。
- 五社英雄 - 映画監督、脚本家。1992年逝去。
- 坂井義則 - 元陸上選手で、1964年東京オリンピックの聖火リレー最終ランナー。2014年逝去。
- 澤雄二 - 元公明党参議院議員（1期）。
- すぎやまこういち - 作曲家。2021年逝去。
- 妹尾河童 - 舞台美術家、エッセイスト、小説家で、ベストセラー『少年H』の著者。
- TAROかまやつ - シンガーソングライターで、社員時代から音楽活動をしていた。父はミュージシャンのかまやつひろし。
- 俵孝太郎 - 政治評論家。2025年逝去。
- 長島一由 - 元逗子市長（3期8年、当時31歳の全国最年少市長）、元民主党衆議院議員（1期）。その後、映画監督、映画『The Calling』で2016年ハワイ国際映画祭でベストドキュメンタリー賞にノミネート。
- 中野友加里 - 元フィギュアスケート選手。現役引退後に入社。
- 藤島ジュリー景子 - 前ジャニーズ事務所代表取締役社長。
- 前田忠明 - 局契約。ワイドショー番組芸能リポーター、芸能デスク。
- 三宅雪子 - 元衆議院議員（1期）[注釈 73]。2020年逝去。
- ヨーコ・ゼッターランド（堀江陽子） - 元バレーボール選手（アメリカ代表）。引退後はスポーツ解説者。
- 米長晴信 - 元参議院議員（1期）[注釈 74]。
- 岸信千世 - 2023年から自由民主党衆議院議員（2期）。

## 系列放送局など
系列放送局各社に関しては「FNN」および「FNS」の項目を参照。

### 関連衛星放送
- フジテレビ直営
  - フジテレビワンツーネクスト（フジテレビONE・TWO・NEXT）
- フジ・メディア・ホールディングスの子会社・関連会社
  - BSフジ - 完全子会社
  - サテライト・サービス - 非連結子会社
  - 日本映画放送（日本映画専門チャンネル・時代劇専門チャンネル） - フジテレビジョンが30%保有、持分法適用関連会社
- その他
  - スカパーJSAT（スカパー!・スカパー!e2） - 旧JスカイBの主要株主であり、合併後も元編成局長の重村一（現：ニッポン放送会長）が2003年から2006年まで社長に就任するなど関連が深い。
  - J SPORTS（J sports 1・2・3・4） - 旧JスカイBの番組供給会社「スカイエンターテイメント」が前身。2009年10月、ジュピターテレコム（J:COM）に保有する全株式を売却。
  - 大富（CCTV大富、鳳凰衛視、旧TVB大富）
  - WOWOW - 約10%を保有する筆頭株主。

### マルチメディア放送
- mmbi - 設立時にはニッポン放送と合わせて40%を出資、本社をフジテレビ内においた。2009年の第三者割当増資によるNTTドコモによる子会社化の際に出資比率はニッポン放送と合わせて10%[131]と、2011年の第三者割当増資によりフジ・メディア・ホールディングスとニッポン放送と合わせ6.35%[132]としていた。2016年3月末までにNTTドコモに売却され、mmbiはNTTドコモの完全子会社[133]となった。

## 日本国外の提携局
- 韓国 文化放送

同局のソウル支局はソウル特別市麻浦区デジタルメディアシティのMBC本社内に置かれている。また、韓国MBCの東京支局はフジテレビの本社ビルの中にある。

## 番組制作に対する批判
以下、並びは発生順。所属・役職については特記の無い限り、発生当時のものである。なおスポーツ中継などのCM入りのタイミングや演出など番組の細部への批判や一時的にSNSサイトなどで炎上した案件も含めた場合は極めて膨大な量となるため、ここでは公に問題となった事例のみ示す。

### 報道
- 2003年8月13日 - 民放連の規定で取り扱わないとしている結婚相談所のコマーシャルを放送していることが判明[注釈 75]。フジテレビ広報部は「時代のすう勢に伴う判断」だとコメントした[134]。
- 2009年7月17日 - 『FNNスーパーニュース』で、旅館の女将たちが不況下で奮闘する様子を紹介したが、宮城県の温泉旅館の女将が「売り上げが伸びない旅館という負のイメージを視聴者に与え、温泉街も暗いシーンばかりが編集されるなど事実に反する」として、謝罪などを求めた。これに対し、フジテレビは「取材に基づく事実を伝えた」と主張したが、放送人権委員会による和解斡旋の末、「誤解を与えかねない表現を詫び、今後取材先との信頼関係を大切にして報道に取り組む」という内容の書面を女将に手渡し、和解が成立した[135]。
- 2011年3月12日 - 東北地方太平洋沖地震（東日本大震災）に関する首相会見の中継の際に「ふざけんなよ。また原発の話なんだろ、どうせ」「笑えてきた」「くそだよ」という音声が流れた。放送から9日後の3月21日に、「音声機器のトラブルによるもの」で、「誤解を招くような発言が外に出たのは反省しています」と広報部はコメントした[136]。なお、発言者の公表はしなかった。
- 2011年8月24日 - 『情報プレゼンター とくダネ!』において、出演者の小倉智昭が島田紳助引退報道に関係するコメントで述べた発言が、暴力団による民事介入暴力を容認する姿勢を示したように受け取られ、ネット掲示板などで批判が多数寄せられた[137]。8月26日、同番組で釈明をした上で「誤解があったら申し訳ない」と謝罪した[138]。
- 2012年7月6日 - 『情報プレゼンター とくダネ!』において、前年に滋賀県大津市でいじめを受けた中学生が自殺をした事件の裁判の資料の一部を個人名等をマジックで塗りつぶして番組中で表示したが、塗りが甘く加害者である生徒の個人名などが透けて見える状態だったため、9日の放送内で「大型のテレビで静止画を見ると、実名の一部が透けて見えることが分かりました」と述べて謝罪した[139]。ネット上では録画された映像を元に、より鮮明に伏字を読み取れるように加工された画像が出回っている[140][141]。
- 2012年9月27日 - 『情報プレゼンター とくダネ!』において、司会者の小倉智昭とコメンテーターの田中雅子が、安倍晋三の自民党新総裁選出に関するコメントで、安倍が2007年に潰瘍性大腸炎（厚生労働省指定の難病である）の悪化により首相を辞職した事を取り上げ、「子供みたいだ」などと揶揄し、世間の当病患者を差別・中傷をしたとして、潰瘍性大腸炎患者をはじめ視聴者やインターネット上で批判の声が上がり、4日後の10月1日に小倉が番組内で謝罪する事態となった。なお、田中サイドはブログや公式サイトのトップページで不快な発言への陳謝を行ったものの、安倍本人に対する謝罪などは行っていない[142]。
- 2012年10月21日 - 『黒子のバスケ』のファンイベントに脅迫文が届いた事件を報道した際、イベント会場内を取材許可を得ずに無断撮影した映像を使用した。イベント主催者の「スタジオYOU」からの抗議に対し、フジテレビは会場敷地外からの撮影なので問題は無く、「報道のステップを踏んでいる」との見解から、フジテレビのウェブサイト上からの画像削除の要求も拒否した。これらの問題から、主催者側は弁護士に相談する運びとなった。また「スタジオYOU」は、問題なく終了したイベントを脅迫文に関連付ける形で報じる必要性ならびに、フジテレビがイベント参加者の画像をウェブサイト上から削除せず、理由も明かさないことから、無断撮影とともにプライバシー保護の観点からも問題視しており、弁護士に相談した。「スタジオYOU」は、今後、取材のあり方とプライバシーに対する報道のあり方に論点の比重を置き、フジ側に質していくとした[143][144]。
- 2013年2月 - 2012年のロンドンオリンピック柔道日本代表選考会後の代表発表会見において、補欠の選手が代表に選ばれた選手と同席するのは敗者への敬意と尊厳にかかわると問題視されていた。しかし、その後の吉村強化担当理事の話で「代表になった選手はいいが、補欠は嫌だろう」と交渉したものの、フジテレビ側が「どうしても」ということで決まったという経緯が明らかとなった[145]。
- 2013年7月5日 - 『情報プレゼンター とくダネ!』にて、大阪市の住宅設備機器販売会社『エステート24ホールディングス』社長が、インターネットで「詐欺師」や「逮捕」といった「事実無根」の中傷をされたとして恐怖体験を語った。しかし、10月18日にみずほ銀行から融資金をだまし取ったとして詐欺容疑で実際に逮捕されたため、本当に「事実無根」だったのか疑わしい事例となった[146]。
- 2015年6月5日 - 「池上彰緊急スペシャル!」で韓国人に対してインタビューした場面で、映像と異なる吹き替えを使用したとして6月29日に謝罪した。男性が「過去の歴史を反省しない」と言っている映像には「日本人にはいい人もいますが、国として嫌い」と、また女性が「韓国には文化がたくさんあります」と言っている映像には「（日本は）嫌いですよ。だって韓国を苦しめたじゃないですか」とかぶせていた。編集ミスに加え、最終チェックが不十分だったと謝罪した[147][148]。
- 2016年12月12日 - 2016年11月28日に薬物使用容疑で逮捕された（後に不起訴処分）歌手のASKAの報道を巡り、ASKAが乗車したタクシーに搭載されているドライブレコーダーの映像がニュース番組やワイドショーで放送された問題で、東京交通新聞がこの日の号でチェッカーキャブ無線に加盟する三陽自動車交通の当該車両をフジテレビが配車予約、9時間半にわたり現場取材や社員の送迎などで利用し続けた上で取材を行ったりドライブレコーダーの映像提供を受けていたことを報じた[149]。フジテレビ側は「正当な取材活動の範囲内で映像を入手している。執行猶予中の容疑者の逮捕直前の映像であり、公共性・公益性があると判断し放送しました」と説明しているが、ネット上ではプライバシーの侵害に当たると放送直後から非難の声が上がり、国土交通省も業界団体に対しドライブレコーダーの映像取り扱いについて管理の徹底を行うよう指示する通知を出している[150]。
- 2020年10月5日 - 『バイキングMORE』にて、日本学術会議の任命拒否問題についての話題を扱っている最中、フジテレビ報道局解説委員室上席解説委員の平井文夫が「6年間ここ（日本学術会議）で働いたら、その後、学士員というところにいって、年間250万円年金もらえるんですよ。死ぬまで。みなさんの税金から。そういうルールになってるんです」と発言したが実際の日本学術会議と日本学士院の推薦の仕組みとは異なっているとの指摘がインターネット上ならびに国会でも上がり、翌日の放送にて司会であるアナウンサーの伊藤利尋が実際の仕組みを補足説明した上で謝罪した[151]。
- 2022年5月11日 - 朝の情報番組『めざまし8』においてダチョウ倶楽部の上島竜兵の死去のニュースを伝える際、リポーターが上島の自宅前からモザイク無しで中継を行い、総合司会の谷原章介も死因や発見時の状況について詳しく報じた。この放送を受けて厚生労働省は同日、著名人の自殺及びその手段や場所等の詳細に触れる報道は自殺を誘発する可能性があるため、「自殺報道ガイドライン」を踏まえた報道をおこなうよう各報道機関に対して要請をおこなった。

### ドラマ
- 2006年5月 - 『トップキャスター』の第3話の内容に関して細木数子から「ドラマに登場した『女性占い師』は明らかに自分をモデルにしており、名誉毀損に当たる」として抗議を受けた。その結果、11月に発売したDVDでは第3話がカットされた。
- 2011年8月7日 - 『花ざかりの君たちへ〜イケメン☆パラダイス〜2011』第5話において、前田敦子演じる主人公が、「LITTLE BOY」という文字の入った黄色のTシャツを着用していた。これに対して、「LITTLE BOY」が第二次世界大戦中にアメリカ軍が広島市に投下した原子爆弾のコードネームに、黄色がウラン精鉱（広島型原爆や核燃料の原料）を意味する「イエローケーキ」に通じること、さらに、放送日が広島原爆忌（8月6日）の翌日であったことを理由に、配慮が足りないと指摘された[152]。

- 2011年9月8日 - 『それでも、生きてゆく』にて、「JAP18」という表記のある架空の雑誌が画面に映りこんでいたことに批判の声がネットに上がった。一部では「『それでも、生きていく』は良いドラマなだけに残念だ」とも評された[153]。

- 2012年2月 - 同年4月期放送予定の連続ドラマ『家族のうた』が1987年にTBSで放送された『パパはニュースキャスター』と設定が似ていると一部報道で指摘された。フジテレビの豊田皓社長は同月24日の定例会見にて、フジテレビ編成制作局のドラマ担当責任者とプロデューサーが、2月20日に『パパはニュースキャスター』の脚本・伴一彦とプロデューサー・八木康夫と直接会い話し合いをもったことを明かし、「模倣や盗作といわれるのは本意ではない。ご指摘の部分にはアレンジをする、直すなど現在、検討しています。」とした。同作は、予定通り同年4月期に放送された。
- 2012年10月26日 - 『海猿』の原作者の佐藤秀峰が、フジテレビ制作で映画・ドラマ化された同作に関係して、「関連書籍が著作権者（すなわち佐藤）との契約書なしでフジテレビにより無断販売された」とTwitter上で暴露した。以前、フジテレビが佐藤の事務所へアポ無し取材をして傍若無人な振る舞いを行ったが、謝罪を受けたため穏便に済ませた一件があったことも明らかにした。フジテレビは佐藤に直接会って謝罪したいとしていたが、これを受けて佐藤は「フジテレビは信頼できない企業であることから、もう会う気は無い、関わることも無いです」とし、今後の「海猿」の新作制作に対する契約を事実上拒否する姿勢を示した[154][注釈 76]。しかしその後、西渕憲司報道局長からの謝罪文書が送られたことなどを理由に2015年6月6日に和解された[155]。そして、和解から1年ほどが経った2016年7月30日の「土曜プレミアム」にて、和解後では初となる映画作品の地上波放送として「THE LAST MESSAGE 海猿」が放送された。しかし、その後も新作は製作されることはないまま、2017年10月に映画作品に関する契約が終了。その後11月28日、佐藤は自身のTwitter上で「同年10月末で本作実写版の全ての契約が終了し、今後テレビやインターネットで放送・配信されることは永久に無い」と述べたことが報じられた[156]。
- 2013年3月14日 - 東日本大震災をテーマとした『最高の離婚』で端役の名刺のメールアドレスが「tsunami-lucky」で、名前の「都並達也」の「達也」を逆読みすると「津波やった」と読めることと放送日が震災発生日に近い日付であったことを理由に不謹慎であるとの声があがった[157]。
- 2016年1月18日 - 『いつかこの恋を思い出してきっと泣いてしまう』にて「放射線科」ならぬ「放射"能"科」と書かれた室名札があった。
- 2016年4月21日 - 『早子先生、結婚するって本当ですか?』にて、小道具の4月のカレンダーの「29」部分が祝日（昭和の日）を示す赤文字ではなく黒文字になっていたことをアサヒ芸能がTwitterで指摘し、「昭和天皇の誕生日であり、日本人にとっては特別な日である」とネット上で問題視された。

### バラエティ
- 1991年10月31日 - 『とんねるずのみなさんのおかげです』において、盲腸で入院していた木梨憲武が亡くなったような演出を行い抗議の電話が殺到した。

- 2003年8月13日 - 『ワンナイR&R』内のコント「ジャパネットはかた」において、当時福岡ダイエーホークス（現在の福岡ソフトバンクホークス）の王貞治監督の顔を模した便器、「王シュレット」を販売するという内容を放送した。これに対してダイエー球団と王監督が激怒し、地元局であるテレビ西日本（TNC、本社所在地・福岡県福岡市早良区）を含めフジテレビ系列の取材を一切拒否した。後日、フジテレビは放送上などで謝罪するが、同年の日本シリーズでの放送権を剥奪され、またコーナー名、商品名のパロディ元と思われる通信販売業のジャパネットたかた、ウォシュレットを製造しているTOTOからも「あまりに良識の範囲を超えている」と抗議された。この日の放送では和光堂の粉ミルク「ぐんぐん」を妊婦に扮した出演者にかけるというコントも放送しており、これに対しても視聴者から「育児に不可欠な粉ミルクを軽率に扱うとは何事か!」などの苦情が殺到し、和光堂からも「企業イメージを損ねた」として抗議された。

- 2011年7月 - 『FNS27時間テレビ』の番組内企画「復興スマイルライブ」の開催にあたり、東日本大震災からの復興のために自費で被災地を訪れたボランティアが、フジテレビスタッフの指示により会場設営に動員させられた[158]。参加者からは「何でテレビ局の仕事を手伝わされるんだろうね」との声があがった[158]。フジテレビは番組のためではなく、同場所で行われた地元主催の「復興市」の一環だと主張している。
- 2011年12月28日 - 『笑っていいとも!特大号2011』において劇団ひとりと秋元才加（AKB48チームK）がブータン国王夫妻のものまねをするコントを放送した。この内容に対し、侮辱的だとしてインターネット上で非難を浴びた[159][160][161]。
- 2013年2月25日 - 『森田一義アワー 笑っていいとも!』の「曜日対抗いいともCUP」において、雛人形をかたどったパネルを的にして扇子で当てて倒すというゲームが行われたが、不適切だと非難が起こり、翌3月1日のコーナー終了後にアナウンサーの生田竜聖が「皆様が大切にされている雛人形を的にするという演出は配慮が欠けていました」と謝罪した[162]。
- 2013年7月3日 - 『ドラゴンレイディ』の放送について、VTR出演した俳優の藤岡弘、がオフィシャルブログにて「名誉棄損ともとれる、事実と異なった放送がありました」と表明した。この表明に対して、フジテレビは、オフィシャルサイトにて「バラエティ番組『ドラゴンレイディ』藤岡弘、氏ご出演VTRに関する訂正とお詫び」と題した謝罪文を8月23日に掲載した[163]。
- 2017年11月21日 - 『恋神アプリ』においてロケ地であるパラオ共和国で飲酒可能年齢が21歳からであるにも関わらず、20歳の出演者が飲酒する場面があったとして今後の放送を取り止めると発表し、その後打ち切られた[164]。
- 2020年10月 - バラエティ番組『でんじろうのTHE実験』で負傷事故（下記参照）が発生した実験に、番組の冠であるサイエンスプロデューサー米村でんじろうが監修をしていなかったことが公表され、批判を浴びた[165]。
- 2023年2月7日 - 昼の情報番組・『ぽかぽか』でMCを務める岩井勇気（ハライチ）が、特殊詐欺に関与した窃盗の疑いで、フィリピンから日本に移送されていた2人の容疑者が飛行機内で逮捕されたとのニュース速報がテレビの画面上部に流れると「ちょっと待ってください！ 皆さん！」と一言発すると画面下部にも「《速報》“ルフィ”逮捕」と改めてテロップが出され、「ルフィ逮捕です！」「皆さん、ルフィ逮捕となりました！」「強制送還され！ あのルフィが！ 今日本に着き！ 逮捕されました」とカメラ目線で誇張しながら伝えた。強盗事件で人命も奪われた重大事件の容疑者逮捕を茶化すように伝えた岩井の姿勢に視聴者から「不謹慎すぎる」「強盗殺人なんだから番組でネタにするのどうなの」などと批判が殺到した[166]。
- 2025年2月20日 - バラエティ番組『街グルメをマジ探索!かまいまち2時間SP』にて、料理をフォーカスする時に出演者が点数を付ける企画「ご開帳グルメ7連発」を放送した際に、最後に紹介された東京都の居酒屋では料理ではなくて、大量の料理が記載されたメニュー表をフォーカスしたことから、出演者から突っ込みが入った上で点数も異常に低かったことから、関係者から批判を受ける事態になり、3月27日の放送分にて、改めて該当店舗を紹介すると共に謝罪した[167][168]。

### 韓国関連
- 2008年12月15日 - 『とくダネ!』で、フィギュアスケートの2008-09 GPファイナルについて「浅田真央とキム・ヨナがともに全てのジャンプに成功していた場合、キム・ヨナが得点で上回っていた」とする分析を放送した。しかし、浅田が予定していたジャンプを加えていないことが分かったとして、18日に分析の誤りを訂正し謝罪を行った[169]。
- 2010年10月4日・5日 - 『すぽると!』において、同月12日に韓国のソウルで行われたサッカー親善試合・日本代表対韓国代表戦について、2日連続で「韓日戦」と放送した。視聴者やネットで批判を受けた。広報部によると、FIFAの公式表記をもとにホームとアウェーを明確にするため以前からホームチームを先に表記していたとのこと[170][171]。6日からは「韓国戦」に修正し、以降はどちらがホームでも韓国戦としており、2011年8月の日本がホームの対韓国代表戦でも韓国戦であった。
- 2011年8月 - 上記の放送等により、報道姿勢が韓国偏向ではないかと言われることもあったが同年7月23日、俳優の高岡蒼佑がTwitterで「8は今マジで見ない。韓国のTV局かと思う事もしばしば。」といった発言をしたことをきっかけに、これらに影響を受けた団体が8月7日と21日の2度にわたりフジテレビ本社周辺でデモが執り行う事態となった。ただし、高岡はこうしたデモ活動には否定的な見解を述べていた[172]。また、7日は警察のデモ許可を取っていなかった為『散歩』『21日に向けたミーティング』と称していた。このデモは韓国など日本国外メディアでも報じられたが、フジテレビはおろか、国内のメディアは報道しなかった[173]。

### やらせ・捏造
- 1999年 - 『愛する二人別れる二人』の出演者が遺書でやらせを告白し自殺した。スポンサーが降板を申し出たため、同番組は打ち切られた。
- 2005年9月 - 『めざましテレビ』内のコーナー「めざまし調査隊」で、やらせがあったことが発覚した。やらせを行ったフリーのディレクターとの契約は打ち切られ、コーナーも打ち切られた。また管理責任を問われ情報制作局長を減俸、情報制作センター室長を減給処分とした。
- 2008年1月21日 - 2007年に放送された『FNS27時間テレビ』内の企画において、霊能者江原啓之の霊視の結果と編集された放送内容に対し、霊視を受けた人物から抗議を受け、BPOから「非科学的」「出演者への配慮を欠く」と改善意見を受けた。フジテレビは出演者に謝罪し、後日フォローする番組を放送。同時に番組で取り上げるきっかけとなった投稿の手紙がやらせであり、霊視会場にいた観客の過半数がサクラであることも発覚した。
- 2010年1月 - 2007年6月19日放送の『世界びっくり人間!ニッポン（珍）滞在記』でやらせがあったと、出演した大家族の母親がブログ上で告発した。フジテレビは「取材や内容に問題はなかった（中略）結果として配慮が十分でなかった」と事実上謝罪した。
- 2010年3月12日 - 金曜プレステージ『熱血教師スペシャル第1夜「居場所をください 〜愛と涙の密着1000日〜」』で、15歳の少年を紹介する映像に対し時系列上の矛盾が指摘され、被取材者である教員・天宮一大の個人ブログに『やらせではないか』とのコメントが書き込まれた[174]。19日、天宮がフジテレビに対し抗議・問い合わせをしたことを同ブログで明らかにし、『新・週刊フジテレビ批評』（2010年3月20日放送）にて、この件が扱われると発表した[175]。該当回の『新・週刊フジテレビ批評』でフジテレビの小田多恵子広報室長も時系列上の矛盾を認めたが、「制作サイドに事実をねじ曲げる意図は全く無く、アニメ映像の部分も使用許諾を得て適正に放送いたしました。頂いたご意見を真摯に受け止めて番組作りに努めていきたいと思っております」と回答しやらせを否定した。

- 2013年2月5日放送の『全日本温泉宿アワード2013』において、生放送中の視聴者の電話投票による温泉宿のナンバー1がやらせであることが発覚している[176]。
- 2013年10月20日に放送された『ほこ×たて 2時間スペシャル』における「スナイパー軍団vsラジコン軍団」が、スナイパーが銃弾を命中させて勝利したという番組の内容であったが、対決の順番を変更されるなど意図的に編集側が内容に手を加えたとする「捏造」があったことが出演したラジコン操縦者による抗議文の掲載により発覚した。フジテレビは不適切な演出があったことを認め、全放送回の内容を確認するとして当面の放送自粛を発表した[177]。さらに2012年10月21日に放送された『絶対に捕まえられないラジコンカーvsどんな物でも捕まえる猿軍団』においても、猿を糸で結ぶことによってあたかも猿がラジコンカーを追いかけているように見せる細工をするようスタッフに強要されたことも出演者の指摘で発覚した[178]。その後、11月1日に番組打ち切りが発表された。フジテレビの亀山千広社長は同年11月29日の定例記者会見において「過剰な『演出』で、あってはいけない行為だった」と謝罪したが、「撮影前から勝敗が決まっていたわけではないので『やらせ』には当たらない」とコメントした[179]。
  - 上記の問題で放送見送りとなった『ほこ×たて』の代替として2013年10月27日に放送された『美川・はるな愛のぶらり旅 長瀞へSL列車で行っちゃいました。松茸もあるヨSP』においても、画面が左右反転して日本国内なのに道路を車が右側走行をしている映像が使用されており、「制作側が『こういう画がないとダメ』とゴールを決めて融通が利かなくなっている」点が『ほこ×たて』と同様であると指摘する匿名テレビ業界関係者のコメントが、マスコミで紹介された[180]。
- 2016年11月10日に放送された『めざましテレビ』内のクイズコーナー「もの知りじゃんけん」で、ニューヨーク・ヤンキースの田中将大投手の居所について事実とは一切異なる内容を正解だとして放送し、翌11日には田中本人がツイッター上で否定し、フジテレビから何の相談もなくクイズの問題にされたことについて関係者に抗議した。なお、田中の抗議の際にフジテレビ関係者は謝罪こそしたものの、「クイズ形式になっていることを知らなかった。知っていれば本人サイドに電話等で確認していました」と釈明した。なお、12日には番組内容を変更しメインキャスターであるアナウンサーの三宅正治による謝罪放送が行われ、問題については全選択肢を正解扱いとする対応が執られた[181][注釈 77]。
- 2020年4月3日 - 『超逆境クイズバトル!! 99人の壁』の放送において、同年2月に番組に出演したエキストラの1人が放送倫理・番組向上機構（BPO）に「やらせが行われていた」との告発があり調査した結果、本来100人の参加者を集めて収録すべきところを人数不足により解答権のないエキストラとして参加させていた事が明らかになった[182]。調査の結果、レギュラー放送開始前の3回の特番や、レギュラー放送開始時から2019年10月までの間に26回、多い時には20人のエキストラを参加させていた。その後事実を公表した上で、今後も何らかの事情により参加人数が不足した場合は事前にその旨を公表した上で放送する事を発表した[183][184]。その後は新型コロナウィルス感染症の感染予防の影響もあり暫くは放送を休止し、同年6月6日に放送再開した際には冒頭にて謝罪を行った。また、同年5月18日にはBPOが放送倫理違反の疑いがあるとし、審議入りする事を決めており[185]、翌年2021年の1月18日に「番組が標ぼうしている『1人対99人』というコンセプトを信頼した多くの視聴者との約束を裏切るもの」「「制作過程の重要な部分を制作者たちが十分に共有していなかった点において、その過程が適正に保たれていなかったと言うべきである」として放送倫理違反があった事が認定された[186]。
- 2020年5月27日 - 「台本がない」ことを売りにしていたリアリティ番組『テラスハウス』が、番組出演中のプロレスラー・木村花の急死（同月23日）を受けて打ち切られた。同番組上での言動への誹謗中傷を苦にした自殺と見られているが、番組制作側の指示でヒール役に徹していただけであると木村の母の木村響子は主張している。同年7月3日、フジテレビは定例会見にて『スケジュールや撮影方針に関して全て指示・決定に従い、違反した場合損害賠償を負う』（要約）との項目がある誓約書を出演者側と交わしていたことを公表したが、「無理強いなどはない」「感情表現をねじ曲げるような指示はしていない」とし、「演出とは段取りなどのことで、スタッフの言うことを全て聞かなければならないということではない」としている[187][188]。

- 2020年5月19日 - 『バイキング』にて、新型コロナウイルス（COVID-19）の感染拡大における外出自粛の話題を扱った際、「5月17日撮影」として人出が増加する東京・原宿の竹下通りなどの映像を放映したが、映像の服装やマクドナルドの店舗に同年3月に限定発売された『てりたまバーガー』の広告が提示されていたことから撮影日の捏造疑惑が浮上した。翌日の放送にて司会者であるアナウンサーの榎並大二郎が「正しくは3月に撮影されたものでした。お詫びして訂正致します。」と謝罪した[189]。
- 2020年6月 - フジテレビ（FNN）・産経新聞社の2社合同で行った世論調査において、架空の回答を入力する不正行為を行われていたことを公表した。フジテレビから調査業務を委託を受けた「アダムスコミュニケーションズ」が再委託した「日本テレネット」の管理職社員が、実際には調査を行わず架空の回答を入力する不正の誘導を行っていたことが明らかとなった。フジテレビ側が調査を行った結果、2019年4月から5月にかけて計14回の世論調査を行った際に全体の12%である1,886件において不正行為が行われており、またアダムスコミュニケーションズが日本テレネットに再委託を行っていた事実をフジテレビに報告していなかった。フジテレビと産経新聞社は2019年5月19日から2020年6月1日にかけて放送・掲載した不正データに基づいた報道と記事を取り下げると同時に、再発防止策を策定するまでの間は世論調査を休止した。翌年2021年1月にアダムスコミュニケーションズへの委託を打ち切り、新たに別の業者へ委託を行ったうえでフジテレビ・産経新聞側の担当者による立ち会いを行い、再委託は原則認めないとする再発防止策を策定したうえで世論調査を再開した[190]。なお、放送倫理・番組向上機構（BPO）の放送倫理検証委員会においても審議が行われ、2021年2月10日に委託先の調査会社に任せたままにしていたことが問題視され「市民の信頼を大きく裏切り、他の報道機関による世論調査の信頼性に影響を及ぼしたことも否めない」として、重大な放送倫理違反があったことが認定された[191]。
- 2025年2月15日 - 『チャンハウス』の街頭インタビューにおいて、発言の意図を誤解し、本来の趣旨とは異なる形で編集・放映していたことが関係者からの抗議で判明。2月20日から約1か月間、番組ホームページに謝罪文を掲載した[192][193]。

### 利益相反・電波の私物化
- タイムCM・スポットCMとは別に、番組内で自社製作の映画[194]や自社のイベント・商品、関連会社が権利を有する楽曲[注釈 78]などを大々的に取り上げることや、番組内で頻繁に他の番組の宣伝を行うことには公共の電波の私物化であるとの批判もある[195]。

## 不祥事・事件・トラブル・アクシデント
発生順。所属については特記のない限り、発生当時のものである。

### 虚偽報道・誤表示
- 2017年7月27日 - 朝の情報番組『とくダネ!』において、医師法違反容疑で松山市の男性が逮捕された事件を伝えた際、無関係の男性のインタビュー画像を容疑者のものとして報じた[196]。
- 2019年8月4日 - 夕方の報道番組『Live News it!』において、京都アニメーション放火殺人事件の犠牲者の一人である武本康弘の友人のインタビューを放送していた際、インタビューを受けた人物が「あんな天才いない」と言っていたところ、項目テロップで「あんなアホいない」と誤って表記した。なお発言テロップはその通りであった[197]。
- 2021年7月30日 - 『東京オリンピック・フェンシング男子 エペ団体 決勝』において、同試合に勝利し、金メダルを獲得した日本選手団を紹介した際にフジテレビの確認不足により、選手団の1人である加納虹輝の写真を誤って韓国選手団の朴相永の写真と取り違えていた。その後、同番組のCM明けに女性アナウンサーが謝罪した[198][199]。

### 番組出演中の事故
- 1993年6月24日 - バラエティ番組『ウッチャンナンチャンのやるならやらねば!』の収録中に香港のロックバンド・BEYONDの黄家駒がセットから転落、頭部を強打して重体（急性硬膜下出血、頭蓋骨骨折、脳挫傷）となり、6日後に死亡した。なお、この事故では内村光良も転落して全治2週間の打撲傷を負っている。黄家駒の死亡を受けて、番組は打ち切られた。
- 1998年9月2日 - 『めざましテレビ』の生放送中、災害時に高所から脱出する避難器具の体験リポートを行っていたアナウンサーの菊間千乃がマンション5階（地上約13m）の窓から落下、全治3か月の重傷（腰椎圧迫骨折）を負った。
- 2003年 - 2012年3月8日号の週刊文春で「深夜番組『退屈貴族』に出演した高齢男性に火渡りをさせ、火傷による腎不全で死亡させた」とする記事が掲載された[200]。なお、週刊文春以外にその事実を裏付けする報道などはされていないため、真偽は不明である。
- 同じく2003年6月28日～29日にかけて放送された『FNS27時間テレビ みんなのうた』内のコーナー「さんま・中居の今夜も眠れない」の生中継において、笑福亭鶴瓶が自身の男性器を露出した。
- 2010年7月26日 - バラエティ番組『オレワン』の企画で、ソリを使ってプール上の発泡スチロールに着地する競技の収録中、杉山裕之（我が家）が左肩関節を脱臼骨折するけが、さらに松田洋昌（ハイキングウォーキング）が左肋骨を骨折するけがを負う[201]。その5日後、同番組の企画で全身にローションを塗って滑る競技の収録中、陣内智則が肋骨にひびが入るけがを負う[202]。これらを受け、同年8月22日に予定されていた『オレワンSP』の放送は中止された。
- 2012年2月2日 - バラエティ番組『とんねるずのみなさんのおかげでした』の収録中、やす（ずん）が新潟県内のスキー場のゲレンデを水上スキー用のゴムボートで走行、スピードが出過ぎていたため雪で作った停止点で止まることができず、その先のトタンに腰を強打、腰の骨を折るけがを負う[203]。
- 2014年5月20日 - バラエティ番組『めちゃ2イケてるッ!』内のコーナー『めちゃ日本女子プロレス』のリハーサル中、アイドルグループAKB48のメンバー・木﨑ゆりあが左手首を骨折するけがを負う。なお、この回については他のメンバーを代役に立てた上で予定通り放送された[204]。
- 2015年2月24日 - バラエティ番組『VS嵐』の収録中、番組内のゲーム「ジャングルビンゴ」で関根麻里が応援台から足を踏み外し、右目の上を負傷するけがを負った。
- 2020年10月8日 - バラエティ番組『でんじろうのTHE実験』の収録中、斎藤司（トレンディエンジェル）が群馬県みなかみ町のロケ現場において尻に敷いたエアバッグを爆発させて宙に浮かぶかの実験を行った際に右手から落下し腰を強打、群馬県内の病院に搬送され背骨の圧迫骨折と右手首の捻挫する全治3か月のけがを負った[205]。
- 2024年11月5日 - バラエティ番組『芸能人が本気で考えた!ドッキリGP』の収録中、山本浩司（タイムマシーン3号）が肋骨を骨折するけがを負った[206][207]。

### 関係者の不祥事
- 1999年 - 美容師の腕を競わせる番組『シザーズリーグ』に出演していた「カリスマ美容師」が、無免許であることが発覚した。同番組のプロデューサーは、制作会社からの制作費のキックバックを受けていたことなどが発覚し退社。その後、金融業者・無免許美容師・美容院を恐喝し逮捕された。
- 2001年2月 - 当時アナウンサーだった桜井堅一朗がプライベートで車を運転中、山手通りでバイクと衝突、バイクの運転手を死亡させる事故を起こした。その後、桜井は業務上過失致死の現行犯で逮捕され、処分の後、他部署へ降格処分が下された。
- 2001年10月 - フジテレビ本社内で『めちゃ2イケてるッ』収録準備中に美術会社社員が重さ100kgのセットの下敷きになり頭を強く打つ死亡事故が発生。その影響で同年10月27日に放送予定だった内容を急遽中止して『ターミネーター2』 特別編が放送された。
- 2005年7月16日 - ジャニーズ事務所所属のアイドルグループNEWSの未成年メンバーが仙台市内で泥酔し、トラブルを起こし補導された。その後、フジテレビアナウンサーの菊間千乃が、補導された同メンバーが未成年であることを承知で酒席に呼び出していたことが発覚。ジャニーズ事務所は同メンバーを無期限謹慎処分としてNEWSメンバーから外し、研修生に降格とした。一方、フジテレビは同アナに1週間の謹慎処分を下し、同アナの他、酒席に参加していた同局常務など計10名の社員に減給減俸処分を下した[208]。
- 2011年8月 - 「湾岸のテレビ局」勤務を名乗る人物が、「tss3116」のアカウント名にて、F1関連の非売品をヤフーオークションにて大量に出品していたことが明らかになり、横領疑惑が浮上した。『湾岸のテレビ局』がフジテレビを指すことは当該アカウントのブログから明らかであるが、フジテレビはコメントを一切出していない[173]。
- 2012年は伊藤利尋[209]らの交通事故やドラマプロデューサーの酒気帯び運転[210]、社員のタクシー運転手への暴行[211]、フジテレビ『スーパーニュース』の信号無視[212]など、交通関係のトラブルが多発した。
- 2012年6月 - アメリカ・ニューヨーク支局勤務の長谷川豊が、滞在関連費用を不正使用していたことが発覚した。フジテレビは業務規定違反を理由に長谷川を降格処分としたが、すでに全額を返還していることから、刑事告訴はしないとしている。ただし、長谷川が自身のブログの中で「このブログに大量の中傷メッセージを送ってきたIPアドレスは『FUJI TELEVISION NETWORK INC』だった」との苦情と「会社から帰ってやれよってね」との皮肉を述べており[213]、解決はおろか関連報道[214]が継続している状態である。フジテレビ側はこれについて豊田社長自身が「とやかくいうことはない」[215]と関知せずの方針を示した。
- 2014年3月26日 - 当時フジテレビ社員だった杉尾敦弘（元ドラマプロデューサー）が、出向先の関連会社「ストーリア」で2011年秋頃から数度に亘って同社の運転資金約1億円を横領していた事が発覚。同社の資金管理は社長の杉尾が1人で担っており、当初は期末毎に穴埋めを行っていたため発覚しなかったが、最後は穴埋めする資金も底を突いたため、杉尾本人が同社の監査役に自白して発覚した。杉尾は2014年3月20日付で同社への出向を解かれ、事情聴取を経て3月26日付でフジテレビを懲戒解雇となった。ストーリアは杉尾の刑事告訴を検討している[216][217]。
- 2016年12月19日 - 報道局社会部に所属し数年前まで警視庁担当だった30代の男性記者が、取材の過程で知り合った暴力団関係者から高額な接待を繰り返し受けた上で、当該関係者の乗用車購入のために名義を貸す利益供与をした疑いがある事が判明した。フジテレビでは11月上旬に発覚した時点で当該記者を記者職から外しており、今後調査を進めた上で厳正な処分を下すとしている[218][219]。2017年3月21日、男性記者と暴力団関係者は電磁的公正証書原本不実記録・同供用容疑で書類送検された[220]。
- 2021年4月 - フジテレビの女性アナウンサー数人が都内の美容室において、同店のSNSに施術後の写真を掲載する代わりにヘアカットなどを無料でして貰う「ステルスマーケティング」（ステマ）を行っていたと一部週刊誌から報じられた[221]。その後、フジテレビは同年5月に外部の弁護士を入れた上でヒアリング調査を行った結果、「ステマ行為は無かったものの、社員就業規則に抵触する行為が認められた」として、謝罪した[222][223]。
- 2022年6月 - お昼の情報番組『ポップUP!』のスタッフ（制作会社社員）が、二度に渡り自殺未遂を図っていた。当時のチーフプロデューサー（フジテレビ社員）のパワハラの疑いがあると報じている。
- 2023年6月 - 2022年6月から同年12月にかけて行われたアニメ番組『ちびまる子ちゃん』の企画において、システムトラブルにより、一部の採用者の名前や住所などのデータを消去してしまい、賞品が未だに発送されていない事案が判明したとして、番組公式サイトなどで謝罪した[224][225]。
- 2023年夏 - フジテレビの男性社員が同局のバラエティ番組『オールナイトフジコ』の出演者と会合した際に同番組の出演者に当時未成年の女性が含まれていたにも関わらず、年齢の確認を怠った上で飲酒させていたことが2025年に週刊誌報道によって発覚したため、同社員を厳重注意した[226][227]。
- 2024年3月 - 同月8日放送のバラエティ番組『ぽかぽか』の出演者3人（澤部佑・岩井勇気・神田愛花）が体調不良などで同時に同番組を欠席する事態が発生した。また、同日放送の情報番組『ノンストップ!』に出演予定だったカンニング竹山も同様の理由で同番組を欠席した。この事について、フジテレビは同月6日放送の『ぽかぽか』に竹山もゲスト出演していたことから、同番組内で放送中に提供した食品による可能性があるとして、番組公式サイトで謝罪した[228][229][230][231]。
- 2024年5月 - アメリカ・ロサンゼルスの新聞である「ロサンゼルス・タイムズ」はMLB球団「ロサンゼルス・ドジャース」所属選手である大谷翔平がロサンゼルス郊外に785万ドル（日本円で約12億3000万円）の豪邸を購入したと報じた[232]。この報道を元にフジテレビと日本テレビは自局の報道番組や情報番組などにおいて、大谷の新居を詳細に報じたため、多くの観光客や地元住民が訪れ、大谷や家族に対するプライバシーが侵害される状態となったことから、この2局は番組や社長会見の中で謝罪に至る事態になった[233][234][235][236]。その後、ドジャースがワールドシリーズを制覇したがフジテレビの記者が大谷に強行取材をしようとしたが拒否されたことが報じられている[237]。
- 2024年10月 - フジテレビはワールドシリーズ ロサンゼルス・ドジャース対ニューヨーク・ヤンキースの独占中継権を獲得し中継することが決まっていた。フジテレビは第1戦の録画再放送を同日の19時に放送した。この時間帯はTBSで日本シリーズ横浜DeNAベイスターズ対福岡ソフトバンクホークスの中継の裏で強行されたことがわかり、NPBがフジテレビに出していた取材パスを返却するよう求められたことが報じられた。日本シリーズ第3戦はフジテレビが放映権を持っていたが前述のペナルティを受け権利剥奪も検討されたが中継元のテレビ西日本がフジテレビとは別会社であることから見送られている[238]。その後、公正取引委員会は取材パスを没収したことなどは独占禁止法違反（不公正な取引方法）にあたる恐れがあるとして、NPBに再発防止を求める警告を出した[239][240]。
- 2025年6月
  - アナウンサーの山本賢太がオンラインカジノを利用していたことが判明したとして、謝罪すると共に該当アナウンサーのレギュラー番組への出演を当面見合わせることを発表した[241][242]。山本は7月11日に賭博罪で略式起訴された[243]。
  - バラエティ制作部企画担当部長の男が、2024年9月下旬～本年5月中旬ごろオランダ領キュラソーのライセンスを持つオンラインカジノサイトにスマートフォンなどを使ってアクセスし、バカラ賭博で約1億円を賭けたとして、常習賭博容疑で警視庁に逮捕された[244]。フジテレビは7月2日付で男を懲戒解雇した。同月11日に常習賭博罪で東京地検に起訴された[243]。

### フジテレビ韓流偏向騒動
フジサンケイグループは正論路線で知られる産経新聞社、「新しい歴史教科書をつくる会」の流れを汲む保守系の社会科教科書を発行する育鵬社を傘下に抱えているなど、国内で最も保守的な部類のメディア企業である。そのため冷戦時代の流れで同時に親韓の側面もあった。
2011年（平成23年）7月23日、俳優の高岡蒼甫がTwitter（現：X）上で「正直、お世話になった事も多々あるけど8は今マジで見ない。韓国のTV局かと思う事もしばしば。しばしば。うちら日本人は日本の伝統番組求めてますけど。取り合えず韓国ネタ出て来たら消してます。ぐっばい。」と投稿した。これが発端となり、ネット右翼などの間でそれに同調する書き込みが拡散された。日本最大のオンライン掲示板である2ちゃんねるでは、史上最多のスレッド数を記録した。
韓流コンテンツを放送している理由は、ビジネス上の判断に過ぎず、放映権が比較的安く取得でき、かつ高い視聴率を獲得できるからとされたが、フジテレビが「韓流びいき」で韓流コンテンツのステルス・マーケティングを行っている、スポーツ番組で国歌斉唱のシーンを放送しない、日本を貶めるような「反日」的言説が多い、フジテレビは反日等々の炎上が激化。同年8月7日には、デモ隊がフジテレビ本社をデモ行進し、フジテレビの過剰な韓国番組放送や、スポーツニュースなどの番組における韓国偏重があるとして抗議した。この抗議行動はニコニコ生放送でも中継された。抗議者たちはまた、フジテレビの番組のボイコットを呼びかけ、フジテレビの主要広告スポンサーである花王などの企業をボイコットし、同年8月21日には再びフジテレビ本社周辺でデモが行われた。フジテレビは当初、一連のデモ行進を無視していたが、次第にスポンサー各社への抗議やボイコット運動にエスカレートしたため、同年9月2日付でプレスリリースを発表した。

### 2025年の中居正広・フジテレビ騒動
2024年12月下旬、『女性セブン』（『NEWSポストセブン』）及び『週刊文春』がタレント（当時）の中居正広氏と芸能関係者の女性との男女トラブルが発生し、当該事案発生日にフジテレビの社員が関与していたと報じた。直後にフジテレビは公式サイト上に「当該社員（A氏）は会の設定を含め一切関与しておりません。会の存在自体も認識しておらず、当日、突然欠席した事実もございません」との声明を発表した。2025年1月8日、週刊文春は第二弾の記事を公表し、「A氏に誘われた」を「中居氏に誘われた」と修正したが、一切告知を行わず、翌週以降も「上納」等々の報道を繰り返した。
「上納」疑惑の高まりを受け、フジテレビは同年1月17日、社長定例会見を開催した。テレビカメラでの映像撮影を禁止し、参加者を「ラジオ・テレビ記者会」「東京放送記者会」の加盟媒体に限定したクローズドな記者会見だったため、かえって疑念を強める結果となった。同日夜以降、多くの企業がCMの放送を差し止めるなど、影響が大きく広がることとなった。同年1月27日に再度記者会見を開催し、フジ・メディア・ホールディングス及びフジテレビジョンの嘉納修治会長、フジテレビジョンの港浩一社長が引責辞任した。
翌日28日、週刊文春が「A氏に誘われた」を「中居氏に誘われた」と訂正した旨のコメントを発表し、週刊文春への批判が相次いでいる。

## フジテレビが関係するコンピュータゲーム
フジテレビは自社でコンピュータゲームを販売していた時期があったほか、自社番組を題材としたゲームが多いことも特徴である。
フジテレビが自社販売したテレビゲーム。
- 夢工場ドキドキパニック（1987年）
- ファミコンドラマ 小公子セディ（1988年）
- ヘブンリーシンフォニー（1994年）
- パドックノート'95（1995年）
- NIGHT HEAD -THE LABYRINTH-（1995年）※ポニーキャニオン、ホリプロと共同。
- オールスター水泳大会 OFFICIAL CD-ROM NICE BODY（1995年）

以下はフジ以外のメーカーが販売した、自社のバラエティ番組やスポーツ番組を題材としたテレビゲーム。
- F1 GRAND PRIXシリーズ（1991年 - 1994年）
- スーパー競馬シリーズ（1993年、1995年）
- 笑っていいとも!タモリンピック（1994年）
- なるほど!ザ・ワールド（1994年）
- 料理の鉄人 KITCHEN STADIUM TOUR（1996年）※データベースソフト
  - 料理の鉄人forGREE 新たな挑戦者達（2011年 - ）
- クイズ$ミリオネアシリーズ（2001年、2002年）
- 熱チュー!プロ野球シリーズ（2002年 - 2004年）
- 志村けんのバカ殿様 爆笑天下統一ゲーム（2002年）
- 笑う犬の冒険GB SILLY GO LUCKY!（2003年）
- BASEBALL L!VE2005（2005年）
- 平成教育委員会DS（2006年）
- ゲームセンターCX 有野の挑戦状（2007年）
  - ゲームセンターCX 有野の挑戦状2（2009年）
  - ゲームセンターCX 3丁目の有野（2014年）
  - ゲームセンターCX 有野の挑戦状 1+2 REPLAY（2024年）
- はねるのトびらDS 短縮鉄道の夜、はねるのトびらWii ギリギリッス（2007年）
- ネプリーグDS（2007年）、超!!ネプリーグDS（2008年）
- クイズ!ヘキサゴンII（2010年）
- 逃走中 史上最強のハンターたちからにげきれ!（2012年）
- 戦闘中 伝説の忍とサバイバルバトル!（2013年）
- 超・逃走中 あつまれ!最強の逃走者たち（2015年）
- 超・戦闘中 究極の忍とバトルプレイヤー頂上決戦!（2016年）
- 超・逃走中&超・戦闘中 ダブルパック（2018年）

以下はフジテレビジョン ゲーム事業部が企画または開発したコンピューターゲーム。
- 刑事ハードボイルド（2010年、gumiとの共同開発）[250]
- 幻獣ハンター（2011年、ウィルアークとの共同企画）[251]
- テルマエ・ロマエ ネットでガチャガチャ（2012年）[252]
- ゲゲゲの鬼太郎 妖怪横丁（2013年）
- ダービーロード presented by みんなのKEIBA（2015年、オルトプラスとの共同企画・開発）[253]

※フジテレビ系アニメのゲーム作品、ポニーキャニオンやFuji&gumi Games、フジゲームス（2016年4月設立）など関連会社が販売したゲームは割愛。

## その他、フジテレビ関連の雑学
ニュースや情報番組で使用されているテロップのフォントは、フォント制作会社のニィスと共同開発したもので、これが先駆となって、他局や色々な印刷物にもこのフォントが使用されるようになった。
メインバンクはみずほ銀行（旧富士銀行→旧みずほコーポレート銀行）で、FNSチャリティーキャンペーンにおけるフジテレビの振込先もみずほ銀行東京中央支店（旧富士銀行本店）であり、以前には芙蓉グループ提供の番組『感動エクスプレス』『満足!迷い旅』を放送していた。さらに、フジサンケイグループ傘下の広告会社3社と合併した広告会社クオラスがある。また、三菱グループとも関係が深く、以前には三菱電機一社提供の『メントレG』を放送していたほか、FNS系列局で毎年5月に放送している『ダイヤモンドカップゴルフ』（関西テレビ制作）は三菱自動車工業などの三菱グループ数社が協賛していた。元フジテレビ常務取締役の飯島一暢（現・サンケイビル代表取締役社長）は三菱商事の出身である。また、三和グループのメンバーの東宝との資本提携も行っているほか、営業目的にシャープ製が使われていることがある。この縁で、フジテレビ本社内にはみずほ銀行（旧富士銀行→旧みずほコーポレート銀行）と三菱UFJ銀行（旧三菱銀行→旧東京三菱銀行→旧三菱東京UFJ銀行）（旧三和銀行→旧UFJ銀行→旧三菱東京UFJ銀行）のATMが2箇所に設置されている。

## ギャラリー

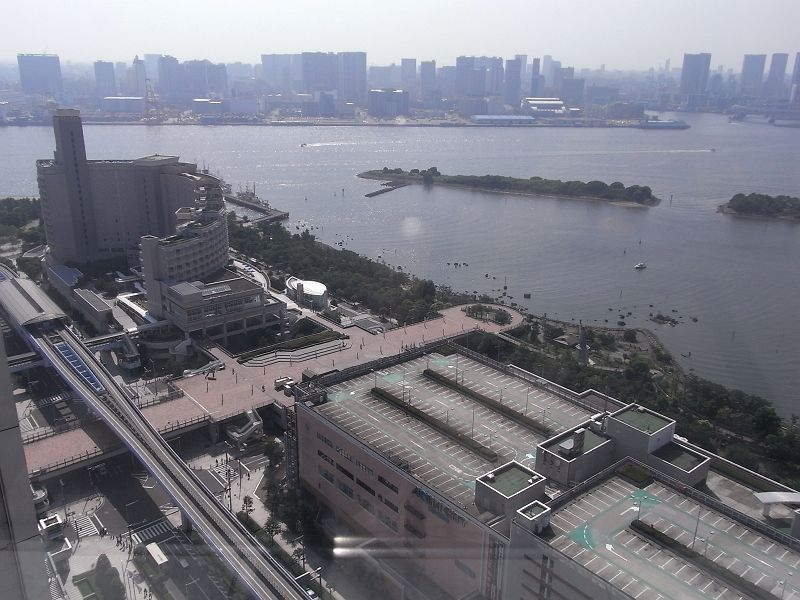
FCGビルから見たお台場海浜公園（2008年7月4日撮影）
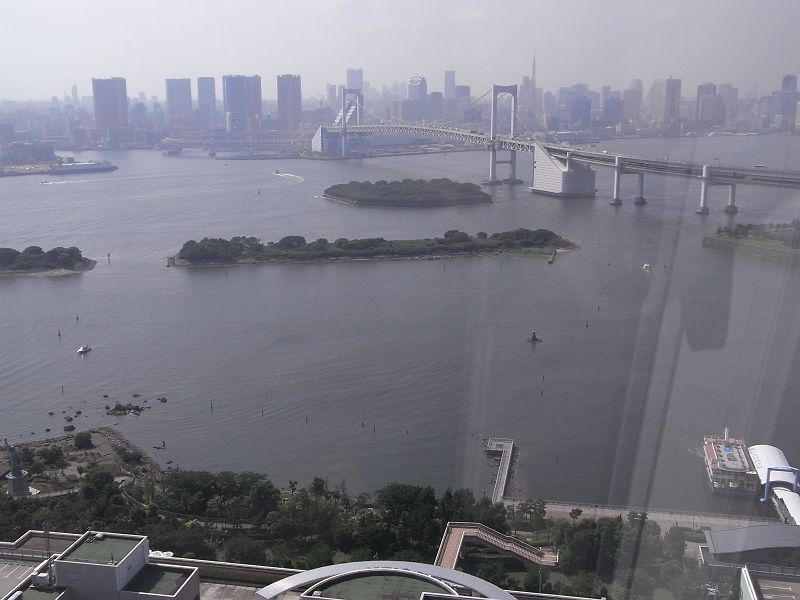
同左、（2008年7月4日撮影）
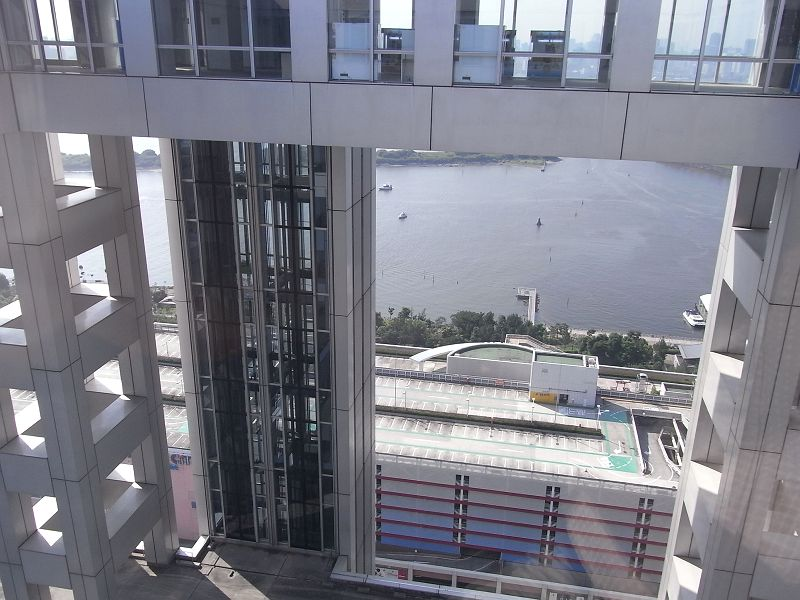
同左、（2008年7月4日撮影）